# Les Très Riches Heures du duc de Berry

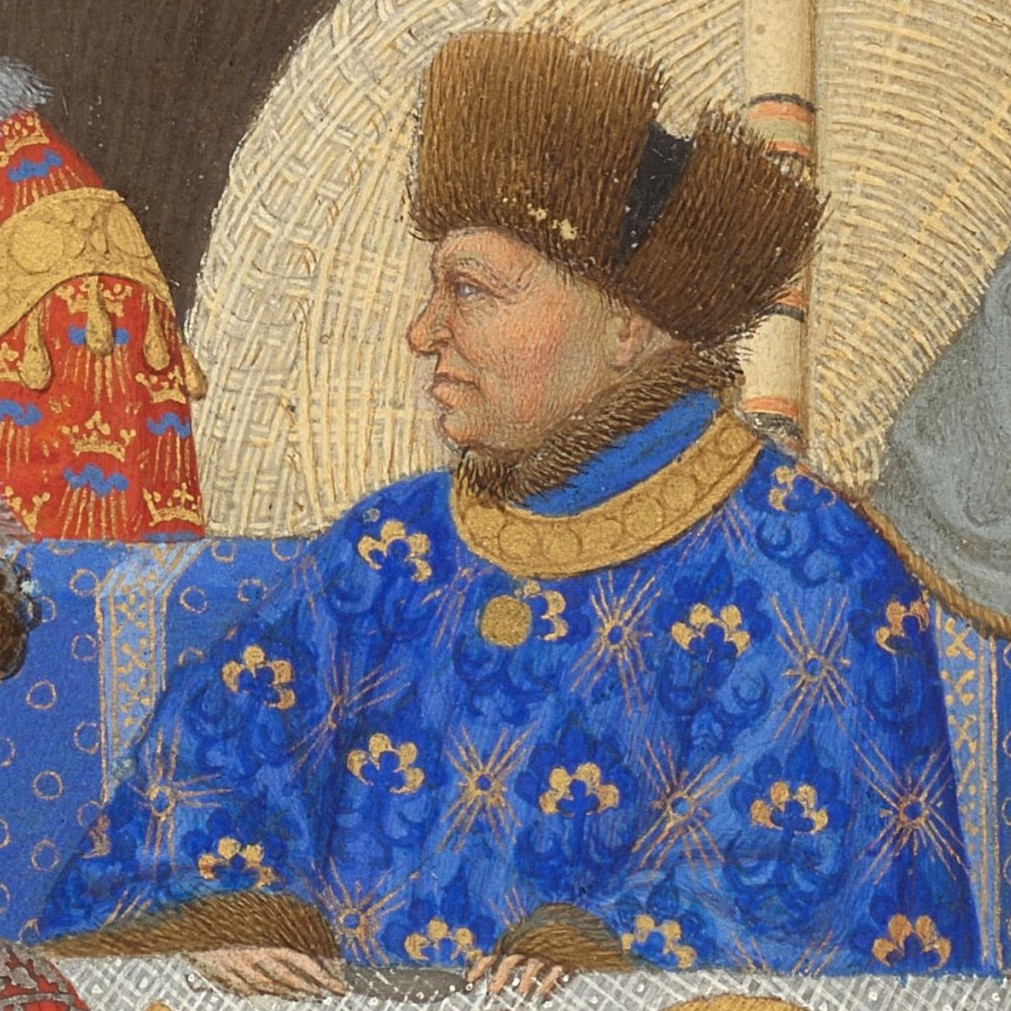
De hertog van Berry (detail uit de afbeelding Januari)

Les Très Riches Heures du duc de Berry (Frans voor De zeer rijke uren van de hertog van Berry) is een rijk geïllumineerd getijdenboek, besteld rond 1410 door Jan van Berry en gedeeltelijk vervaardigd door de befaamde miniatuurschilders de gebroeders Van Lymborch.. Van de 66 grote miniaturen in het handschrift zouden er 35 van hun hand zijn en 25 van de 65 kleinere worden door moderne onderzoekers aan hen toegeschreven. Het manuscript bevindt zich in het Musée Condé, dat is ondergebracht in het Kasteel van Chantilly, met als signatuur Ms.65.
Nadat het 15e-eeuwse boek in de 19e eeuw opnieuw was opgedoken, werd het werk snel befaamd, ondanks het feit dat het vrij ontoegankelijk was en blijft voor het grote publiek. Pas in de jaren 1980, bij de realisatie van een facsimile, werd het handschrift volledig uit elkaar gehaald en kon het publiek de miniaturen naast elkaar op een tentoonstelling in Chantilly bewonderen. Met zijn 66 bladgrote en 65 kleinere miniaturen en honderden versierde initialen is het werk een staalkaart van de miniatuurkunst en de boekverluchting van de 15e eeuw. Voor de miniaturen, de margeversiering, de initialen, de lijnvullers, maar ook voor het schrijven van de tekst werd beroep gedaan op talloze kunstenaars. De artiesten die aan het boek meewerkten vormen nog steeds het onderwerp van wetenschappelijk en kunsthistorisch onderzoek.
Les Très Riches Heures is ongetwijfeld een van de belangrijkste verluchte manuscripten uit die tijd en het wordt soms, "le roi des manuscrits enluminés" ("de koning van de verluchte manuscripten") genoemd. Het wordt gerekend tot de hoogtepunten van de gotische schilderkunst.
Een getijdenboek is een boek, in dit geval een handschrift, dat leken in de middeleeuwen gebruikten voor hun privédevotie. Getijdenboeken waren geënt op het in kloosters door monniken voor het koorgebed gebruikte brevier. Deze gebeden werden op vaste tijden van de dag uitgesproken en werden daarom getijden (horae, uren) genoemd.

## Geschiedenis

### De gebroeders Van Lymborch

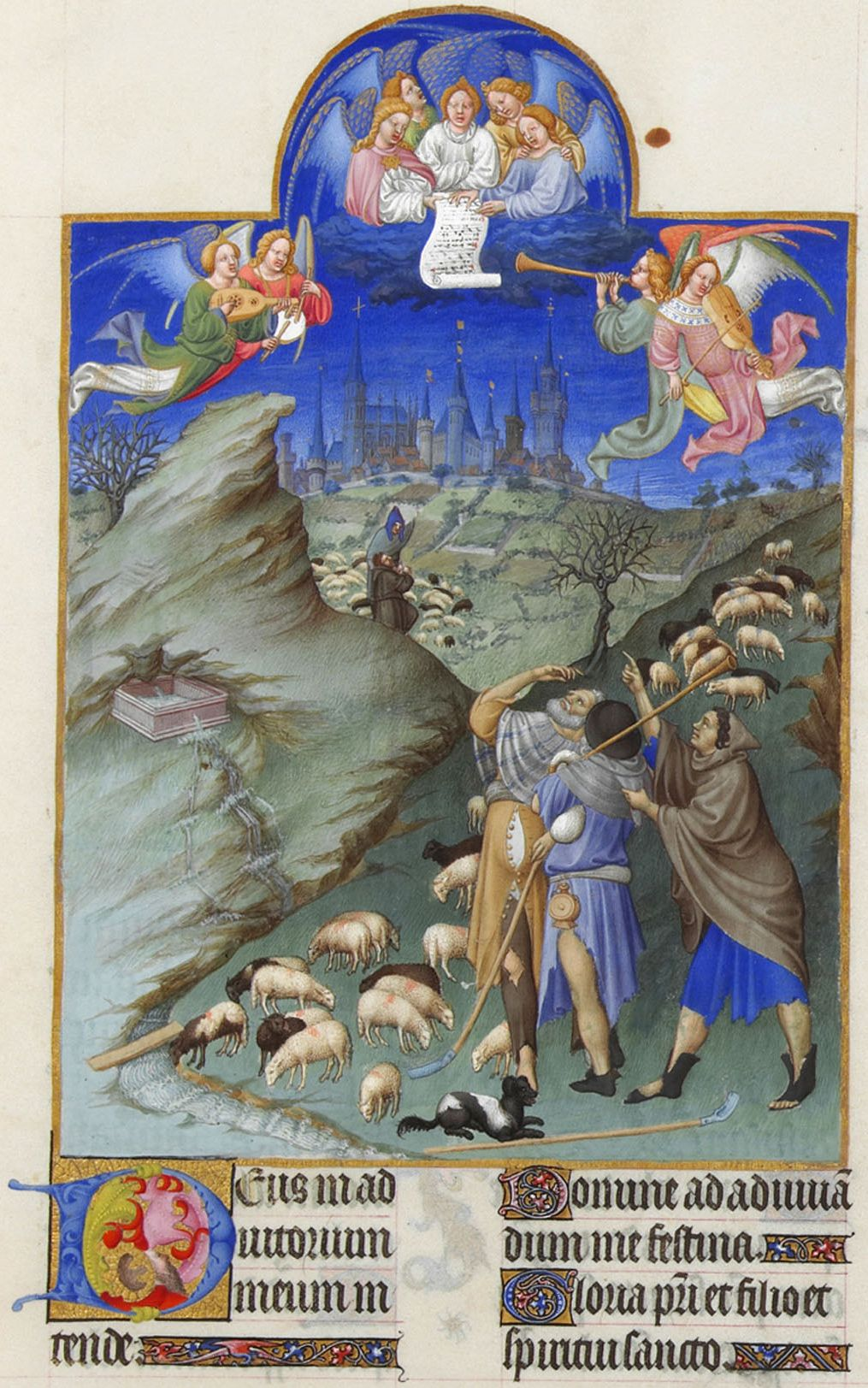
Aankondiging aan de herders, f48r, door de gebroeders Van Lymborch, lay-outfase 1

Nadat de Bourgondische hertog Filips de Stoute in 1404 overleden was, traden de broers in dienst bij hertog Jan van Berry, zoon van koning Jan de Goede, broer van koning Karel V en van Filips de Stoute en oom van de regerende koning Karel VI. De prachtlievende Jan van Berry was een verwoed verzamelaar en kunstliefhebber en hij liet het ene getijdenboek na het andere maken. Hij geeft aan de drie broers Paul, Herman en Johan de opdracht voor de Très Riches Heures waarschijnlijk omstreeks 1410 of 1411 nadat ze in 1408-1409 Les belles heures hadden beëindigd. Maar daarvoor had de hertog al een ganse verzameling van getijdenboeken aangelegd met als bijzonderste Les petites heures afgewerkt omstreeks 1390, waarin hij Paul een miniatuur laat toevoegen in 1412, Les très belles heures ca.1402, Les grandes heures ca. 1409 en Les Très belles heures de Notre-Dame dat in 1405 voor het afgewerkt was, gesplitst werd in twee handschriften waarvan het tweede gedeelte gekend is onder de naam Turijn-Milaan-Getijdenboek.

Het boek werd in 1881 door Léopold Delisle geïdentificeerd als een item uit de inventaris van de bezittingen van de hertog van Berry die werd opgesteld na zijn overlijden in 1416 en dat werd beschreven als:
'Item, en une layette plusieurs cayers d’unes tres riches Heures que faisoient Pol et ses frères, tres richement historiez et enluminez; prisez Vc liv.tournois— 

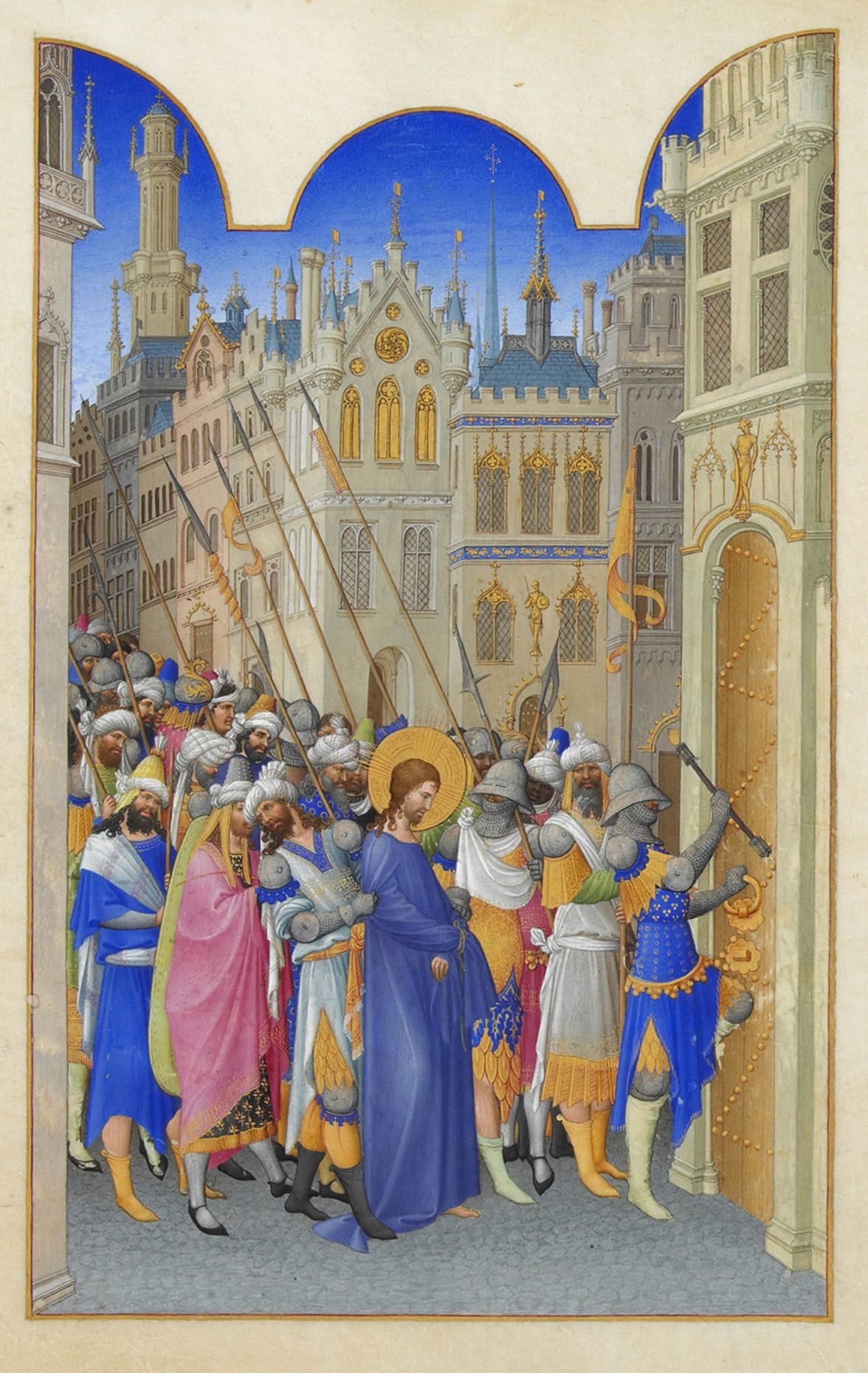
Christus wordt naar het pretorium gebracht, f143r, gebroeders van Limburg, lay-out fase 2

Deze toeschrijving werd nooit in vraag gesteld tenzij door H.T. Colenbrander, die in een thesis uit 2006 de stelling poneert dat het werk helemaal niet van de gebroeders van Limburg hoeft te zijn en dat het zelfs niet zeker is of we werk van hen kennen. Op basis van deze toeschrijving door Delisle werden ook de miniaturen in de Bijbel Ms fr. 166 in de BnF in Parijs en in de zogenaamde Heures d'Ailly, thans beter bekend als de Belles Heures, in The Cloisters in New York aan de gebroeders toegeschreven.
Paul en zijn broers zijn zoals blijkt uit de rekeningen van Jan van Berry zeker vanaf 1411 tot 1415 in dienst geweest van de hertog.
De drie broers zouden dus in 1411 begonnen zijn met het schilderen van de miniaturen. In een eerste fase werden de volbladminiaturen geschilderd in een vierkant kader met een halfronde lob bovenaan en met vier tekstlijnen onderaan. Later wordt de lay-out aangepast en worden de volbladminiaturen echt bladvullend. De afbeeldingen van de maanden in de kalender waren waarschijnlijk de laatste miniaturen die de gebroeders van Limburg realiseerden. Er zijn verschillende pogingen ondernomen om de hand van de drie broers in de miniaturen te identificeren maar hierover is tot nog toe geen overeenstemming bereikt tussen de onderzoekers.

### De andere miniaturisten

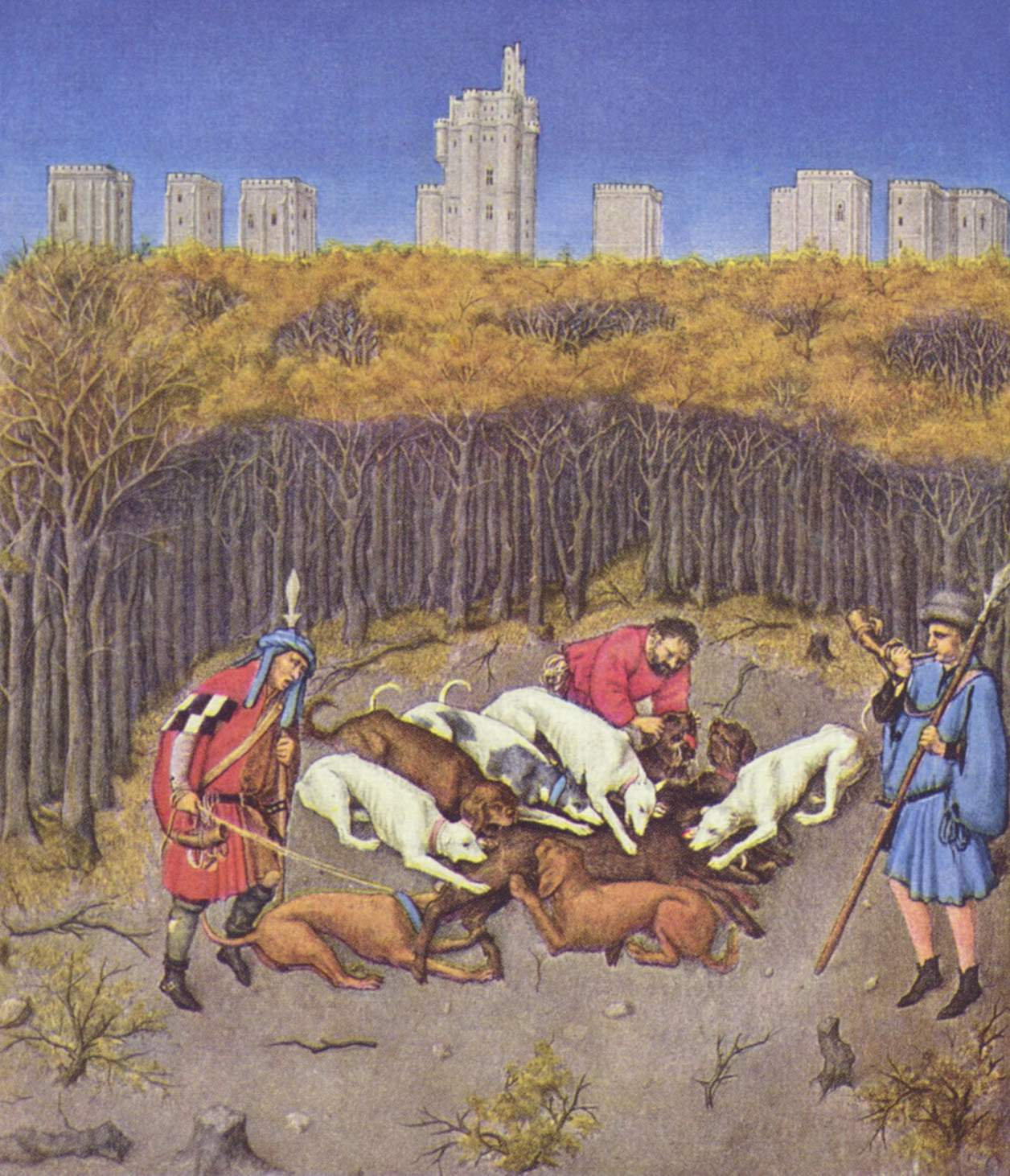
Detail van het kalenderblad van december, f12v, Barthélemy d’Eyck(?)

De gebroeders Van Lymborch stierven in 1416, kort na hun opdrachtgever, en het boek bleef onafgewerkt achter zoals vermeld werd in de inventaris van Jan van Berry. De Amerikaanse kunsthistoricus Millard Meiss die het werk uitvoerig bestudeerde, zag maar twee grote fases in de totstandkoming van het werk namelijk de fase voor 1416 met de gebroeders Van Lymborch en de fase van de jaren 1480, toen het werk in het bezit kwam van Karel I van Savoye. Maar de Italiaanse kunsthistoricus Luciano Bellosi poneerde in 1975 de stelling dat een aantal van de kalenderbladen onmogelijk van de hand van de gebroeders Limburg konden zijn op basis van de kleding van de afgebeelde personen die pas voorkwam omstreeks het midden van de 15e eeuw. In tegenstelling tot wat men vroeger dacht wordt nu vrij algemeen aanvaard dat de Limburgs de maanden januari, februari, maart (gedeeltelijk), april, mei, juni (gedeeltelijk), augustus en december (gedeeltelijk) schilderden maar dat de maanden maart, juni, juli, september, oktober en december werden geschilderd of afgewerkt omstreeks het midden van de 15e eeuw, misschien door Barthélemy d’Eyck hoewel de kunsthistorici het daarover ook nog niet eens zijn. Barthélemy d’Eyck werkte onder meer voor René d’Anjou en verluchtte voor hem het manuscript van de Le livre du coeur d’amour épris geschreven door René zelf. Dit leidt sommige onderzoekers ertoe te veronderstellen dat het boek toen in het bezit was gekomen van René d’Anjou waarschijnlijk via zijn moeder Yolande van Aragón, de schoonmoeder van Karel VII.

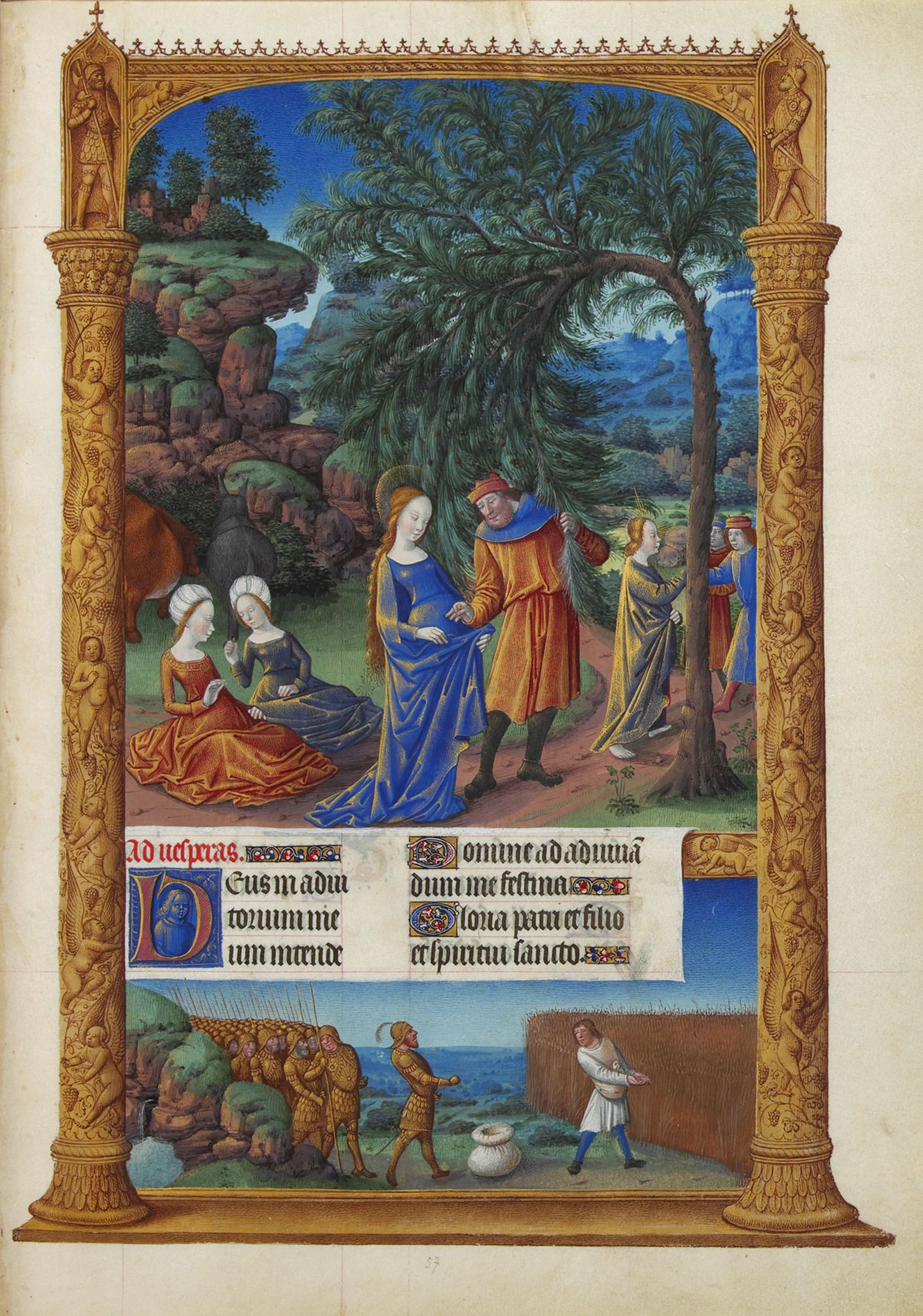
De vlucht naar Egypte, f57r, miniatuur van de hand van Jean Colombe

In de jaren 1480 was het handschrift in het bezit van Karel I van Savoye. Hoe het bij hem terechtgekomen was, werd nog steeds niet met zekerheid vastgelegd. De hypothese die heel dikwijls naar voor geschoven wordt is dat de onafgewerkte katernen in de koninklijke bibliotheek terechtgekomen waren tijdens het bewind van Karel VI en daar bleven onder Karel VII en Lodewijk XI, de echtgenoot van Charlotte van Savoye. Karel van Savoye zou het onafgewerkte manuscript dan omstreeks 1483 in zijn bezit hebben gekregen. Hij gaf opdracht aan de miniaturist Jean Colombe om het boek af te werken.

### Na de 15e eeuw
Karel kon niet lang genieten van zijn nieuwe bezit: hij overleed kinderloos in 1490. Zijn bezittingen gingen over in handen van zijn neef Filibert de Schone. Toen ook deze kinderloos overleed (1504), viel het manuscript toe aan zijn weduwe, Margaretha van Oostenrijk. Zij was landvoogdes van de Bourgondische Nederlanden en, zoals blijkt uit een inventarisatie van bezittingen uit 1523, liet zij een aantal manuscripten, waaronder une grande heure escripte à la main overbrengen naar Mechelen. Volgens Paul Durrieu zou dit handschrift Les Très Riches Heures zijn geweest. Steeds volgens Durrieu kwam het boek na het overlijden van Margaretha in 1530 in handen van Jean Ruffaut, thesaurier en betaalmeester van keizer Karel V en werd het daarna verworven door Ambrogio Spinola, die betrokken was bij de strijd in de Spaanse Nederlanden. Anderen zijn dan weer van oordeel dat het werk in het bezit van de familie van Savoye gebleven is en nooit Italië verlaten heeft. De aanwezigheid van het boek in Mechelen geeft een voor de hand liggende verklaring voor de kopieën van bepaalde kalenderbladen die zijn terug te vinden in het Breviarium-Grimani.

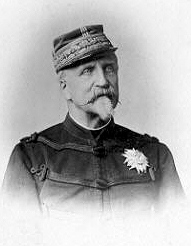
Hendrik van Orléans, hertog van Aumale

In de daarop volgende eeuwen leek het werk van de aardbodem te zijn verdwenen. In de 18e eeuw werd het manuscript opnieuw ingebonden in een rode marokijnlederen omslag en voorzien van het wapen van de familie Spinola. In het midden van de 19e eeuw was het in het bezit van de Italiaanse baron Felix de Margherita die het zou geërfd hebben van de markies Gérôme de Serra (1767-1837), burgemeester van Genua, die eveneens zijn familiewapen had laten aanbrengen.
In december 1855 werd de hertog van Aumale, die op dat moment in asiel was in Groot-Brittannië, door Antonio Panizzi, adjunct-bibliothecaris bij het British Museum getipt dat het werk te koop zou zijn. Hij kocht het manuscript op 20 januari 1856 voor de som van 22.000 francs. In 1871 keerde de hertog terug naar Frankrijk en nam het boek met zich mee. De hertog van Aumale liet uiteindelijk al zijn verzamelingen en het kasteel van Chantilly na aan het Institut de France, waar het sinds 1897 bewaard wordt in het Musée Condé. In zijn testament was bepaald dat het handschrift het kasteel niet mocht verlaten.

## Vormgeving

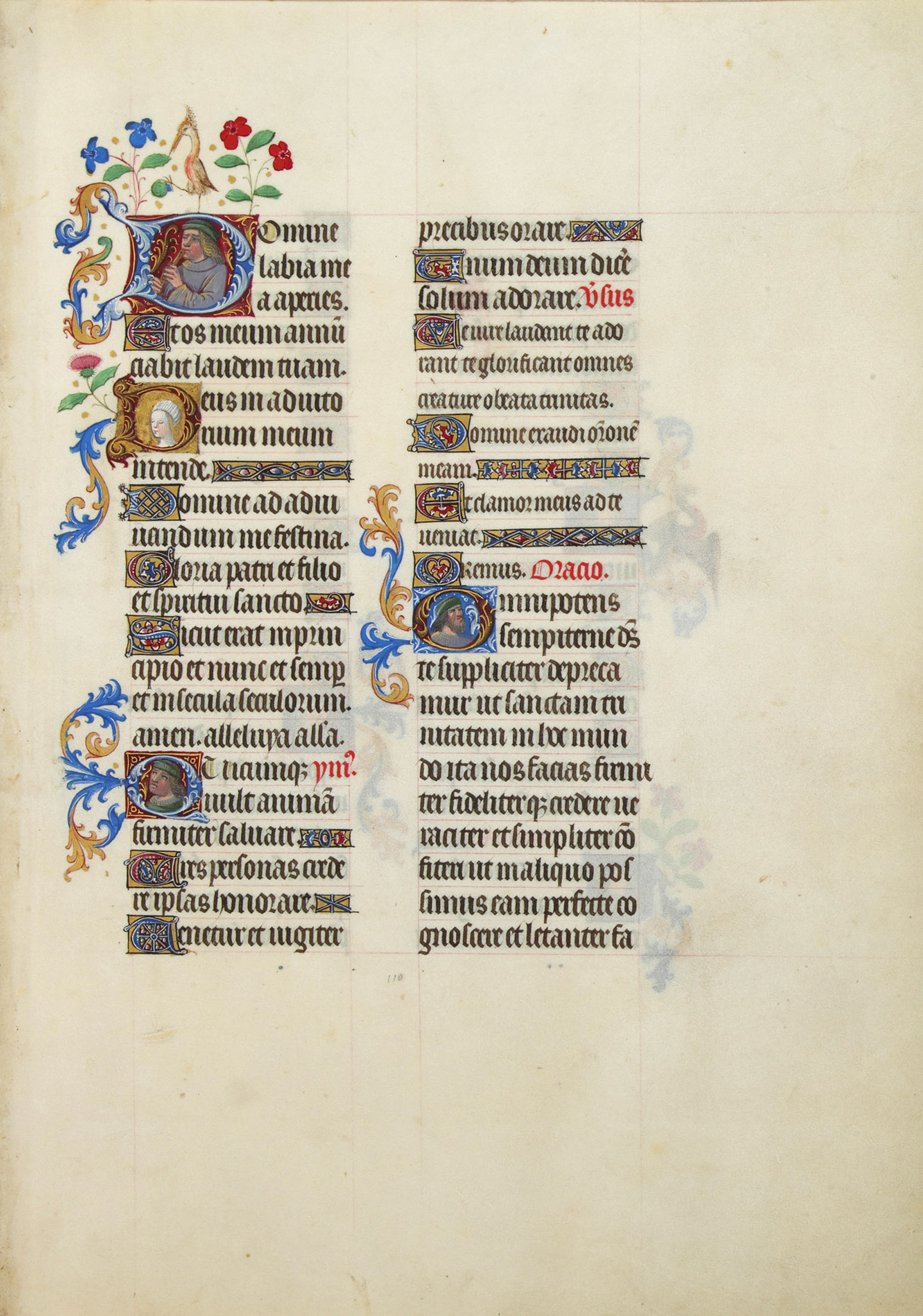
f110r, een typische tekstbladzijde met versierde initialen, lijnvullers en margeversiering.

Het boek in de huidige vorm telt 206 gebonden vellen van kostbaar kalfsperkament of vellum. Elke pagina meet 29 bij 21 cm, hoewel het oorspronkelijke formaat waarschijnlijk iets groter was, aangezien een latere boekbinder de pagina's iets heeft bijgesneden. Het handschrift bestaat uit 31 katernen. Standaard bestaat elk katern van het boek uit vier dubbelgevouwen vellen perkament, wat acht folia en zestien pagina's per katern opleverde, maar er zijn verscheidene katernen die van de standaard afwijken wat wijst op latere aanpassingen. Slechts 20 van de 31 katernen zijn nog quaternions, aan de andere werden bladen toegevoegd of er werden bladen uit verwijderd. Aan het eind van elk katern staat rechts onderaan op de pagina een custode, dat het eerste woord is van het volgende katern, dit ten behoeve van de boekbinder. Sommige van deze custoden worden in de huidige schikking niet meer gevolgd door dezelfde tekst op de eerste pagina van het volgende katern, wat eveneens wijst op een latere herschikking. Dit is het geval met een (nauwelijks leesbare) custode op de achterzijde van het blad met de kalendertekst voor december (folium 13v). Het overeenkomstige vervolg bevindt zich vandaag op folium 109r, bij het begin van een reeks misvieringen.

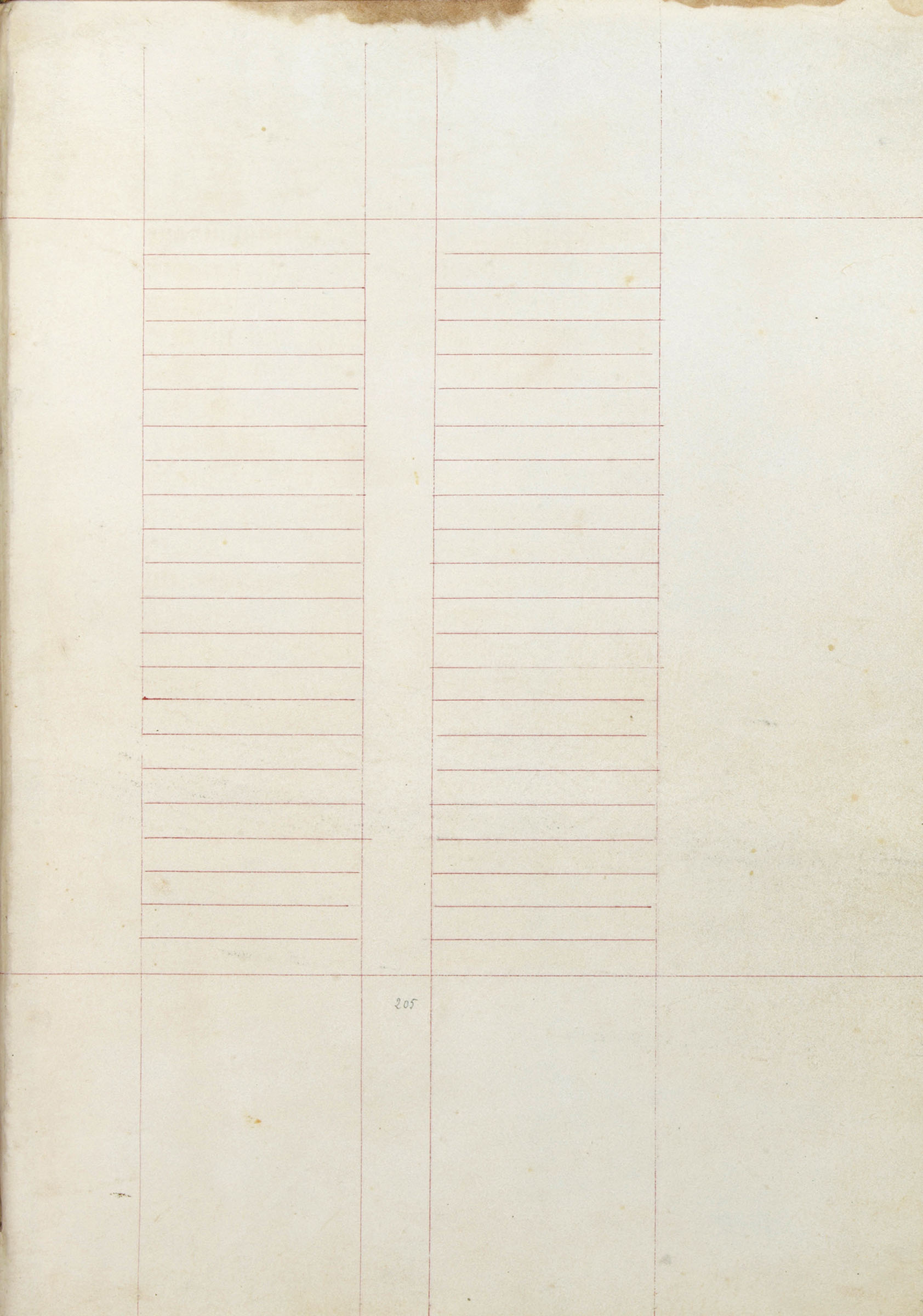
f205r, gelinieerde bladzijde zonder tekst

Op de kalender na werd het handschrift uniform gelinieerd De aflijning werd uitgevoerd over de volle breedte van elk dubbelblad zowel op voor- als op de achterzijde. De bladzijde werd onderverdeeld in twee kolommen van 164 mm hoog en 48 mm breed. De ruimte tussen de kolommen is 15 mm breed. Elke kolom bevat 22 regels van 7,5 mm hoog.
De in het Latijn gestelde teksten werden als eerste aan het manuscript toegevoegd, waarbij ruimte werd gelaten voor de later aan te brengen miniaturen en initialen. Ze werden geschreven in een littera textualis formata met zwarte inkt. De rubrieken werden in het rood geschreven en de legendes bij de miniaturen in het rood en het blauw. De naam van de kopiist is onbekend gebleven. Wel is bekend dat de hertog in 1413 een schrijver in dienst had genaamd Yvonnet Leduc, die wordt beschreven als 'ecripvain de forme' (kalligraaf van manuscripten). Patricia Stirnemann meent dat er vijf kopiisten aan het handschrift werkzaam waren. De eerste schreef het grootste deel van het werk, van folium 17 tot folium 204 verso. De anderen schreven slechts enkele folia.
De schilders begonnen met een lichte schets, aangebracht met pen en inkt. De gebruikte kleuren werden aangemaakt in het atelier, gemalen op een marmerplaat, vermengd met water en Arabische gom of tragacanth als bindmiddel. Zo konden vele kleurvariaties worden aangemaakt met behulp van planten, mineralen en chemicaliën. Opvallend zijn de prachtige blauwkleuren, verkregen uit het kostbare lapis lazuli en het uit Saksen afkomstige erts waaruit kobaltblauw werd vervaardigd. De groenkleuren werden vervaardigd met behulp van malachiet en van irisbladeren vermengd met het mineraal massicot. De kunstenaars maakten gebruik van uiterst fijne penselen en, waarschijnlijk, lenzen.

## De inhoud
Een normaal getijdenboek heeft drie kernteksten, namelijk het ‘Kleine Officie van Onze Lieve Vrouw’ ook kortweg het Mariagetijde genoemd, de zeven boetepsalmen (de psalmen 6, 31, 37, 50, 101, 129 en 142 overeenkomstig de Vulgaat) die koning David, de bekende koning uit het Oude Testament, zou geschreven hebben als boetedoening voor de moord op zijn legeroverste Uria en de dodenvigilie de gebeden om de dodenwake te begeleiden en de doden te herdenken.
Daarnaast vindt men in de getijdenboeken bijna steeds een eeuwigdurende kerkelijke kalender die per maand de liturgische feest- en gedenkdagen van het kerkelijk jaar weergeeft hoewel die strikt genomen geen functie heeft. Op de kalender volgen meestal teksten uit de vier evangeliën en gebeden gericht aan de maagd Maria namelijk het “Obsecro te” en “O intemerata”.
Hiernaast komen dan eventueel nog andere getijdengebeden zoals de Heilig Kruis getijden (Het passieverhaal) en de getijden van de Heilige Geest, beide kennen een korte versie naast het normale officie.
Ook in dit getijdenboek van Jan van Berry vinden we deze basiselementen terug, maar ook een aantal minder gebruikelijke elementen:
- f1v-f14v: Kalender
- f17r-f19v: Uittreksels uit de evangelies van Johannes, Mattheus, Lucas en Marcus.
- f20r-f24r: Gebeden tot de Heilige maagd (O intimerata en Obsecro te)
- f26r-f63r: Mariagetijden
- f64v-f71r: Boetepsalmen
- f71v-f74v: Litanie van alle Heiligen
- f75r-f78v: Korte getijden van het Heilig Kruis
- f79r-f81v: Korte getijden van de Heilige Geest
- f82r-108v: Dodenofficie
- f109r-f140v: Getijden voor de weekdagen
- f142r-f157v: Passiegetijden
- f158r-f204v: Missen voor bepaalde dagen van het jaar

De getijden voor de weekdagen zijn vrij uitzonderlijk in getijdenboeken en ook het grote aantal missen dat in dit getijdenboek is opgenomen is vrij uitzonderlijk. De passiegetijden daarentegen komen veelvuldig voor in getijdenboeken.

## De kalender

### Inleiding
De kalender, of ten minste de miniaturen erin, is ongetwijfeld het bekendste en het meest gereproduceerde deel van dit handschrift maar strikt genomen was een kalender totaal overbodig. In tegenstelling tot bij het brevier zijn de gebeden in een getijdenboek normalerwijze niet afhankelijk van de datum of van de heilige of het kerkelijke feest dat gevierd wordt.
Voor dit werk van de gebroeders Van Lymborch werden de kalenders niet zo uitbundig verlucht, ze bevatten meestal slechts kleine miniaturen of vignetten die de werken van de maand afbeelden en de tekstbladzijden versierden, zelfs in de Belles Heures, het werk van de Lymborchs dat aan de Très Riches Heures voorafging vinden we nog de klassieke uitwerking van de kalender. Met het kalenderconcept in de Très Riches Heures Lymborchs zien we een spectaculaire vernieuwing op verschillende domeinen:
- In de kalender van de Très Riches Heures worden de miniaturen voor het eerst sinds de antieke tijd (de Chronograph uit 354) uitgewerkt op een volledige bladzijde. De randversiering wordt achterwege gelaten en de kalenderplaten krijgen het aspect van een schilderij op perkament. De afbeelding wordt op de verso zijde geplaatst en de tekst op de recto zijde, wat tegelijkertijd de hiërarchie van beiden omkeert.
- De astronomische informatie in de hemisfeer boven elke kalenderplaat is ongekend voor dit type van handschrift. Meestal vond men dergelijke gedetailleerde informatie slechts terug in werken over astronomie.
- Het afbeelden van persoonlijke gegevens van de opdrachtgever zoals zijn portret, een aantal van zijn kastelen en een aantal gebeurtenissen in de familie (april en mei) was nooit gezien. Tien van de twaalf kalenderplaten laten een kasteel op de achtergrond zien, maar in tegenstelling tot wat dikwijls gedacht wordt zijn het niet allemaal kastelen van de hertog. Slechts vijf van de kastelen waren in het bezit van Jan van Berry, de overige zijn altijd in het bezit van de Franse koning of van de hertog van Anjou geweest.

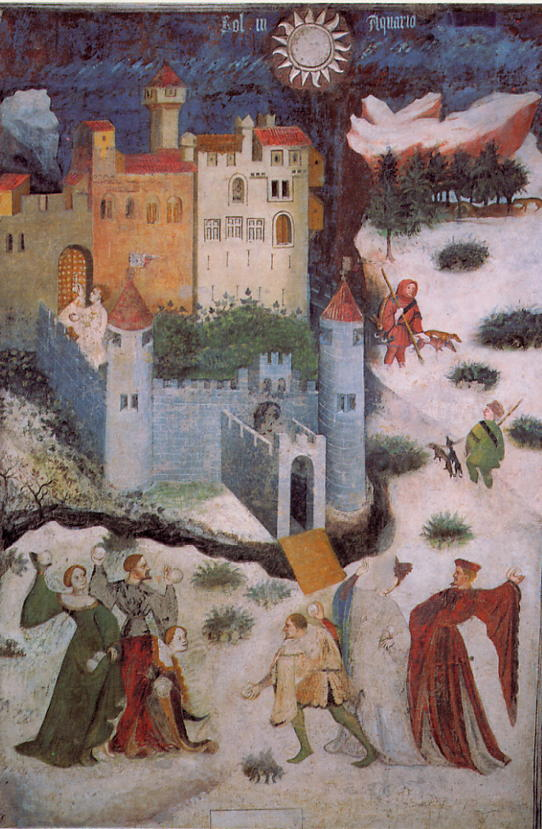
Winterlandschap met sneeuwballengevecht, Trento, Torre dell’Aquila Ciclo dei mesi ca.1397

- In de kalender hebben de miniaturisten veel meer aandacht besteed aan de meteorologische situatie van de afgebeelde maanden dan ooit voordien. Ze waren hierin wel voorafgegaan door Jean le Noir, een leerling van Jean Pucelle die in de kalender van het psalter gemaakt voor Bonne de Luxembourg, de moeder van Jean de Berry, al een aantal kleine eenvoudige landschappen afbeeldde in het midden van de 14e eeuw[26] en van het einde van de 14e eeuw kennen we ook onder meer het sneeuwballengevecht en de andere voorstellingen van de activiteiten van de maanden van de Torre dell’Aquila in Trento. Ook al waren de Limburgs dus niet de eersten om een impressie van het weer in hun werken weer te geven ze waren ongetwijfeld de eersten die de atmosferische situatie en de specifieke lichtval van de seizoenen zo subtiel wisten weer te geven.
- De ruimtelijke voorstelling is weliswaar geavanceerd voor de kunst ten noorden van de Alpen in die tijd maar het lijnperspectief ontbreekt en de landschappen worden nog steeds geschilderd met verschillende zichtpunten wat dikwijls leidt tot disproporties tussen landschapselementen en afgebeelde personen.
- De afbeeldingen van de kalender tonen, zoals gebruikelijk was, details van de lusten en werken van het jaar, aan het hof van de hertog en op het land, maar sommigen zijn van oordeel dat de kalenderafbeeldingen ook gebruikt werden om de sociale verschillen tussen de landbouwersstand en de adel te beklemtonen.[27][28] De traditionele iconografie werd aangepast om de hertog en zijn verwanten te tonen (januari, april en mei), maar ook om de verschillen tussen beide standen duidelijk te maken. De hertog en zijn kringen kunnen feesten en zitten lekker warm in de januari miniatuur, maar in de miniatuur van februari zien we dat drie mensen buiten in de kou aan het werken zijn om de goederen te produceren die door de hertog verbruikt worden. Maar ook de afbeelding van diegenen die binnen zitten, waarvan er twee hun kleding zo hoog opheffen dat hun geslachtsdelen te zien zijn, wijst volgens Alexander op het benadrukken van het boerse, aculturele en vulgaire milieu van de stand van 'zij die werken'.[29]

### De hemelboog

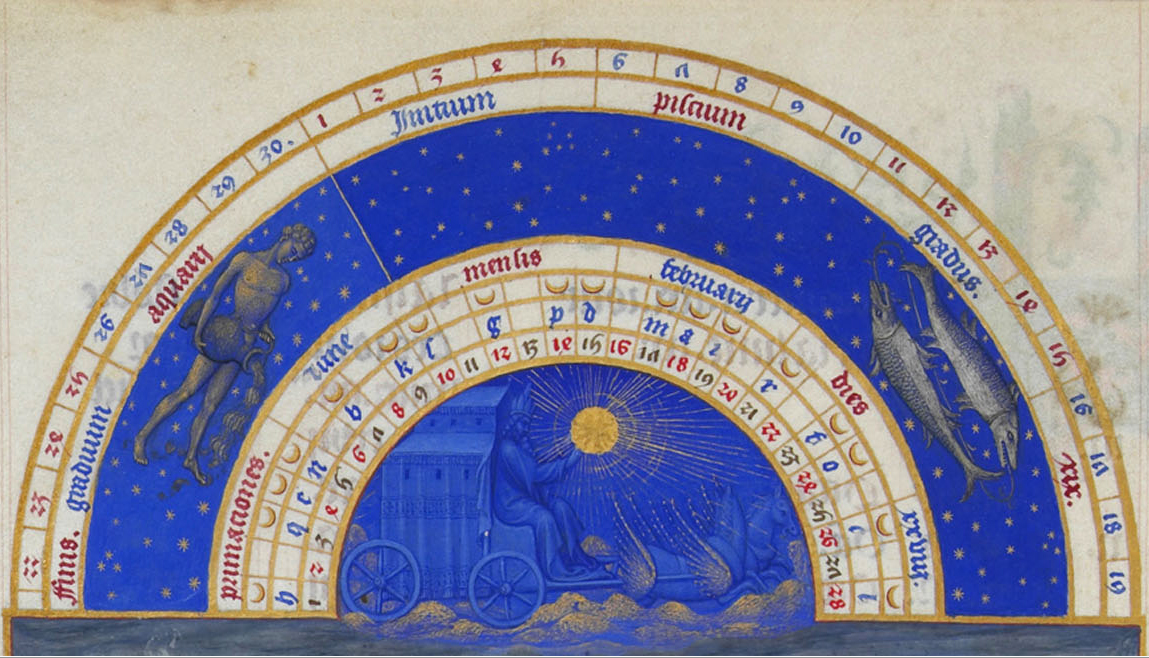
Hemisfeer boven de kalenderminiatuur van februari

Elke illustratie in de kalender wordt bekroond door een hemelboog met in het centrum een 'zonnewagen' een afbeelding van de god Helios die met zijn vurige wagen dagelijks de zon langs de hemel voerde. De zonnewagen is gebaseerd op een medaille uit de collectie van Jean de Berry, die de intocht van keizer Heraclius in Jeruzalem afbeeldde. Rond die zonnewagen komen in een eerste boog de nummers van de dagen van de maand. In de boog daarboven zien we bij bepaalde dagen een letter tussen ‘a’ en ‘t’ met daarboven een gouden maansikkel. In de buitenste boog van deze tabel vinden we de tekst primationes lune mensis february dies xxviii (voor de andere kalenderminiaturen uiteraard met de naam van de maand en het aantal dagen van de betrokken maand). Deze tabel herneemt in feite het nieuwe gouden nummer, maar de nummers van 1 tot 19 zijn vervangen door de letters a-t (de ‘j’ bestond niet in de middeleeuwen). De tabel in boogvorm stelde de lezer dus in staat om te bepalen op welke dag van de maand de nieuwe maan moest verschijnen in functie van het gecorrigeerde gouden nummer van het jaar. Het enige kerkelijke aspekt van deze tabel is dat ze kon gebruikt worden voor het berekenen van de paasdatum die afhankelijk is van de maanstand. Pasen wordt in principe gevierd op de eerste zondag na de eerste volle maan in de lente (om exact te zijn na 21 maart).
In de boog daarboven zien we links het dierenriemteken van het begin van de maand en rechts dat van het einde van de maand, met daarboven een Latijnse tekst. Bij de maand februari bijvoorbeeld staat de tekst finis graduum aquary wat de laatste graden van Waterman betekent, en initium piscuum gradus XIX wat betekent hier beginnen de 19 graden van Vissen. Tussen beide teksten is een gouden lijntje getrokken dat het einde van het oude en het begin van het nieuwe sterrenbeeld aangeeft, maar ook de hemel achter het uitgaande dierenriemteken is steeds, bij alle maanden ook die waarvoor de tabellen niet zijn ingevuld, lichter gekleurd dan de hemel van het opkomende dierenriemteken. Voor februari wijst dit gouden lijntje naar 10 februari. De XIX (negentien) die achter aan de tekst wordt opgegeven, verwijst naar de laatste graad van het sterrenbeeld Vissen in februari en men kan dat verifiëren door de overeenkomst van de booggraden binnen het sterrenbeeld in de buitenste getallenboog en de dagen van de maand in de binnenste getallenboog. Als men naar de maand maart gaat kijken, kan men dan zien dat 1 maart samenvalt met de twintigste graad van Vissen, dat Vissen eindigt en Ram begint op 12 maart en dat de eerste 20 graden van Ram doorlopen tot de 31e dag van maart (Initium arietis gradus XX). De binnenste en de buitenste getallenboog geven dus de overeenkomst tussen het verloop van de maand en de progressie van de Zon door de sterrenbeelden. Het getal dat achter de tweede tekst staat geeft aan hoeveel booggraden de zon in dit sterrenbeeld doorloopt gedurende de gegeven maand. De hemisferen boven de miniaturen werden zeer waarschijnlijk allemaal geschilderd door de gebroeders van Limburg, ook op de kalenderbladen die achteraf door andere miniaturisten werden afgewerkt.

### De kalendertekst

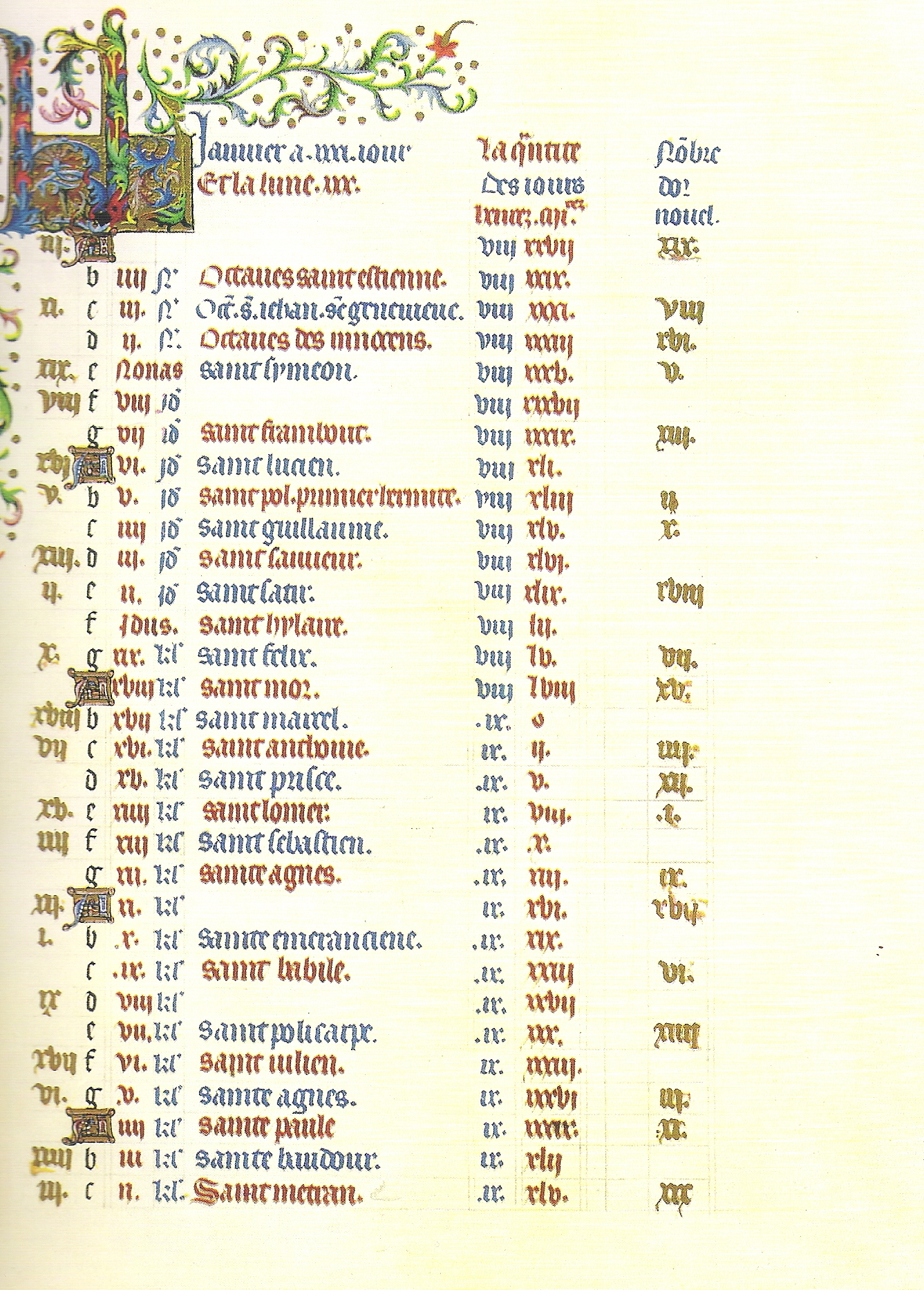
Kalenderpagina voor januari

Naast de befaamde illustraties bij de maanden, telkens op de verso zijde (links), bevond zich de kalenderbladzijde van elke maand op de recto zijde (rechts) waarop de belangrijkste feest- en gedenkdagen van de betreffende maand werden vermeld, zoals de hier afgebeelde pagina behorende bij de maand januari. De kalenderbladzijden telde 10 kolommen en 33 lijnen. De kalender was een eeuwigdurende kalender. Naast de feestdagen bevat de kalender de gegevens voor het berekenen van de weekdag in een willekeurig jaar, de numerus aureus in de eerste kolom en de zondagsletter in de tweede kolom. In de derde kolom vinden we het dagnummer uitgedrukt op de Romeinse wijze met kalendae, nonae en idus (in de vierde kolom). In de vijfde kolom wordt de naam van de heilige die op die dag herdacht werd gegeven of het kerkelijke feest dat die dag werd gevierd. De twee volgende kolommen geven de lengte van de dag in uren en minuten. Kolom acht en negen zijn leeg en in kolom tien wordt het nieuwe gouden nummer opgegeven. De kalender is geschreven in het Frans behalve voor de maanden maart, april en juli waar de titels voor het aantal uren en minuten en het gouden nummer in het Latijn zijn gesteld, de tekst blijft in het Frans. Deze bladen hebben aan de vijfde kolom achteraan een letter D toegevoegd voor de dies aegyptiaci.

### De kalenderminiaturen

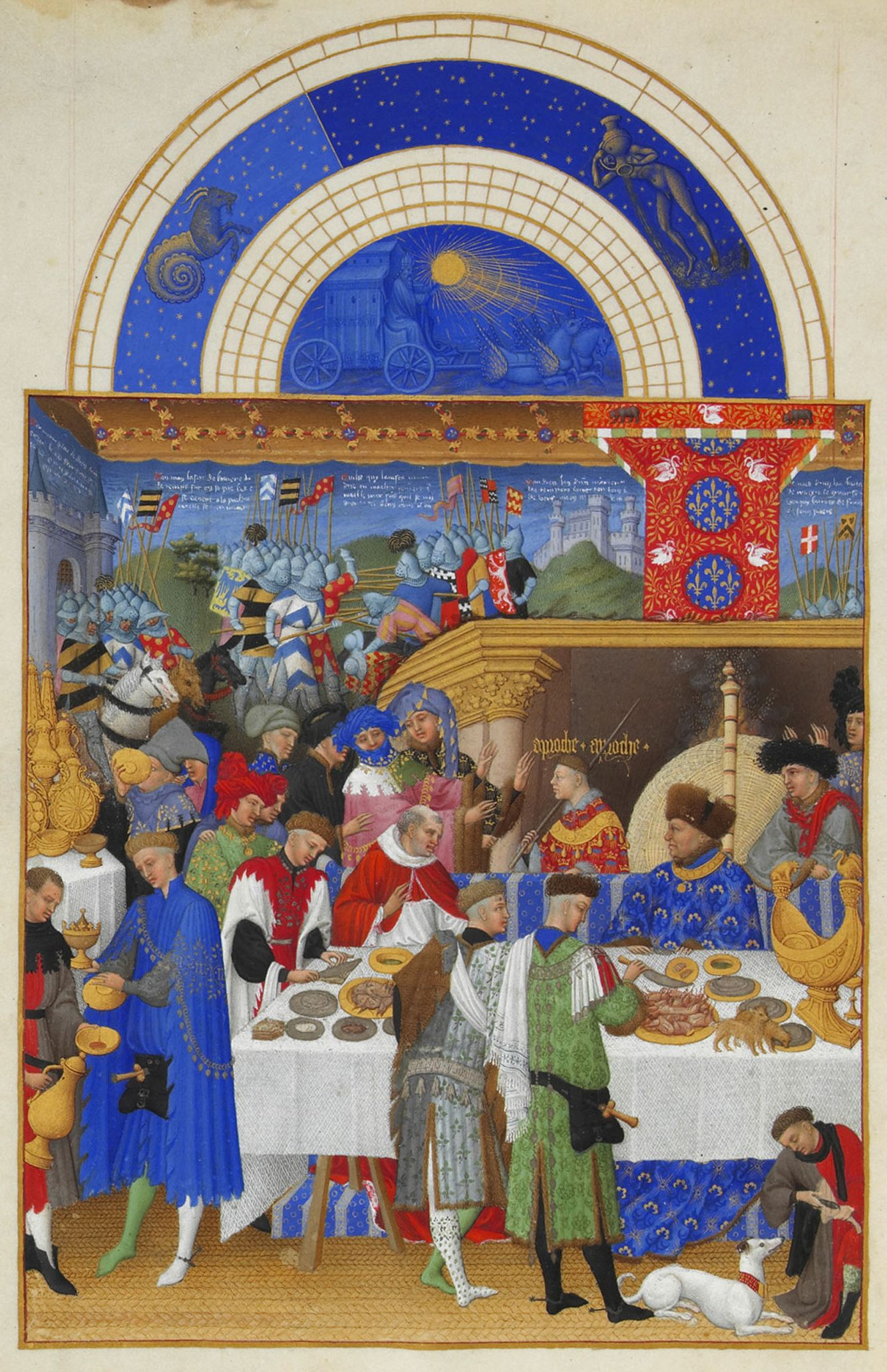
Januari

#### Januari
De afbeelding toont de dag die werd besteed aan de uitwisseling van geschenken hoewel op de miniatuur geen geschenken te bespeuren zijn. Meerdere kunsthistorici zijn dan ook van oordeel dat het thema van deze miniatuur elders moet gezocht worden. De hertog zit aan tafel naast een prelaat over wiens identiteit ook verschillende theorieën de ronde doen. Het baldakijn boven hem toont de heraldische motieven van de hertog: gouden lelies op een blauwe achtergrond. Ook de gewonde zwaan en de beer, geliefde symbolen van de hertog, zijn terug te vinden op het baldakijn. Het haardvuur brandt achter een rond rieten scherm, de tafel is gedekt met damast en men ziet een gouden vat in de vorm van een schip, versierd met de zwaan en de beer, dat tafelgerei en zout en kruiden bevat. Achter hem zijn personen te zien die binnenkomen en hun handen warmen aan het vuur. De kamerheer verwelkomt hen met de in de afbeelding opgenomen woorden 'Approche approche' (kom dichterbij). De honden van de hertog lopen vrij rond. De figuur met de over het oor gevouwen muts zou mogelijk een zelfportret zijn van Paul van Limburg, maar deze aanname wordt door een aantal kenners sterk betwijfeld.
Op de voorgrond ziet men onder anderen een schenker en drie adellijke jongelui die belast zijn met de bediening aan tafel. Op de achtergrond hangt een wandtapijt dat waarschijnlijk (de bijschriften zijn tot nu toe niet ontcijferd) een beeld geeft van de Trojaanse Oorlog, zoals men die zich voorstelde in het middeleeuwse Frankrijk.

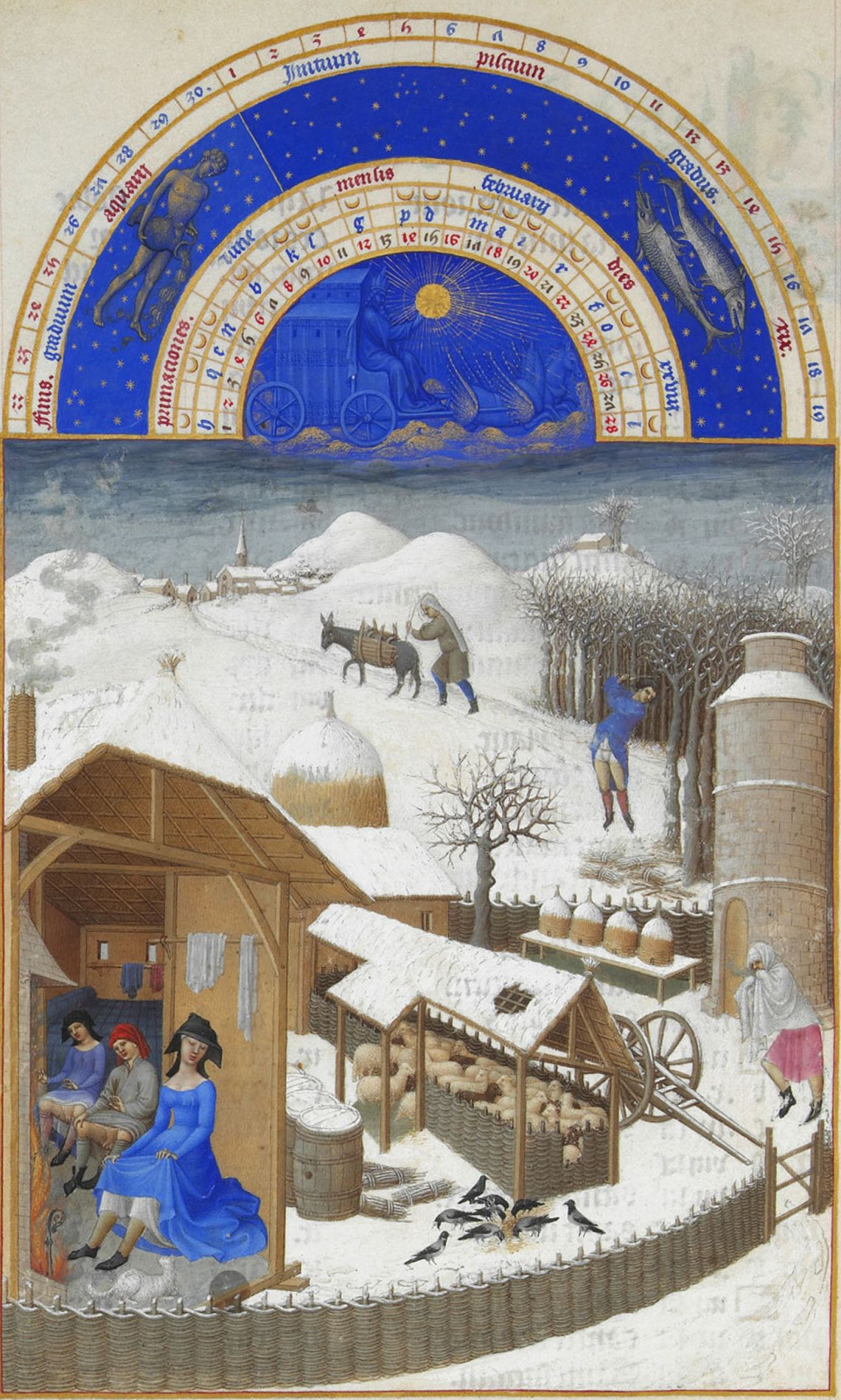
Februari

#### Februari
De afbeelding voor de maand februari toont een winters tafereel waarin de koudste maand van het jaar wordt uitgebeeld.
 Op de achtergrond is tussen de besneeuwde heuvels een dorpje zichtbaar. Een boer of koopman is naar het dorp onderweg om zijn waren daar aan de man te brengen.
Op de voorgrond is een boerenstee afgebeeld, voorzien van vele details, waaronder bijenkorven, een duiventoren, een schaapskooi, en vogels die naar voedsel zoeken, het geeft een goed beeld van hoe een boerderij er in die tijd heeft uitgezien. In de woning warmen de bewoners zich aan het haardvuur, de vrouw op de voorgrond op iets decentere manier dan het stel daarachter. De achtergrond van de miniatuur toont een prachtig uitgewerkt landschap, zeer delicaat verlicht, wat zich weerspiegelt in de kleuren van de sneeuw. Het realisme van de Vlaamse Primitieven wordt duidelijk aangekondigd in deze miniatuur.
Deze miniatuur stond model voor het kalenderblad van februari in het Breviarium-Grimani.

#### Maart

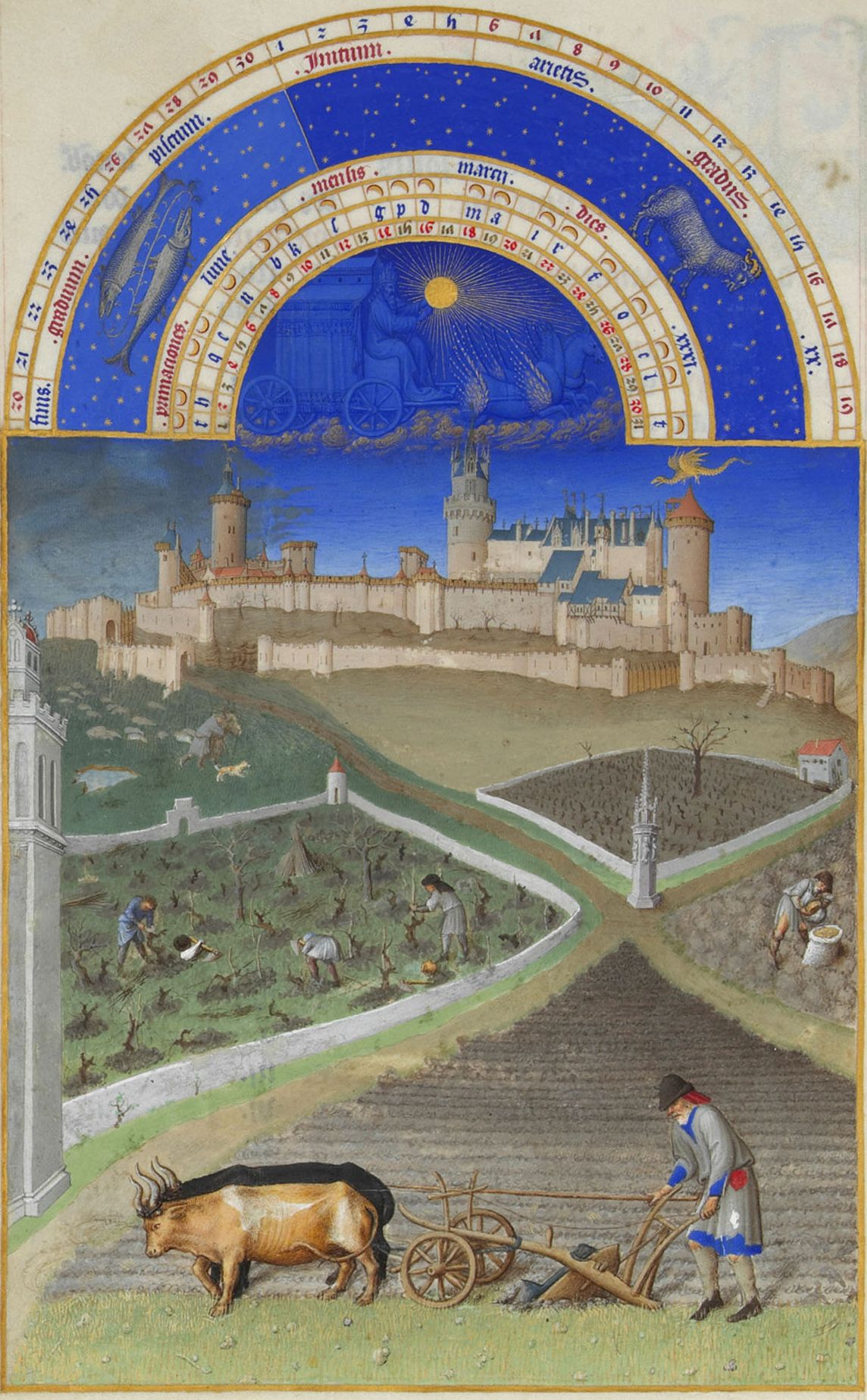
Maart

Deze afbeelding toont het werk op het veld tegen de achtergrond van het kasteel van Lusignan in Poitou. Het kasteel van Lusignan was vanaf 1374 als apanage in bezit van Jean de Berry en het was tot aan zijn dood een van zijn geliefde verblijfplaatsen.
Rechtsboven het kasteel zweeft de fee Mélusine, de beschermvrouwe van het kasteel. Het verhaal van Mélusine was bekend uit de roman ‘La noble histoire de Lusignan’ van Jean d’Arras geschreven voor Jean de France duc de Berry in 1393, waarin men hem opvoert als de rechtmatige erfgenaam van het kasteel dat door de fee gebouwd werd. Linksboven zijn een herder en zijn hond met een kudde schapen te zien; drie boeren werken in een wijngaard. Op de kruising van de veldwegen zien we een 'Montjoie' die misschien als grenspaal van het domein kan geïnterpreteerd worden. Op de voorgrond is een boer aan het ploegen achter twee ossen, een rood-gekleurd, de andere zwart. De afbeelding van de ploeg is tot in detail uitgevoerd. Deze miniatuur is volgens sommigen niet van de hand van de gebroeders van Limburg, maar wel van de zogenaamde tussenschilder die aan het handschrift werkte omstreeks 1440-1450. Het is een van de eerste miniaturen waarop schaduwen (van de ossen en de boer) worden afgebeeld. Giotto en Pietro Lorenzetti hadden dit in de 13e eeuw ook al gedaan maar eerder voor gebouwen en rotspartijen en dergelijke. Ook de meester van het altaar uit Wittingau (in Zuid-Bohemen) was begonnen met het schilderen van schaduw maar de artiest die deze miniatuur maakte is de eerste die dit zo duidelijk en correct toepast op personen in de miniatuurschildering. Het gebruik van schaduw is trouwens ook te zien op de miniatuur van de maand oktober en dit pleit voor de identificatie van deze tussenschilder als Barthélemy d'Eyck, die ook in met zekerheid aan hem toegeschreven werken een meester was in het weergeven van schaduw.

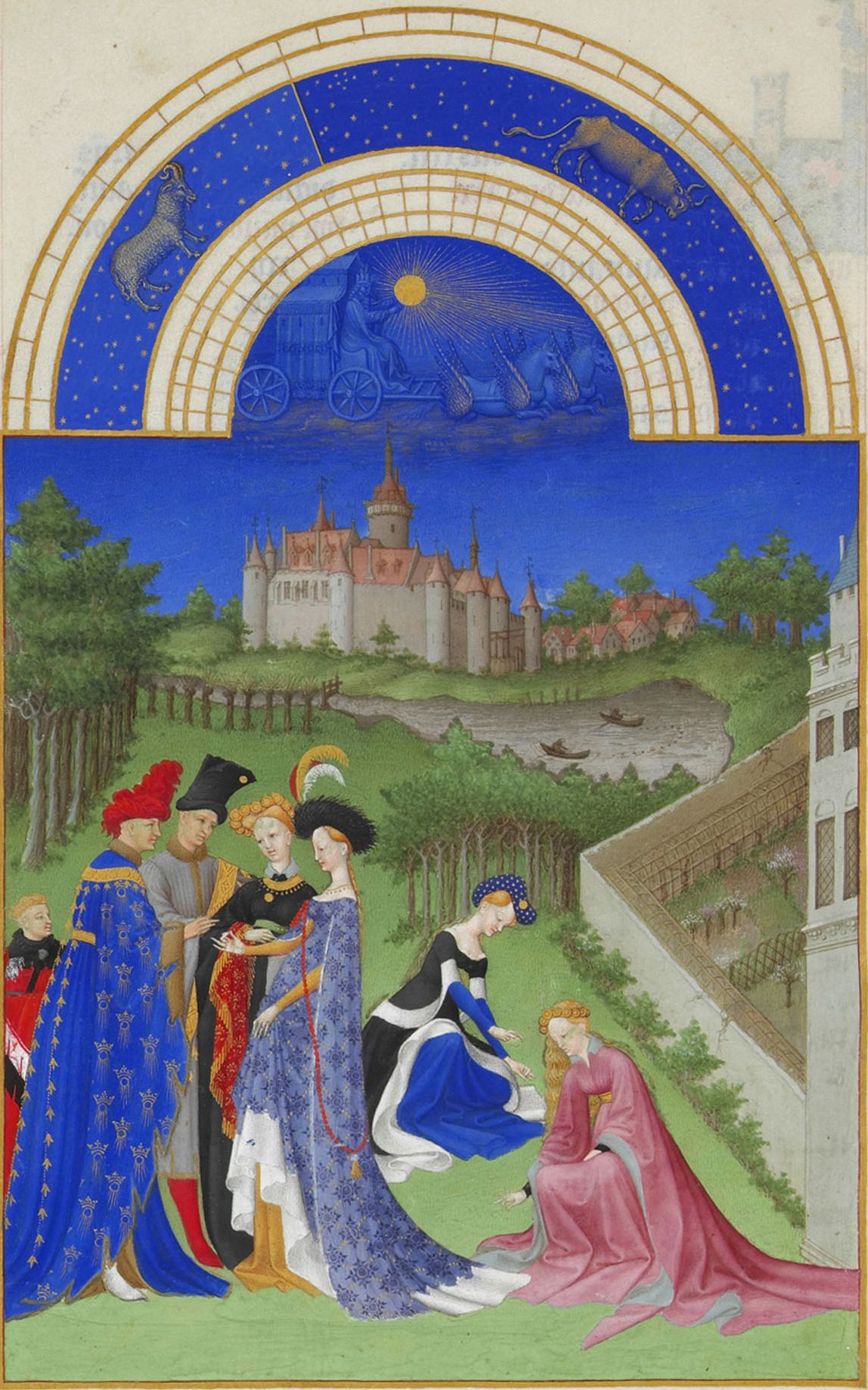
April

#### April
De maand april luidt het voorjaar in. De natuur herleeft, het groen keert terug. Historici denken dat het kasteel op de achtergrond dat van Dourdan zou zijn hoewel hierover geen zekerheid is. Sommigen zijn van mening dat hier het slot van Pierrefonds wordt voorgesteld. Het kasteel van Dourdan behoorde sinds 1400 aan Jean de Berry en werd door hem versterkt. De restanten ervan zijn nog altijd terug te vinden. Het kasteel van Pierrefonds hoorde toe aan het huis van Orléans. Volgens Cazelles was het slot van Dourdan door Jean de Berry beloofd aan Charles d'Orléans bij zijn huwelijk met Bonne d'Armagnac.
De groep van prinselijke figuren op de voorgrond is een prachtig voorbeeld van de stijl van de internationale gotiek. Volgens de meeste kunsthistorici zien we hier twee jonge verloofden die ringen uitwisselen in aanwezigheid van de ouders van een van hen. Sommigen denken dat dit gaat om de verloving in 1411 van de destijds elfjarige Bonne d'Armagnac, een kleindochter van de hertog, met de toen zestienjarige Charles d'Orleans, anderen zijn dan weer van mening dat dit een voorstelling is van de verloving van Marie de Berry en de graaf Jean de Clermont, de latere hertog van Bourbon, in 1400.
Als men het beeld uitvergroot is er eigenlijk helemaal geen ring te zien. Colenbrander opperde dan ook de menig dat het niet om een uitwisseling van ringen gaat maar dat het meisje een bloem aanbood aan haar verloofde en die bloem zou dan niet geschilderd of uitgewist zijn zoals ook het geval is bij de twee meisjes die duidelijk bloemen aan het plukken zijn. De houding van de handen en de vingers maakt dit trouwens vrij aannemelijk.

#### Mei

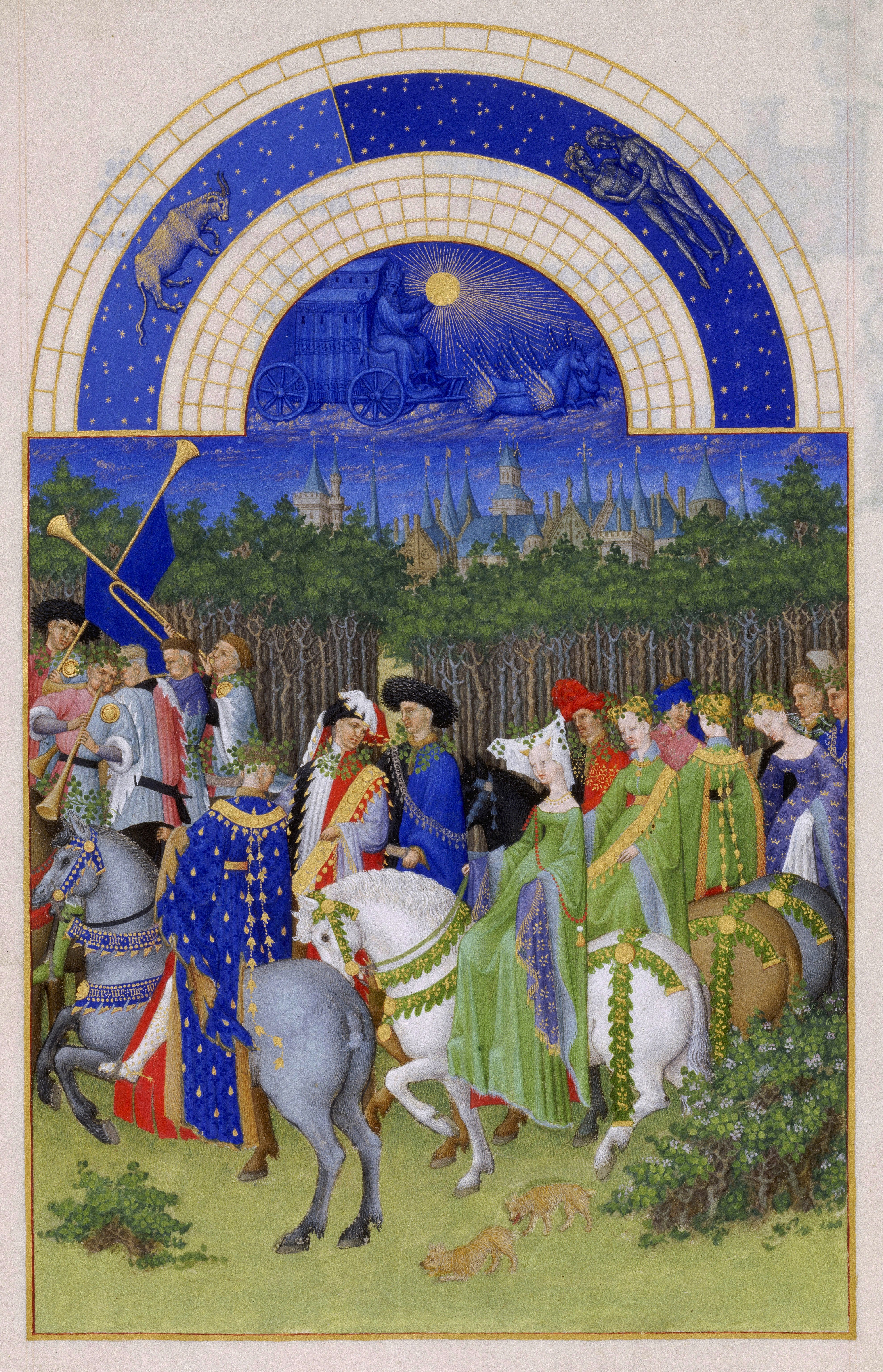
Mei

Jonge mensen, gezien hun rijke kledij behorend tot het hof, gaan uit rijden op een mooie dag in mei. Zij worden op hun vrolijke rit begeleid door muzikanten. Drie vrouwen zijn gekleed in het groen, wat suggereert dat het hier gaat om een traditie die op 1 mei werd uitgevoerd: jonge mannen gaan het bos in om jonge groene takken te verzamelen en aan te bieden aan hun dames, die dan ook in die kleur gekleed gaan.
Over de identificatie van de gebouwen op de achtergrond bestaat enige onzekerheid. Het zou een weergave zijn van het kasteel van Riom, de voormalige hoofdstad van Auvergne, een provincie die aan de hertog van Berry was geschonken door zijn vader, Jan de Goede. Het zou, volgens een andere interpretatie, echter geen gelijkenis vertonen met vergelijkbare afbeeldingen uit de periode, maar een weergave zijn van het Palais de la Cité in Parijs met links het Châtelet en de Conciergerie en de tour de l'horloge op het Île de la Cité.

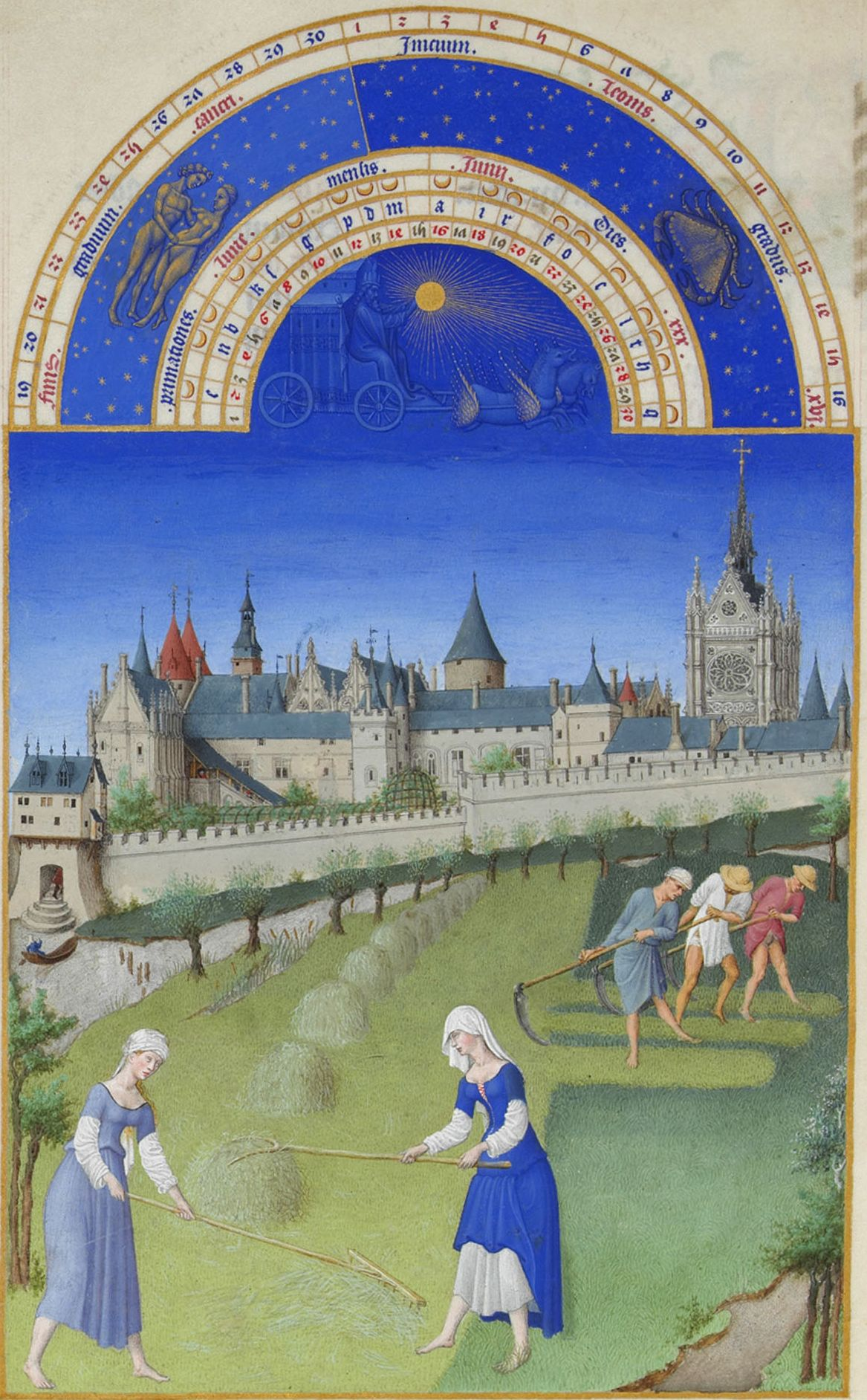
Juni

#### Juni
Voor de illustratie van de kalenderpagina voor de maand juni heeft de miniaturist terug gegrepen naar de werken die op het land gebeuren. We zien boeren en boerinnen aan het werk op een weiland tijdens het hooien. De mannen gekleed in een kort hemd, blootsvoets en met blote benen zijn met de zeis het grasland aan het maaien. De vrouwen harken het hooi bij elkaar en maken de hooimijten klaar voor de nacht. Op zonnige dagen werd het hooi ’s morgens uitgespreid om beter te drogen en tegen het vallen van de avond terug opgetast. Dit was een typisch werk voor de vrouwen. Ook de boerenmeisjes op deze miniatuur worden elegant en gracieus voorgesteld in de hoofse stijl van de internationale gotiek.
De scène speelt zich af nabij de Parijse residentie van de hertog, het Hôtel de Nesle, gelegen op de linkeroever van de Seine tegenover het Louvre. Het Hôtel de Nesle bevond zich ongeveer waar nu de Mazarine bibliotheek is, in de rechtervleugel van het Institut de France. Op de achtergrond ligt op het Île de la Cité het Palais de la Cité, tot in de tijd van Karel V de voornaamste koninklijke residentie in Parijs (naderhand gaf men de voorkeur aan het Louvre). Rechts op de afbeelding staat de Sainte-Chapelle, de koninklijke privékapel.
Geheel links bevindt zich de Salle sur l'eau, met een waterpoortje dat toegang biedt tot de rivier waar een bootje langs vaart. Op deze plek bevindt zich tegenwoordig  de Rue de Harlay, die het koninklijk paleis, nu Palais de Justice, scheidt van de Place Dauphine en het ruiterstandbeeld van Hendrik IV bij de Pont Neuf.
Deze miniatuur zou niet van de hand van de gebroeders van Limburg zijn maar werd gemaakt of afgewerkt omstreeks 1440-1450 door de zogenaamde tussenschilder.

#### Juli

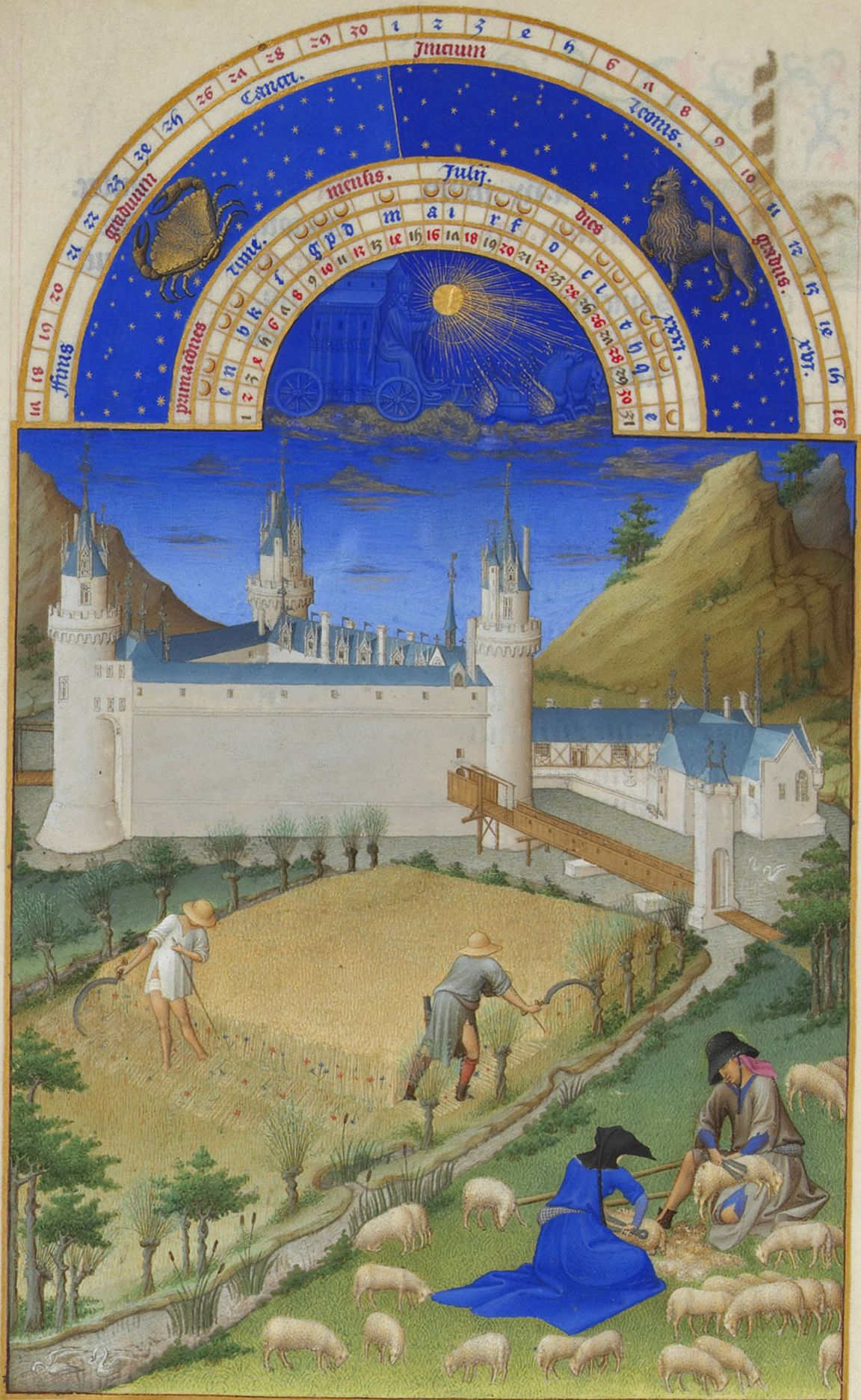
Juli

De afbeelding bij de maand juli toont verschillende werkzaamheden van landarbeiders. Aan de linkerkant op de illustratie zijn twee mannen met behulp van een sikkel bezig met het maaien van het graan. De figuur aan de linkerkant vertoont een opvallende gelijkenis met de middelste man in de afbeelding bij de maand juni. Onder zijn openvallende kleding is zijn ondergoed zichtbaar. Rechts zijn een man en een vrouw bezig met het scheren van de schapen. Zij hebben elk een dier op hun schoot, de wol verzamelt zich aan hun voeten.
Op de achtergrond bevindt zich een driehoekig kasteel dat in het bezit was van de hertog. Dit niet meer bestaande gebouw bevond zich aan de samenvloeiing van de rivieren de Clain en de Boivre, nabij Poitiers. Al in de 12e eeuw stond hier een kasteel, maar het werd door de hertog verbouwd tot de opvallende vorm die hier wordt getoond. Het kasteel werd omspoeld door de Clain en op het voorplan zien we de Boivre uitmonden in de Clain. Het kasteel was te benaderen via een houten voetbrug die verdedigd werd door een toren en waarvan het laatste deel als ophaalbrug was uitgevoerd. Rechts daarnaast staat een kapel. Op de verdere achtergrond zijn gebouwen te zien die zich aan de overkant van de rivier bevinden.

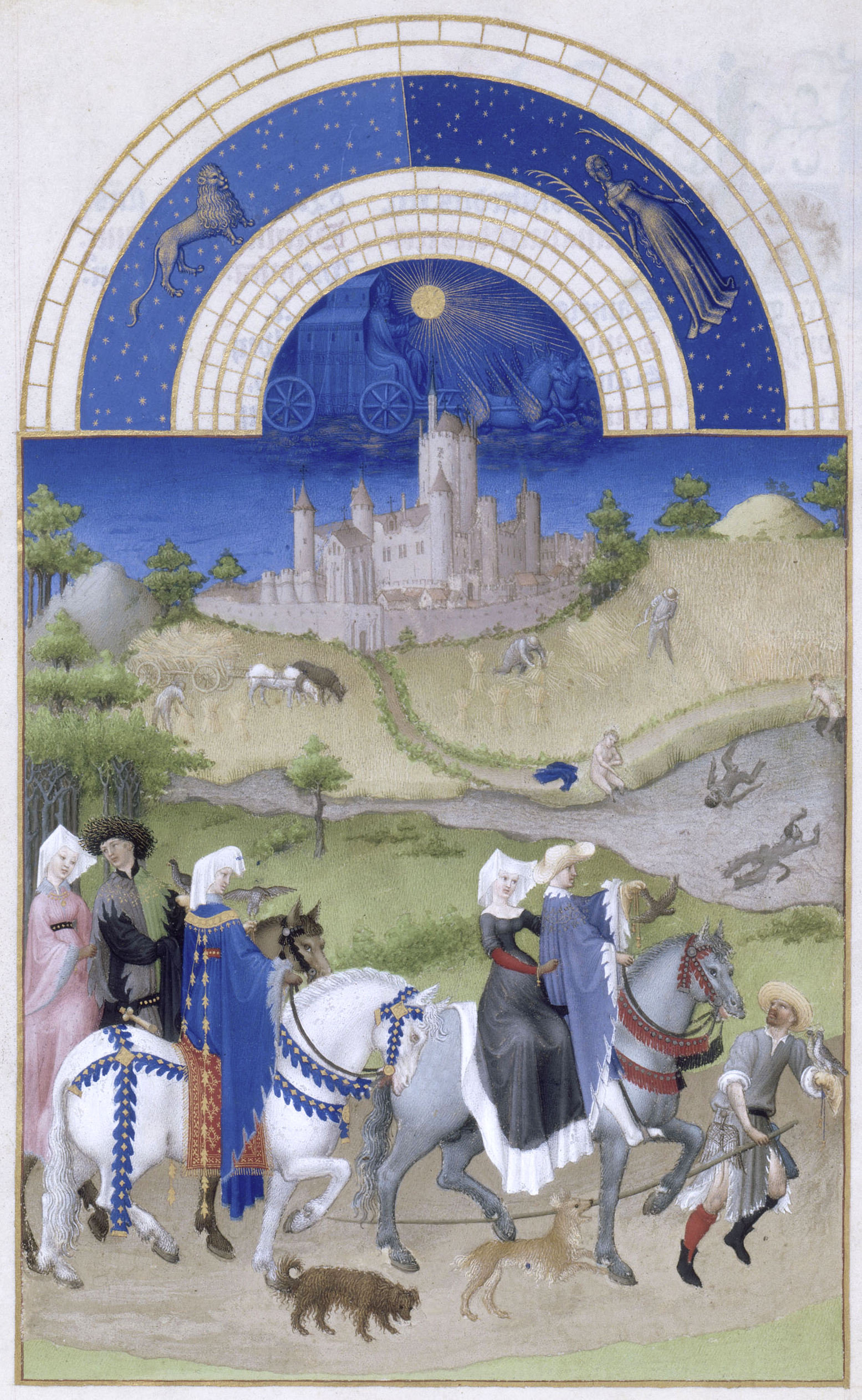
Augustus

#### Augustus
De illustratie bij de maand augustus toont een combinatie van het leven aan het hof en het werk op de akkers. Op het voorplan zien we een gezelschap dat vertrekt op valkenjacht, een populaire bezigheid in de hogere kringen. Vooraan loopt een valkenier met twee vogels op zijn linkerarm en een lange stok in zijn rechterhand. Die moest dienen om in de bomen en op de struiken te slaan om het wild op te jagen. Aan zijn gordel draagt hij een loer in de vorm van een vogel. De loer werd in de lucht aan een touw rondgedraaid om de valken terug te lokken. Met valken joeg men vooral op kraanvogels, zwanen en watervogels zoals de eend. Het was de enige jacht waaraan vrouwen konden deelnemen. Er werd gejaagd met afgerichte valken of sperwers. De jachthonden zijn ook van de partij om het wild op te jagen en de gedode vogels te apporteren.
Naast de valkenier zien we twee paartjes en een dame die deelnemen aan de jacht. De dame in het midden in amazonezit op haar prachtige witte schimmel trekt meteen de aandacht. Voor haar rijdt een koppel waarvan de man zijn valk net loslaat en achteraan zien we ook een paartje samen op een paard, dat blijkbaar meer in elkaar geïnteresseerd is dan in de valkerij.
Op de achtergrond zien we het kasteel van Étampes dat de hertog verworven had in 1400. Tijdens de Franse burgeroorlog, het conflict tussen de Bourgondiërs en de Armagnacs, gaf Jean de Berry aan Louis d'Orléans de toelating om een garnizoen in Étampes te legeren. In 1411 werd Étampes belegerd en ingenomen door Jan zonder Vrees samen met de dauphin en pas bij de vrede van Auxerre op 22 augustus 1412 werd het graafschap en het kasteel aan Jean de Berry teruggegeven. De resten van de hoge donjon van het kasteel zijn ook vandaag nog te zien.
Op de velden tussen het kasteel en de rivier, de Juine, zien we boeren aan het werk. Rechts zien we aan man die het graan aan het maaien is en een helper die het gemaaide graan opbindt in schoven. Aan de linkerkant zien we hoe de schoven op een wagen worden geladen. Maar ook de boeren weten zich te even te ontspannen door het nemen van een bad in de rivier. Een vrouw die zich juist ontkleed heeft gaat te water, een figuur aan de rechterkant klimt er juist uit. Twee andere zwemmers zijn zichtbaar in de rivier.

#### September

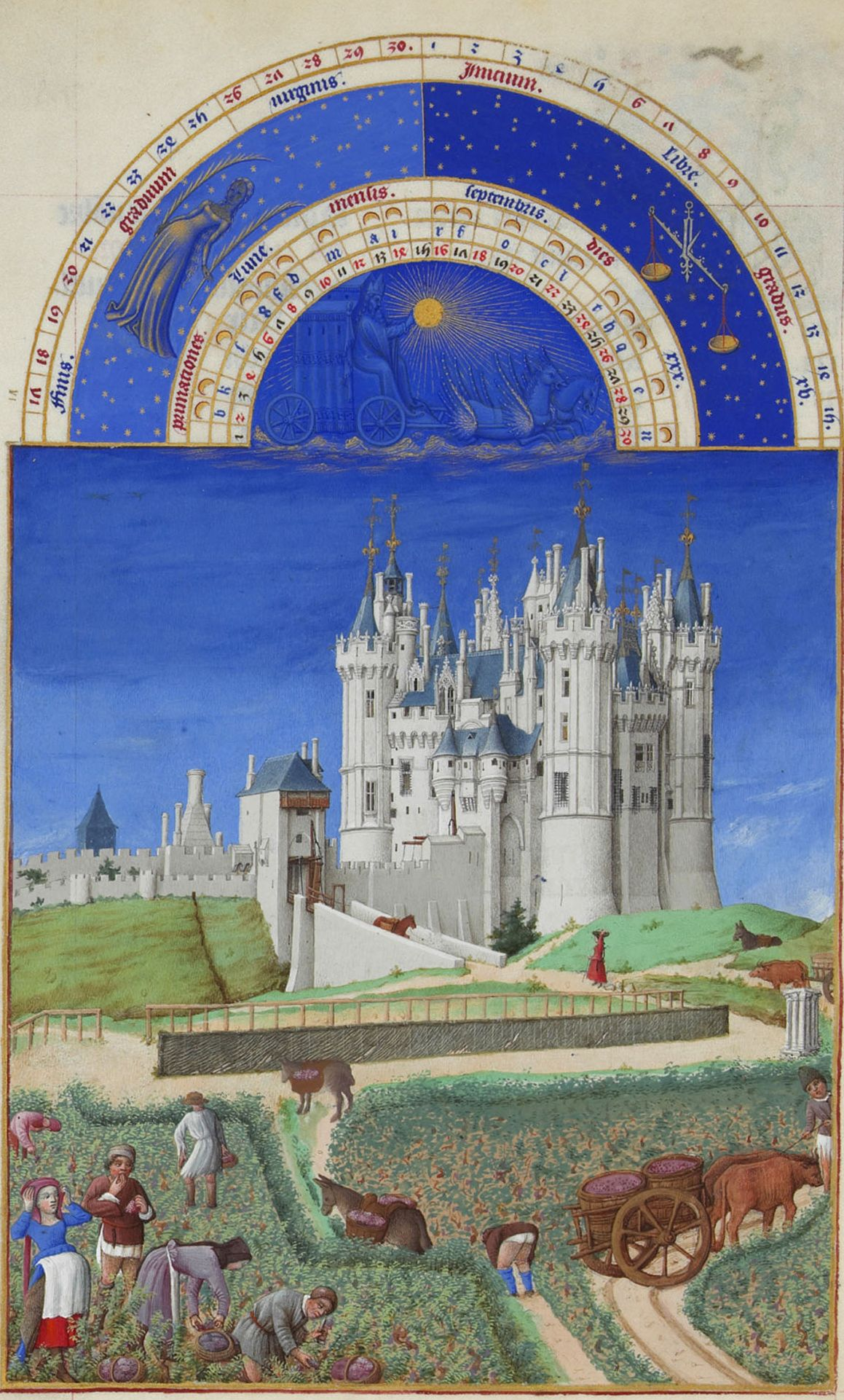
September

De meeste kunsthistorici zijn het erover eens dat in deze miniatuur twee verschillende handen te herkennen zijn. Het achterplan van de afbeelding zou volgens sommigen van de hand zijn van de gebroeders van Limburg, volgens anderen van Barthélemy d’Eyck. De wijnoogst op het voorplan werd in de jaren 1480 toegevoegd door de miniaturist Jean Colombe of zijn atelier.
De illustratie bij de maand september toont de druivenoogst. We zien een aantal mensen die in de wijngaard van het kasteel de druiven aan het plukken zijn. De geplukte druiven worden verzameld in manden, die geleegd worden in draagkorven op muilezels. Rechts zien we een kar getrokken door ossen met grote vaten erop, voor het transport van de druiven naar de wijnpers. Tussen de wijngaard en het kasteel zien we een wand geweven uit takken, dit was de plaats, het strijdperk, waar het steekspel plaatsvond.
Als we de op deze miniatuur afgebeelde personages vergelijken met die van de maand juni is het verschil opvallend. Op de kalenderplaat van juni zijn de landarbeiders ondanks hun sociale status als elegante personen afgebeeld, dit is zeker niet het geval op deze miniatuur. De gebukte boer die zijn achterste laat zien vrij centraal in het oogsttafereel, is zonder twijfel zo afgebeeld om het contrast te tonen tussen de lagere klasse die op het veld werkte en de leefwereld van de hogere klasse verzinnebeeld door het prachtige kasteel. Zelfs de lichtinval is verschillend tussen beide taferelen, het klare heldere licht van het kasteelgedeelte contrasteert zeer sterk met het donkere aardse licht van de oogstscène.
De in de miniatuur getoonde architectuur is ook in deze afbeelding zeer gedetailleerd. Het verbeeldt in dit geval het Kasteel van Saumur nabij Angers in het toenmalige hertogdom Anjou. Het kasteel is tot op de dag van vandaag bewaard gebleven. Het is een beetje vreemd dat Jean de Berry dit kasteel zou hebben laten opnemen in zijn getijdenboek want het gebouw was nooit in zijn bezit, evenmin als het hertogdom van Anjou. Tussen 1410 en 1416 toen de miniaturen in het boek geschilderd werden door de Limburgs was het kasteel in het bezit van Lodewijk II van Anjou, een bondgenoot van de Bourgondische hertog Jan zonder Vrees en bijgevolg een tegenstander van de hertog van Berry. Daarom denken sommigen dat het kasteel van Saumur geschilderd werd door Barthélemy d’Eyck tussen 1440 en 1450 in opdracht van René d’Anjou, de tweede zoon van Lodewijk II, mecenas van die schilder en in die periode eigenaar van het kasteel.

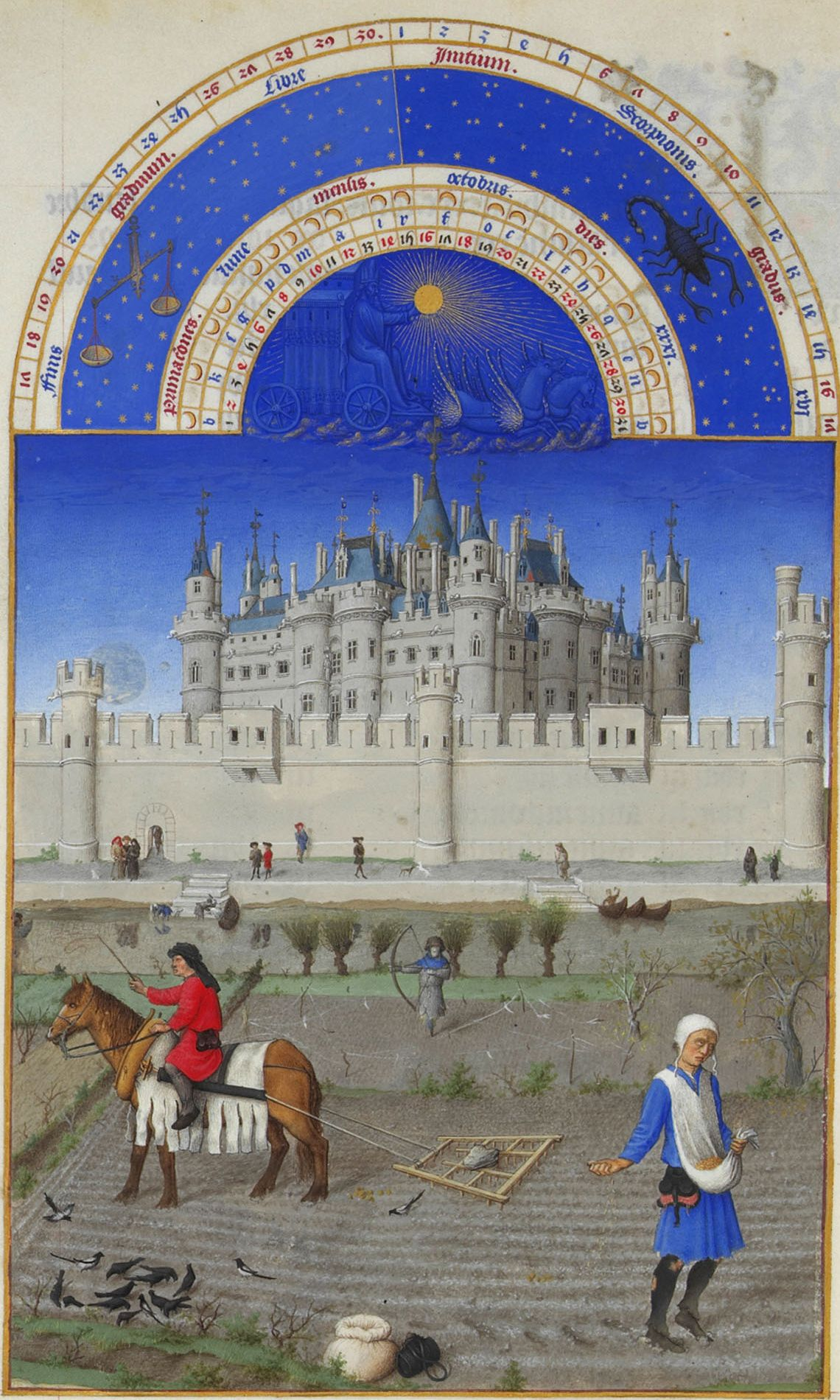
Oktober

#### Oktober
Ook de afbeelding voor de maand oktober in de Très Riches Heures toont zowel een imposant gebouwencomplex als een blik op het landleven. Het land op de voorgrond van de afbeelding is omgeploegd en geëgd en aan de rechterkant ziet men een landarbeider die aan het zaaien is met een weids gebaar. We zien eksters en kraaien achter zijn rug de pas gezaaide graankorrels oppikken. Aan de rand van het veld staat een witte zak met zaaigoed en een knapzak. Achter hem gaat een andere boer te paard met een eg over de akker om het zaaigoed met grond te bedekken. De eg is met een steen verzwaard om de messen dieper in de grond te laten snijden. Op het veld daarachter, dat al volledig bezaaid en bewerkt is, hebben de boeren een vogelverschrikker geplaatst in de vorm van een boogschutter; ze hebben ook dunne lijnen waar veren aan bevestigd zijn, kriskras over het veld gespannen eveneens om de vogels af te schrikken.
Het tafereel situeert zich op ongeveer dezelfde plaats als dat op de kalenderplaat van de maand juni, namelijk bij het Hôtel de Nesle een van de Parijse residenties van Jean de Berry, maar ditmaal zien we aan de overkant van de Seine in plaats van het Palais de l’Île, het oude Louvre, aangelegd ten tijde van Filips II en hier getoond zoals het moet geweest zijn na de verbouwing door Karel V. In het midden zien we de donjon die op de miniatuur boven de rest van het gebouw uitsteekt. De donjon, ook Tour du Louvre genoemd, was de bergplaats van de koninklijke schatkist en kostbaarheden. De handschriftenverzameling van Karel V, die volgens een inventaris van 1373 al 917 werken bevatte, werd ondergebracht in de noordwestelijke toren van het paleis. We zien links de oostelijke gevel met de tour de la Taillerie links, een tweelingtoren in het midden en de tour de l”horloge” rechts. Aan de rechterkant zien we de zuidelijke gevel. Gezien het grootste gedeelte van de archieven betreffende de bouw van het oude Louvre verloren zijn wordt deze afbeelding algemeen aanvaard als de enige betrouwbare afbeelding van het Louvre in de middeleeuwen. Het kasteel is beschermd door een muur met drie torens en twee weererkers. Op de kade langs de muur zien we aantal burgers van de stad die aan het wandelen of aan het praten zijn. Van die figuurtjes zien we de weerspiegeling in het water en ook hun schaduw op de kade of op de muur (zie ook de opmerking over schaduwen bij de miniatuur van de maand maart). Het was onder meer op basis van de kleding van de figuurtjes op deze miniatuur dat Luciano Bellosi zijn hypothese over de tussenschilder formuleerde, maar ook de schaduwen en de reflecties wijzen op een datum in de buurt van de jaren 1440.

#### November

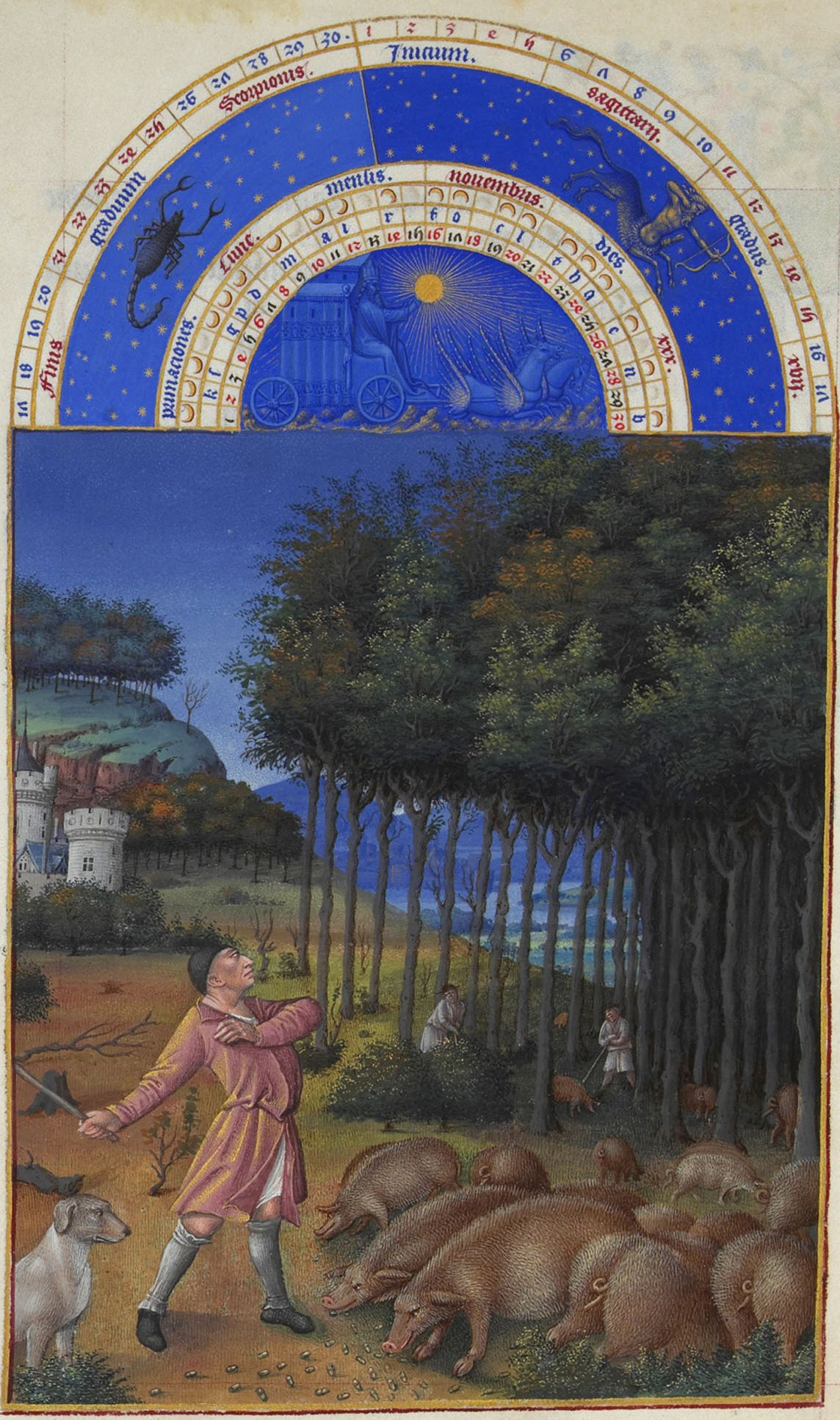
November

De afbeelding voor november is, afgezien van het typerende halfrond bovenaan, van de hand van Jean Colombe, die het getijdenboek, dat na de dood van de hertog en van de gebroeders van Limburg onafgemaakt achterbleef, in opdracht van Karel I van Savoye aanvulde. Er is een opvallend verschil in stijl met de overige kalenderpagina's, bijvoorbeeld de boeren zijn veel ruwer dan dit bij de Lymborchs het geval was, maar ook het kleurenpalet is verschillend en de penseelvoering is duidelijk anders (vergelijk november en mei). Karel van Savoye brak blijkbaar ook met de traditie van het grote kasteel op de achtergrond dat we in alle andere miniaturen, met uitzondering van januari en februari terugvinden.
Het tafereel dat hier uitgebeeld wordt, verwijst naar de glandée, dat was het recht dat de boeren hadden om hun varkens in het bos de eikels en eventueel de beukennootjes te laten vreten, men noemt dit het akeren. Normaal was alles wat in het bos groeide en bloeide eigendom van de heer maar het was een traditie, al in voege bij de Kelten, gegroeid uit het gewoonterecht dat tussen begin september tot eind oktober, afhankelijk van de streek, de boeren hun varkens het woud mochten insturen voor de eikeloogst. Dikwijls werd de heer vergoed door een of meer varkens af te staan in functie van het aantal varkens die van het recht gebruik hadden gemaakt. Dit thema werd dikwijls afgebeeld in middeleeuwse miniaturen, glasramen en sculpturen en men associeerde het thema dan vaak met de parabel van de verloren zoon, die de varkens hoedde voor hij naar zijn vader terugkeerde.
Centraal in de illustratie staat een zwijnenhoeder. Hij staat op het punt een tak in de bomen te gooien, zodat de door de dieren gezochte eikels omlaag zullen vallen. Zijn hond houdt toezicht op het tafereel. Op de achtergrond zijn andere boeren in het bos te zien, die eveneens hun varkens hoeden. Het landschap in de achtergrond, met een burcht in de marge een berg en een rivier die zich tussen de bergen in de verte slingert, wordt dikwijls met Savoye geassocieerd, omdat het handschrift in het bezit was van Karel I van Savoye toen deze miniatuur gerealiseerd werd.

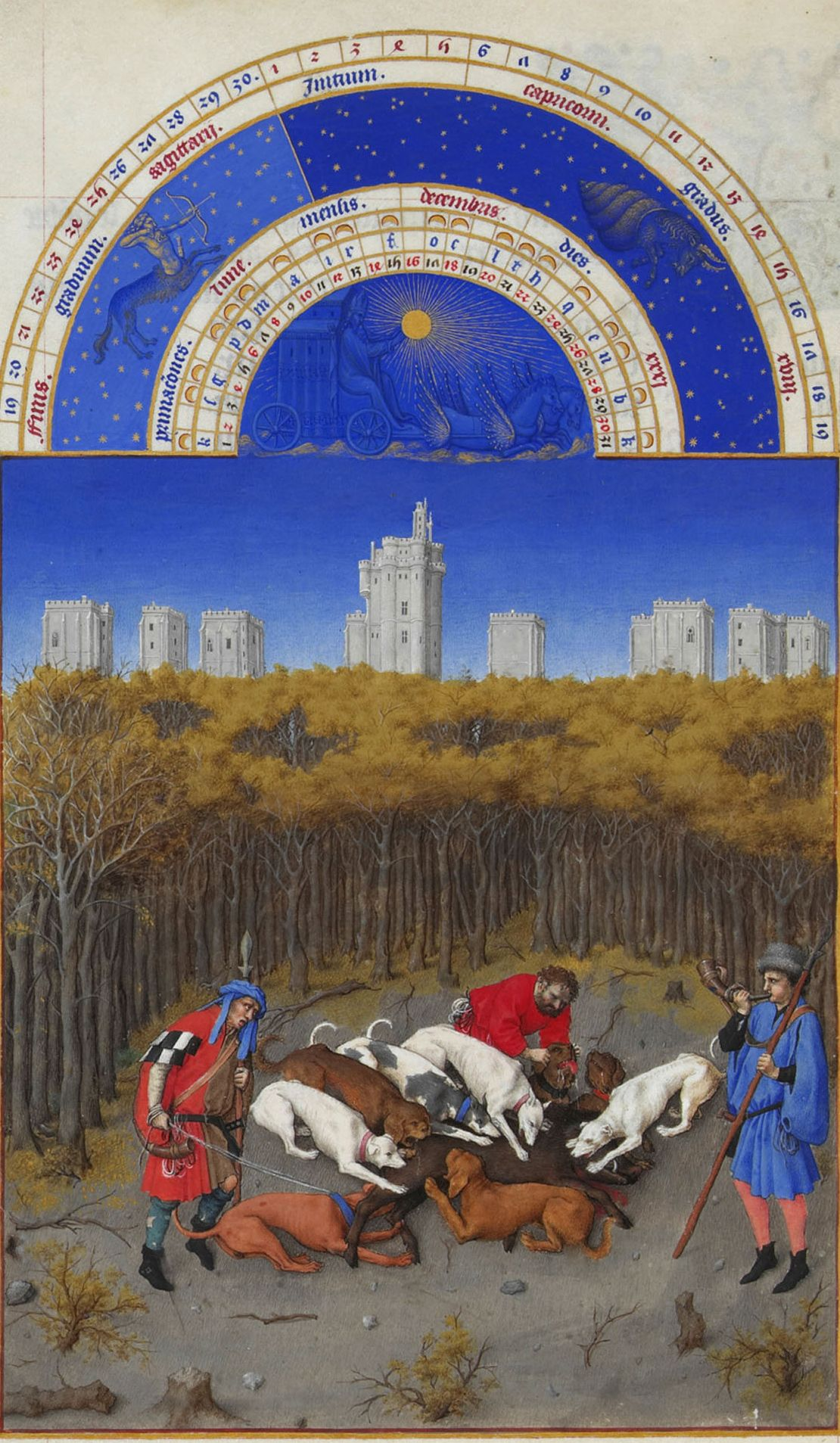
December

#### December
Over de maker of makers van de afbeelding voor de maand december zijn de kunsthistorici het niet eens. Sommigen, onder meer Meiss, houden het bij de gebroeders Van Limburg, maar tegenwoordig neemt men aan dat de miniatuur het werk is van Bartélemy d’Eyck, misschien op een ondertekening van de Lymborchs. Op de achtergrond is een serie van negen torens zichtbaar die deel uitmaakten van het Kasteel van Vincennes. Mogelijk stond hier al een kasteel in de 12e eeuw. Het werd in elk geval uitgebreid in de tijd van de grootvader van de hertog en wederom door zijn broer, koning Karel V. Dit is overigens ook het kasteel waar de hertog van Berry op 30 november 1340 werd geboren, maar de negen torens die we hier zien werden pas in 1364 gebouwd door Karel V. De plaat dateert uit 1415, toen de hertog 75 jaar oud was. De architectuur op deze illustratie staat verder op de achtergrond dan in de andere illustraties, waardoor het beeld op de voorgrond overheerst. Het kasteel komt ook voor op de achtergrond van een miniatuur van Jean Fouquet van omstreeks 1455, die Job op de mestvaalt voorstelt in het getijdenboek van Etienne Chevalier.

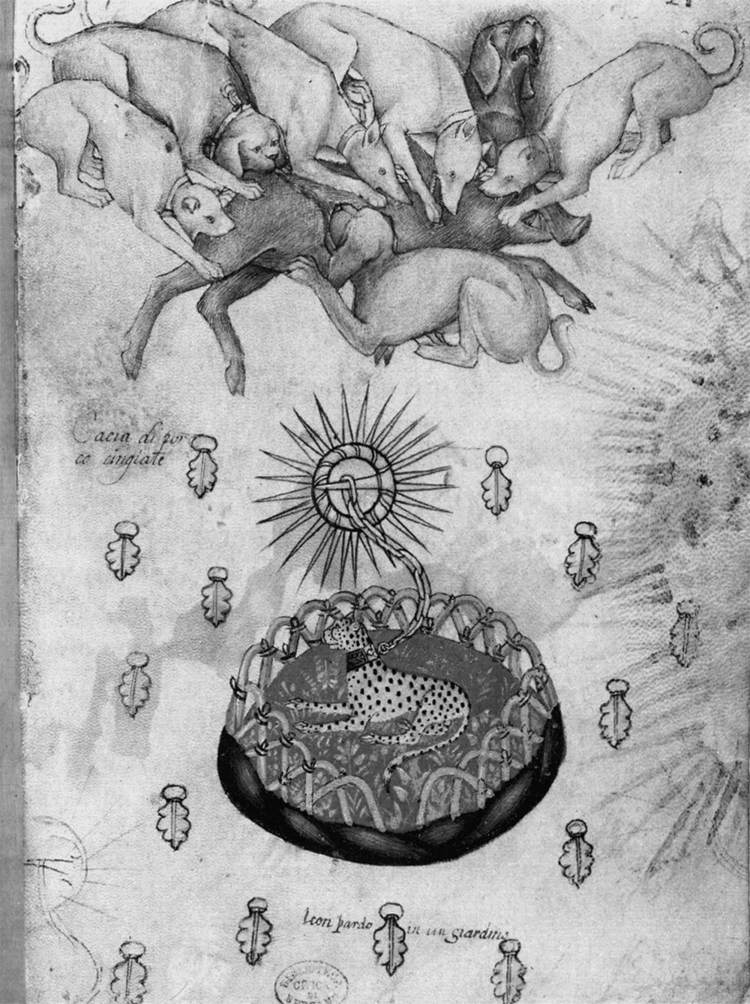
Giovannino de Grassi, Schets uit zijn modellenboek

De afbeelding toont een scène tijdens een hondenjacht in het bos van Vincennes, een geliefd jachtgebied van de Franse vorsten. Ook al wordt de miniatuur gebruikt bij de maand december zien we dat de bomen nog volop in blad staan. Op een open plaats in het bos zijn bloeddorstige honden bezig een wild zwijn aan stukken te scheuren, terwijl de jagers proberen de dieren in toom te houden. Een in het blauw geklede jager, rechts op de afbeelding, blaast het hallali op zijn jachthoorn.
Deze scène is ook gekend van een tekening in een schetsboek toegeschreven aan Giovannino de' Grassi, dat bewaard wordt in de Biblioteca Civica in Bergamo. Hoewel vroeger beweerd werd dat Grassi zou gekopieerd hebben van de Limburgs, is men er tegenwoordig zeker van dat het hier om een Noord-Italiaans thema gaat.

## De acht bijzondere bladgrote miniaturen
In het manuscript zijn er acht miniaturen aan te wijzen die er structureel eigenlijk niet bij horen. Ze zijn groter dan de andere volbladminiaturen, hun aflijning is niet in overeenstemming met de rest van het boek, ze zijn gemaakt op losse bladen perkament die niet uit de originele katernen komen en later aan het boek zijn toegevoegd en ze zijn totaal afwijkend van de iconografie die normaal in een getijdenboek gebruikt werd. Bij zijn onderzoek in 1904 rapporteerde Durrieu al dat deze acht miniaturen misschien niet gemaakt waren om in het getijdenboek gebruikt te worden. Durrieu dacht bij deze miniaturen eerder aan een psalter. Ook de inventaris waarop men zich baseerde om dit werk toe te wijzen aan de gebroeders van Limburg, maakt geen melding van deze bladen.

### De anatomische mens

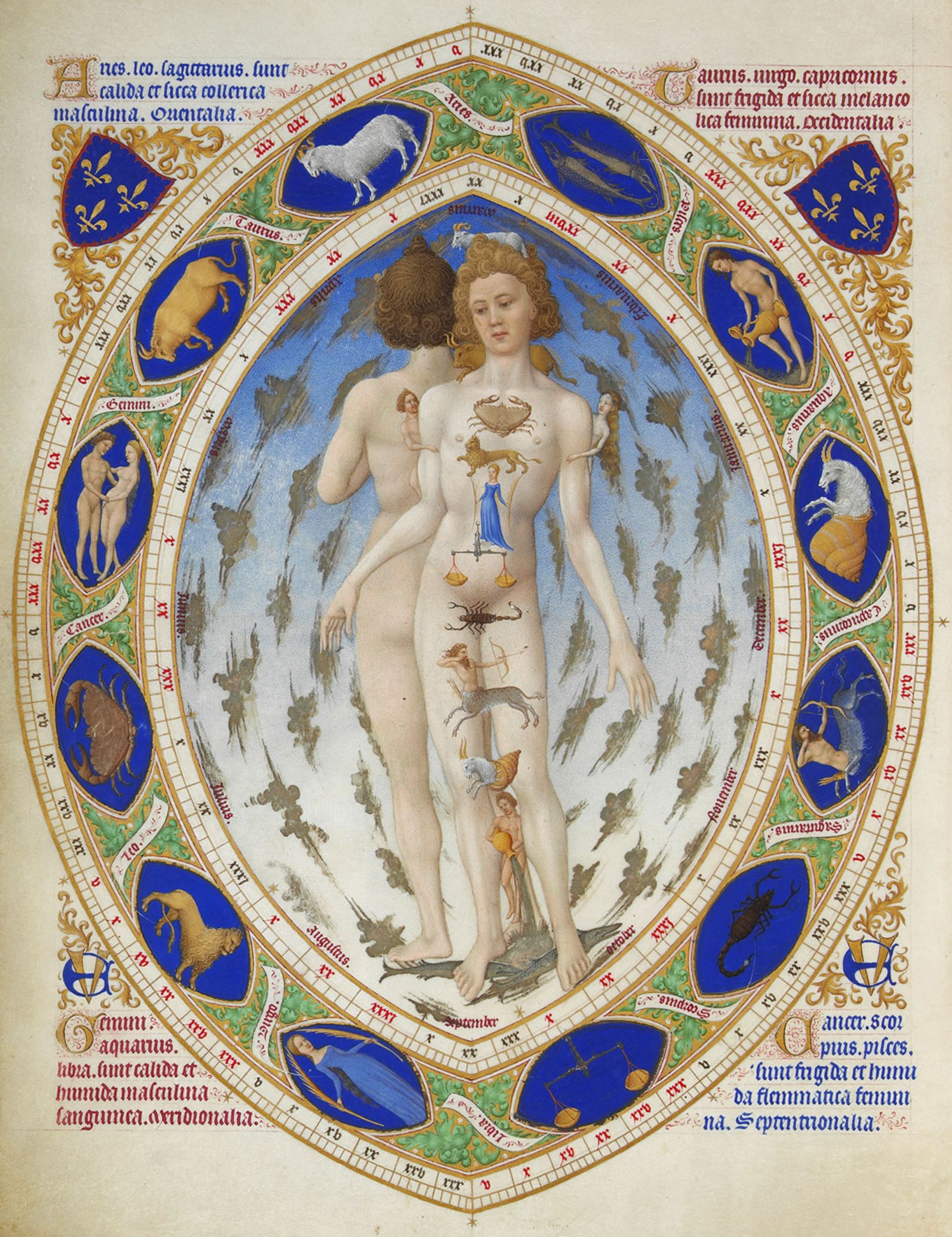
De anatomische mens, f14v

De miniatuur die bekendstaat als 'De anatomische mens' is van de gebroeders van Limburg en werd pas later als losse pagina toegevoegd aan het eind van de kalender en voor de eigenlijke getijden.
De titel is wat verwarrend, omdat het in de afbeelding eerder gaat over 'de astrologische mens'. De illustratie werd kennelijk ingegeven door het feit dat de hertog en zijn broers grote belangstelling hadden voor astrologie. Mede om die reden had Karel V de medicus en astroloog Thomas de Pizan uit Italië over laten komen als lijfarts en hofastroloog. Deze Thomas was de vader van de schrijfster Christine de Pizan, die haar vader naar Frankrijk zou volgen.
De miniatuur toont op de voorgrond een blonde vrouw, rug aan rug met een donkerharige mansfiguur. Op hun lichamen staan tekens van de dierenriem afgebeeld op die plekken waarvan werd aangenomen dat ze het menselijk lichaam beïnvloedden, van de Ram aan het hoofd tot de Vissen onder de voeten.
In de rand van de mandorla zijn eveneens de tekens van de dierenriem afgebeeld. Ook hier zien we de booggraden binnen het sterrenbeeld in de buitenste getallenreeks en een jaarkalender in de binnenste getallenreeks zoals in de hemelbogen boven de kalenderminiaturen. Maar de miniaturist heeft het zich hier wel makkelijker gemaakt want hij laat het begin en einde van elke maand steeds samen vallen met de 15e graad binnen het sterrenbeeld. Elke maand komt hier dus overeen met 30 graden van de zonnebaan of precies één twaalfde van het jaar, of ze nu 28, 30 of 31 dagen duurt. In de vier hoeken van de afbeelding wordt de relatie gelegd tussen de dierenriemtekens en de humores. Links boven staat dat Aries, Leo en Sagittarius warm en droog en zijn zoals het cholerische mannelijke oosterse mensentype, rechtsboven worden Taurus, Capricornus en Virgo, koud en droog, gelijkgesteld met het melancholische vrouwelijke westerse type, links onder staat dat Gemini, Aquarius en Libra die de attributen warm en vochtig hebben overeenkomen met het mannelijke sanguïnische zuidelijke type en ten slotte staat rechts onder dat Cancer, Scorpius en Pisces koud en vochtig zijn zoals het vrouwelijke flegmatische noordelijke type. In de bovenhoeken staat het wapen van de hertog weergegeven, in de benedenhoeken staan de initialen VE, die in veel van de boeken van de hertog voorkomen maar waarvan de betekenis niet gekend is.
Deze groepen van drie dierenriemtekens vormen uitgetekend op een cirkelvormige voorstelling van de dierenriem steeds een gelijkzijdige driehoek. De combinaties die hier worden opgegeven zijn ook al terug te vinden bij Claudius Ptolemaeus in zijn Tetrabiblos, zijn standaardwerk over astrologie en brengen deze miniatuur dus rechtstreeks in verband met de astrologie.
De prent werd gebruikt voor medische doeleinden of om de gangbare medische praktijk te illustreren. Als de maan zich in een bepaald segment van de dierenriem bevond mocht het deel van het menselijk lichaam dat met het betrokken dierenriemteken gerelateerd was, onder geen beding behandeld worden. Zo is er zelfs een voorbeeld van een verordening in Carcasonne uit 1400 die aderlaten slechts toeliet onder een 'gunstige maan'.

### De tuin van Eden

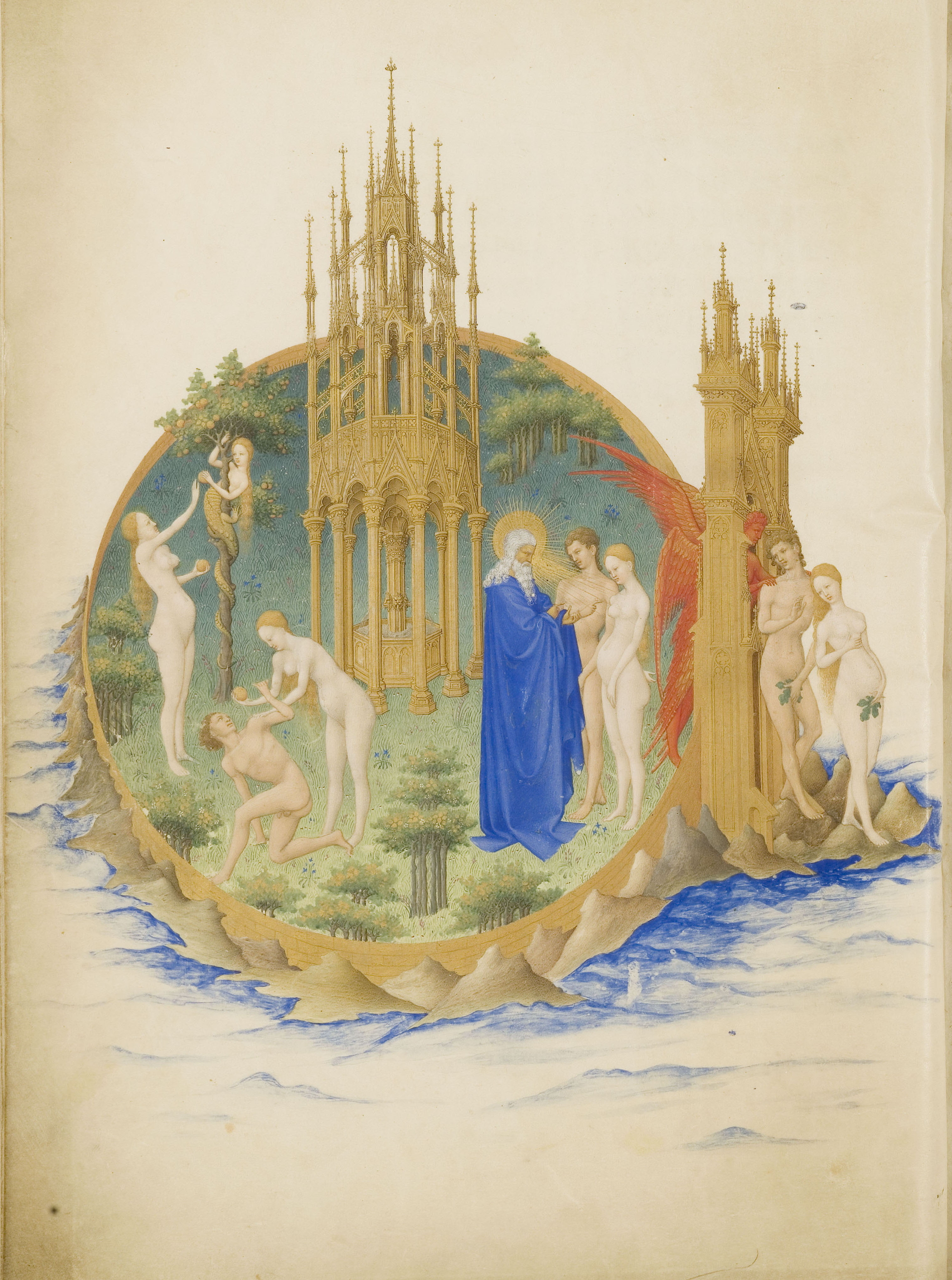
De tuin van Eden, f25v

'De tuin van Eden' is een bijzondere weergave van de zondeval en de daaropvolgende verdrijving van Adam en Eva uit het Paradijs. De geschiedenis zoals die wordt weergegeven in het Bijbelboek Genesis wordt hier getoond in vier scènes.
Links neemt Eva de verboden vrucht aan van de duivel in de boom van de kennis van goed en kwaad. De kwade genius is afgebeeld als half slang en half verleidelijke vrouw, zoals gebruikelijk was in de middeleeuwen. Linksonder biedt Eva de vrucht aan aan Adam, die hier het gracieuze uiterlijk lijkt te hebben van een Grieks-Romeins standbeeld. Vervolgens wordt het paar bestraffend toegesproken door de in een blauwe mantel geklede God, voorzien van een stralend gouden halo. Aan de rechterkant wordt het ongelukkige duo, inmiddels voorzien van bedekkende vijgenbladen, door een rode vurige engel buiten de tuin gezet.
De in het midden van de tuin opgestelde fontein (de bron van de vier wereldstromen) en de poort van het paradijs zijn afgebeeld in de stijl van de Franse gotiek. De figuur van Eva wordt weergegeven volgens het destijds geldende schoonheidsideaal, met hoge borsten, een slanke taille en een iets bollende buik.

### De ontmoeting van de wijzen

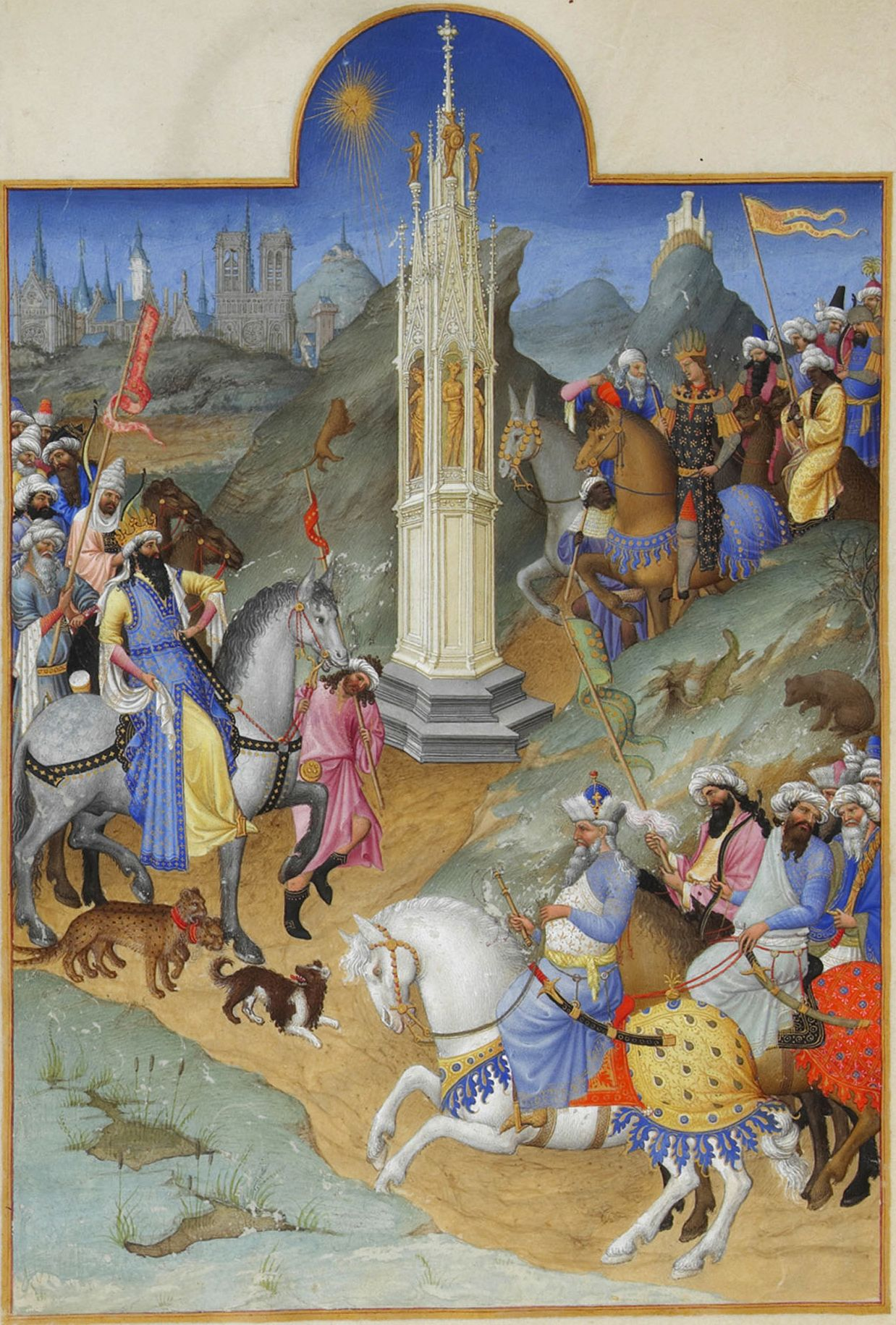
De ontmoeting van de wijzen, f51v

Deze miniatuur is geschilderd op perkament dat iets dikker is dan het perkament in de rest van het handschrift. De afbeelding is gebaseerd op de "Historia Trium Regum", geschreven tussen 1364 en 1375 door de Duitse monnik Johannes von Hildesheim, prior van het Karmelietenklooster in Marienau. Op de miniatuur zien we drie groepen die samenkomen aan een aedicula of montjoie met links van de spits de ster van Bethlehem. In het verhaal van Von Hildesheim en dus ook in de miniatuur verzinnebeelden de drie wijzen de drie leeftijden van de mens. De jonge man, Caspar, komt van rechts boven aangereden, Balthasar de man in de bloei van zijn leven komt van links en Melchior de ouderling komt van rechts met zijn gevolg. Op de miniatuur zijn ook een aantal exotische dieren afgebeeld zoals een grote hagedis, een leeuw en twee jachtluipaarden met daarnaast het symbooldier van Jan van Berry, de beer.
Op de achtergrond werden gebouwen uit Parijs weergegeven. Te zien zijn onder meer de Sainte-Chapelle en de Notre-Dame. De drie wijzen zouden reële personages voorstellen, Melchior zou de Byzantijnse keizer Manuel II Paleologus afbeelden, de jonge Caspar zou Karel VII zijn en de figuur van Balthasar zou geïnspireerd zijn op een medaille uit de collectie van de hertog, met de afbeelding van Constantijn de Grote.

### Aanbidding door de wijzen

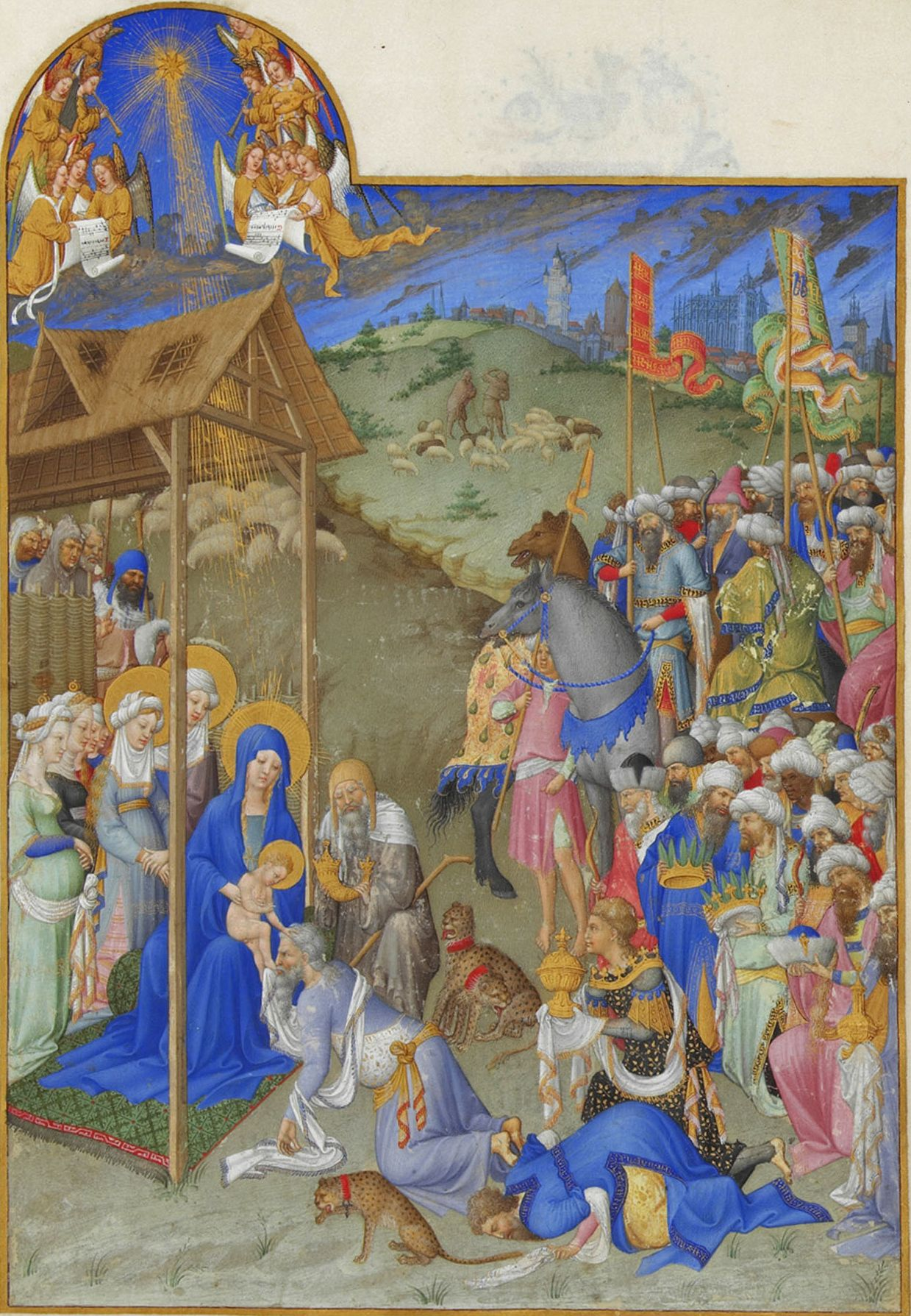
De aanbidding door de wijzen, f52r

Deze miniatuur toont de aanbidding van het kind door de wijzen. Het gezelschap van de wijzen bevindt zich aan de rechterzijde. De geknielde Melchior kust de voet van het kindje terwijl Jozef het geschenk van Melchior toont, Balthasar heeft zich voor het kind op oosterse wijze op de grond geworpen terwijl een dienaar achter hem zijn geschenk draagt en Caspar biedt geknield een kelk met wierook aan. De achtergrond van dit tafereel toont waarschijnlijk gebouwen in de stad Bourges. Achter de stal zien we de herders die op het gebeuren toekijken
De opbouw van de figuren rond het Christuskind werd in verband gebracht met een aanbidding der wijzen op een torenretabel dat zich bevindt in het Museum Mayer van den Bergh in Antwerpen (als inv. nr.2). Op dit retabel zien we Melchior die de voet van het Christuskind zoent en links van hem Caspar die eenzelfde gouden hoorn aanbiedt als de hoorn die afgebeeld is op de miniatuur, de gouden hoorn was een vorm die vrij zeldzaam was in die tijd.
De twee afbeeldingen van de wijzen uit het oosten (Folia 51v en 52r) zijn naast elkaar geplaatst, zodat de indruk ontstaat van een tweeluik. Ze werden in de actuele binding gebruikt als inleiding van de sext in de Mariagetijden. Wat de aanbidding van de wijzen betreft is dit de standaard in het Franse verluchtingsprogramma. De miniatuur van de ontmoeting van de wijzen daarentegen is zeer ongebruikelijk. Dit thema kwam voor het eerst aan bod in de Très riches heures.

### De zuivering van de Heilige Maagd

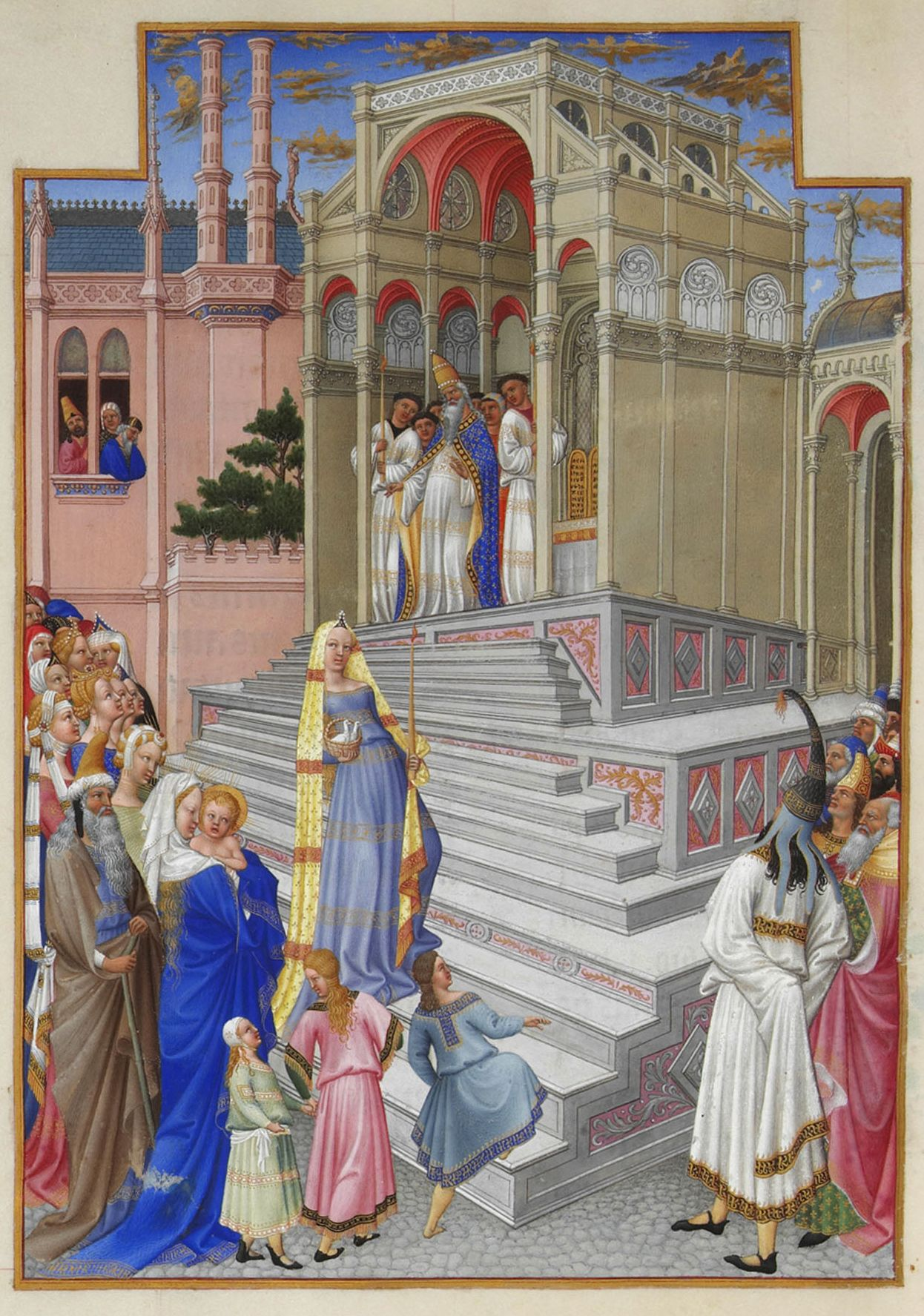
De zuivering van de Heilige Maagd, f.54v.

Deze miniatuur toont het verhaal van de opdracht in de tempel of de purificatie van de maagd. Elke joodse vrouw die bevallen was, moest na 40 dagen een offer opdragen in de tempel. Centraal op de miniatuur zien we trouwens een dienstmaagd van Maria die een mandje draagt met twee duifjes erin, het offer. Dit thema werd normalerwijze gebruikt als illustratie bij de none in de Mariagetijden, zoals ook hier het geval is. De iconografie is wel totaal verschillend van wat normalerwijze in een getijdenboek is terug te vinden, waar meestal het beeld getoond wordt van de oude Simeon met het kind in zijn armen, die zijn lofzang uitspreekt

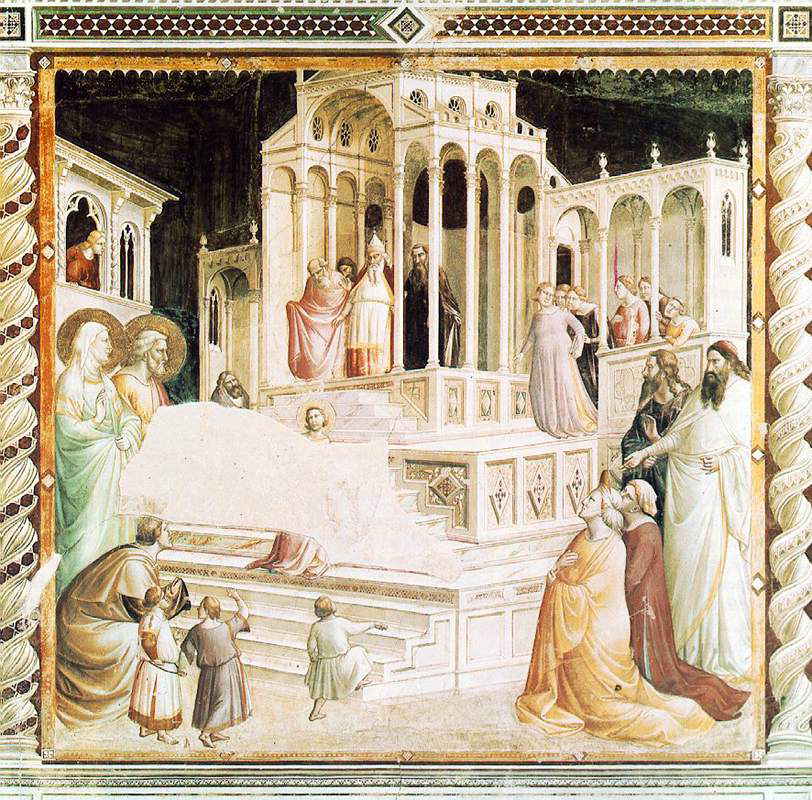
Taddeo Gaddi, Zuivering van de Maagd, Baroncelli kapel, Santa Croce, Florence

Deze miniatuur is een van de mooie voorbeelden van de Italiaanse invloed die in het werk van de Lymborchs kan aangetoond worden. Ze is duidelijk gebaseerd op een fresco van Taddeo Gaddi dat zich in de Baroncelli kapel in de Santa Croce in Florence bevindt en de opdracht van Maria in de tempel toont, dus eigenlijk een ander thema. In de miniatuur van de Limburgs zien we Maria en Jozef die aankomen bij de tempel. Simeon wacht hen op boven aan de ingang van de tempel, de dienstmaagd loopt al de trappen op en rechts van de maagd zien we een drietal kinderen die ook op het fresco van Taddeo Gaddi voorkomen. Het gebouw links van de tempel is bij de Limburgs gotisch, in tegenstelling tot het gebouw op het fresco van Gaddi. In het Louvre wordt een tekening bewaard met hetzelfde thema. Dit kan een modello of een kopie zijn. Het is mogelijk dat de Limburgs zich gebaseerd hebben op deze tekening eerder dan op het werk in Florence, maar daarover zijn de kunsthistorici het onderling niet eens.

### De val van de engelen

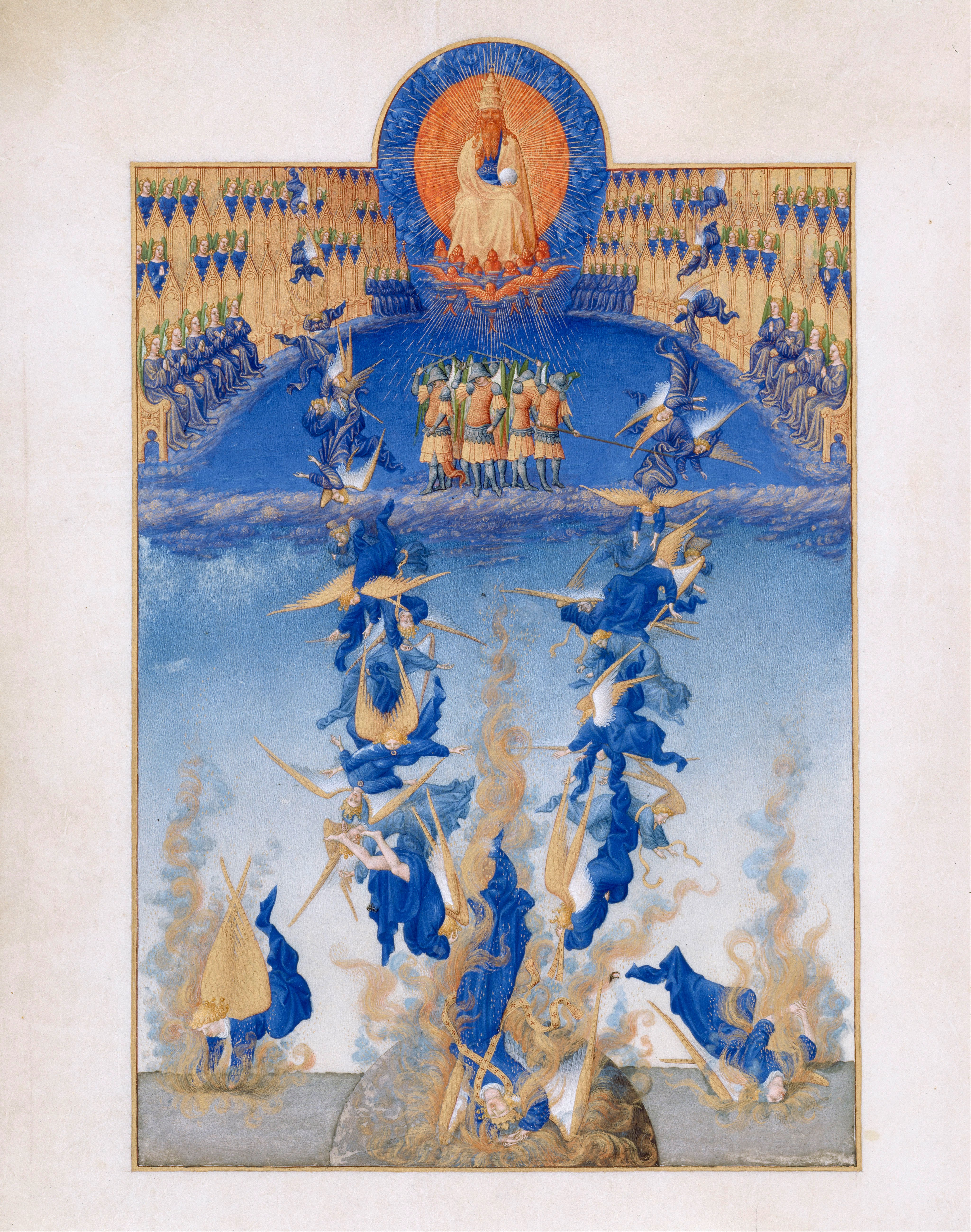
De val van de engelen, f.64v.

We zien op deze miniatuur de opstandige engelen van uit hun zetel in de hemel naar beneden tuimelen naar de aarde waar ze worden opgeslokt om te verdwijnen in de hel. De aanzetter van de revolte, Lucifer, is de eerste die in de hel verdwijnt. De hemel wordt voorgesteld als een ruimte met een soort koorgestoelte waarin God de Vader presideert in het centrum. Vooraan staan een aantal engelen in wapenrusting die hun verdoemde collega’s uit de hemel stoten. Het thema wordt eigenlijk nooit gebruikt in getijdenboeken. Dit tafereel is misschien gebaseerd op een retabel dat bewaard wordt in het Louvre, La Chute des anges rebelles (D.L. 1967-1-a), van de hand van een anonieme Sienese meester uit de omgeving van Simone Martini.
Deze miniatuur is toegevoegd net voor het begin van de boetepsalmen hoewel het thema niet met deze oudtestamentische tekst in verband kan gebracht worden, de revolte van Lucifer tegen god wordt eigenlijk alleen uitgebreid verteld in apocriefe boeken, maar het verhaal was in de middeleeuwen heel populair.

### Lucifer in de hel

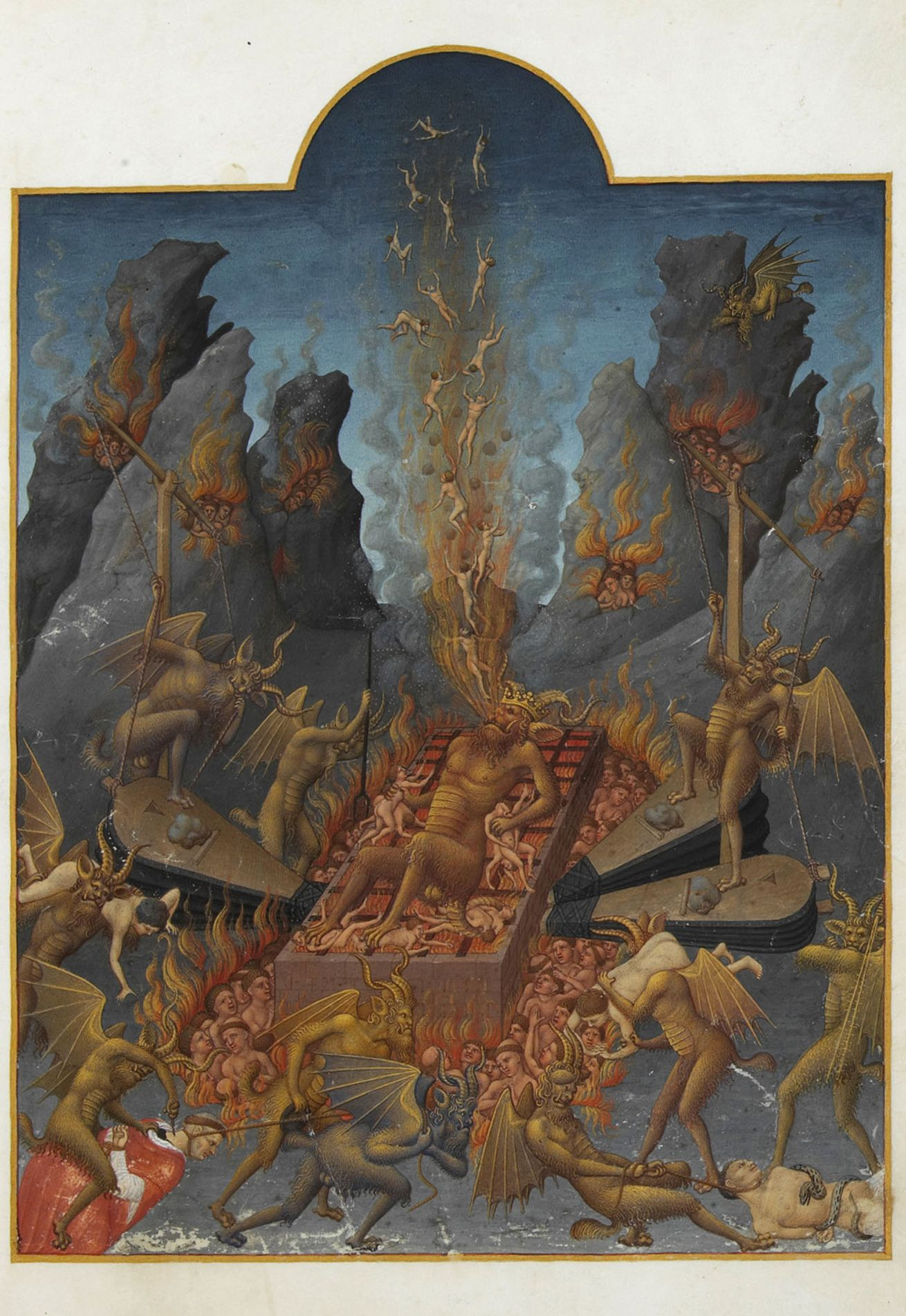
Lucifer in de hel, f.108r.

Bij het einde van het officie van de doden vinden we de miniatuur die de hel voorstelt. Lucifer (Leviathan), nog steeds met zijn engelenkroon aan, ligt op een rooster waaronder het vuur wordt aangewakkerd door drie grote blaasbalgen. Hij verslindt de zondaars en spuwt ze dan weer uit in een vlammenzuil die tot de hemel opstijgt. Overal zien we zondaars die gekweld en gefolterd worden door de afschuwelijke demonen. Zoals gebruikelijk bij dergelijke scènes zijn de geestelijken, te herkennen aan hun tonsuur, goed vertegenwoordigt tussen de verdoemden. De voorstelling zou gebaseerd zijn op een Latijnse tekst van ca. 1149, Het visioen van Tnudgal (Visio Tnugdali), een tekst van Marcus een Ierse monnik, maar geschreven in Regensburg. In tegenstelling tot het thema van de val van de engelen wordt de hel zeer regelmatig afgebeeld in getijdenboeken.

### Het plan van Rome

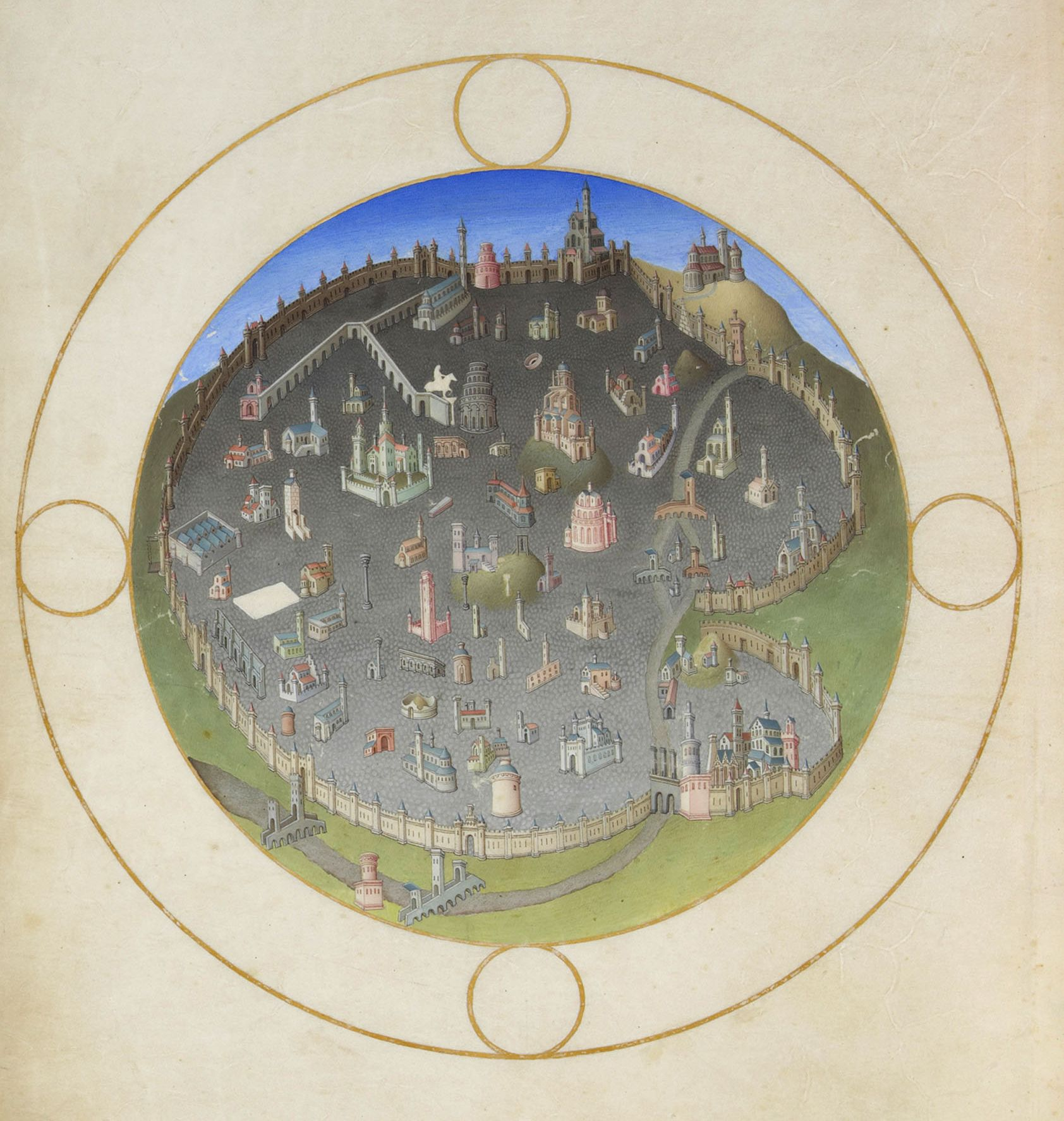
Het plan van Rome, f.141v.

Het plan van Rome werd tussengevoegd na de getijden voor de weekdagen en voor de passiegetijden. Deze miniatuur heeft uiteraard helemaal geen uitstaans met een getijdenboek. Het plan is een ronde miniatuur in vogelperspectief van de stad met het zuiden bovenaan. Kaarten opstellen in ronde vorm was zeer gebruikelijk in de middeleeuwen zoals we kunnen zien in de talrijke mappae mundi die zijn bewaard gebleven.
De kaart is uiteraard niet accuraat, maar de meeste belangrijke gebouwen van de heilige stad kunnen worden herkend. Men kan best vertrekken van Sint-Paulus buiten de Muren en ook de Tiber is gemakkelijk te herkennen en biedt een referentiepunt. De stadsmuur op het plan is de omwalling van keizer Aurelianus uit de tweede helft van de 3e eeuw. Links van Sint-Paulus zou dan de basiliek van Sint-Jan van Lateranen zijn en verder naar links zien we de roze tempel van Castor en Pollux. Gedurende de middeleeuwen verbleven de pausen meestal in het Lateraans Paleis in het complex van Sint-Jan en niet bij de Sint-Pietersbasiliek. Het was pas vanaf 1377 dat ze hun intrek namen in het Vaticaan. Links van de tempel van Castor en Pollux, aanleunend tegen het aquaduct zien we de Santa Croce in Gerusalemme. Aan het einde van de rechterarm van het aquaduct zien we het ruiterstandbeeld van Marcus Aurelius met net daarnaast een nogal vreemde afbeelding van het Colosseum. Naast het Colosseum zien we de Palatijn met een groot gotisch gebouw en daaronder de triomfboog van Titus, de Santa Francesca Romana en het Capitolijn met een galg erop. Ook de zuil van Trajanus is terug te vinden links van het Capitolijn en links daarvan zien we de plaats, de witte rechthoek, waar Onze Lieve Vrouw het in een zomernacht had laten sneeuwen om aan te duiden waar er een basiliek moest gebouwd worden. Buiten de muren zien we de Ponte Milvio en het Castel Sant’ Angelo. We kunnen ook nog het eilandje in de Tiber herkennen en Trastevere. Daaronder zien we de Citta Leonina, later het Vaticaan genoemd met het complex van Sint-Pieter.
De overeenkomst van de kaart van Rome van de Lymborchs met de kaart van Rome geschilderd door Taddeo di Bartolo in het Palazzo Pubblico in Siena is vrij opmerkelijk, maar ook een kaart in een handschrift met de "Samenzwering van Catilina" (De Coniuratione Catilinae) van Gaius Sallustius Crispus toont sterke overeenkomsten met die van de gebroeders Van Lymborch. Waarschijnlijk circuleerden nog ander voorbeelden ten tijde van de Lymborchs waarop zij zich kunnen gebaseerd hebben.

## De gebeden

### Verluchting

#### Inleiding
De verluchting in een handschrift had als belangrijk doel, de lezer wegwijs te maken in het handschrift door het structureren van de tekst. De verluchting kent dan ook een strikte hiërarchie. De grootste miniaturen duiden de belangrijke secties van het handschrift aan, de kleinere miniaturen duiden op onderdelen van die secties. De initialen worden dan gebruikt, in functie van hun grootte, om die sectieonderdelen verder in te delen.

#### Volbladminiaturen
In de Très Riches Heures vinden we drie types van volbladminiaturen terug.
- In het eerste type is de miniatuur meestal 18 en soms 19 lijnen hoog met in de bovenmarge een lunette en onder de miniatuur nog vier respectievelijk drie lijnen tekst in twee kolommen. De tekst begint steeds met een gehistorieerde of met een versierde initiaal. In sommige gevallen wordt de miniatuur langs de bovenzijde uitgebreid met een rechthoekig gedeelte in plaats van de gebruikelijke lunette. Deze miniaturen hebben een sobere randversiering. Dit was het type volbladminiatuur dat door de gebroeders Van Lymborch gebruikt werd in de eerste ontstaansfase van het manuscript en gepland was om te gebruiken doorheen het ganse manuscript.
- De miniaturen van het tweede type bevatten geen tekst en geen randversiering en zijn vaak hoger dan het tekstblok (meer dan 22 lijnen) maar ook breder. De lunettes zijn bij dit type vrij divers: hemisfeer, kwartsfeer, rechthoekig etc.
- Volbladminiaturen die bijna de ganse bladzijde bevatten en ingesloten zijn in een zware architecturale omijsting. Dit zijn de miniaturen gemaakt door Jean Colombe. Soms bevat de omlijsting één enkele miniatuur met eventueel tekst verwerkt in de omlijsting, in de andere gevallen is er een hoofdminiatuur en een soort bas de page met daartussen vier lijnen tekst geschilderd als een trompe-l'oeil, bijvoorbeeld een doek dat door engeltjes in de omlijsting wordt omhoog gehouden. Deze miniaturen werden achteraf geschilderd op bladzijdes waarop de tekst al geschreven was, daarom moest de tekst hernomen worden op de miniatuur zelf.

Daarnaast zijn er nog enkele unieke types zoals de miniatuur op f137r van Jean Colombe, die de opdracht van Maria in de tempel voorstelt en zonder omlijsting als het ware een foto toont van de voorgevel van de kathedraal van Bourges.
Voorbeelden van de types volbladminiaturen

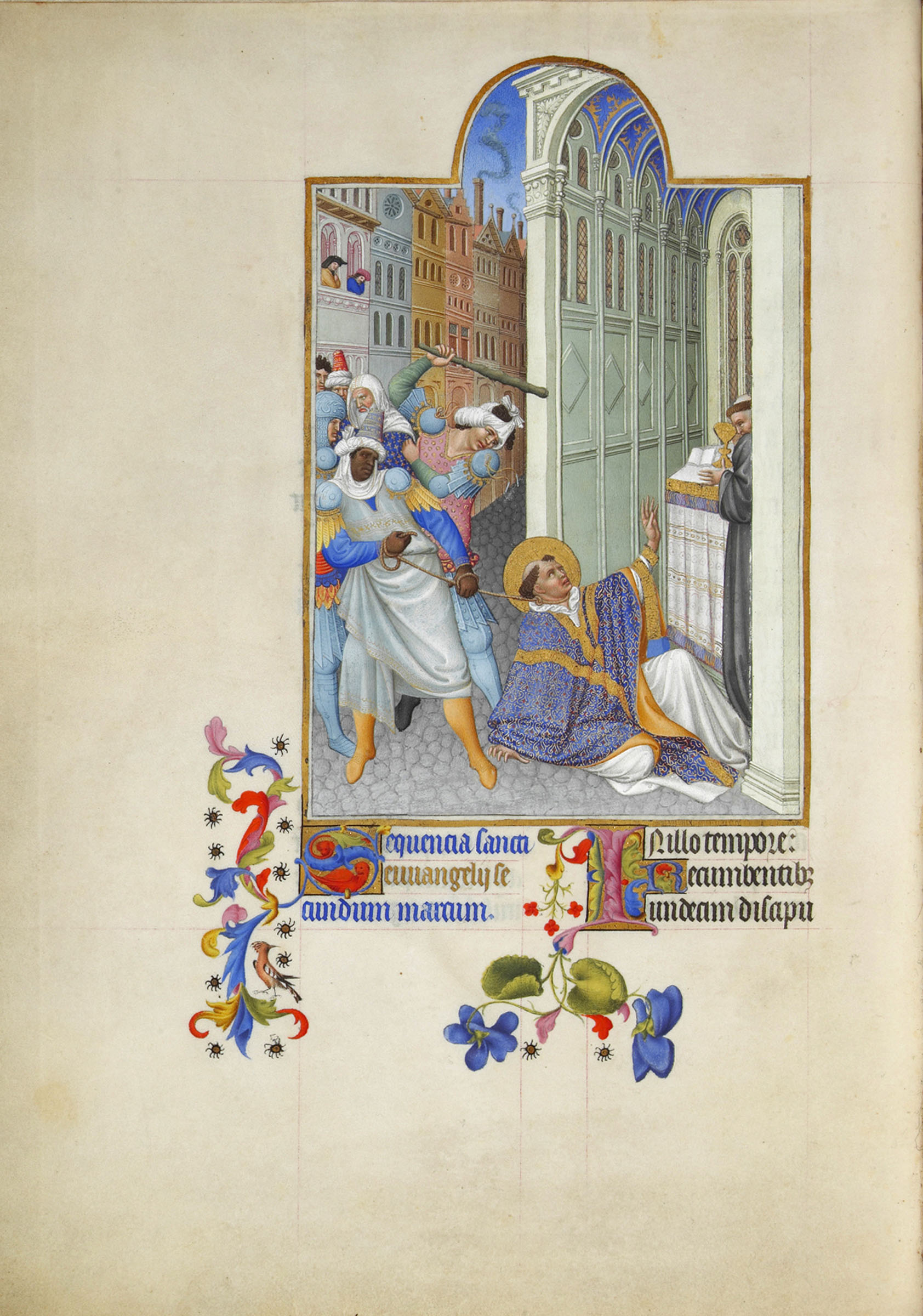
type 1: f19v, De marteldood van St. Marcus de evangelist
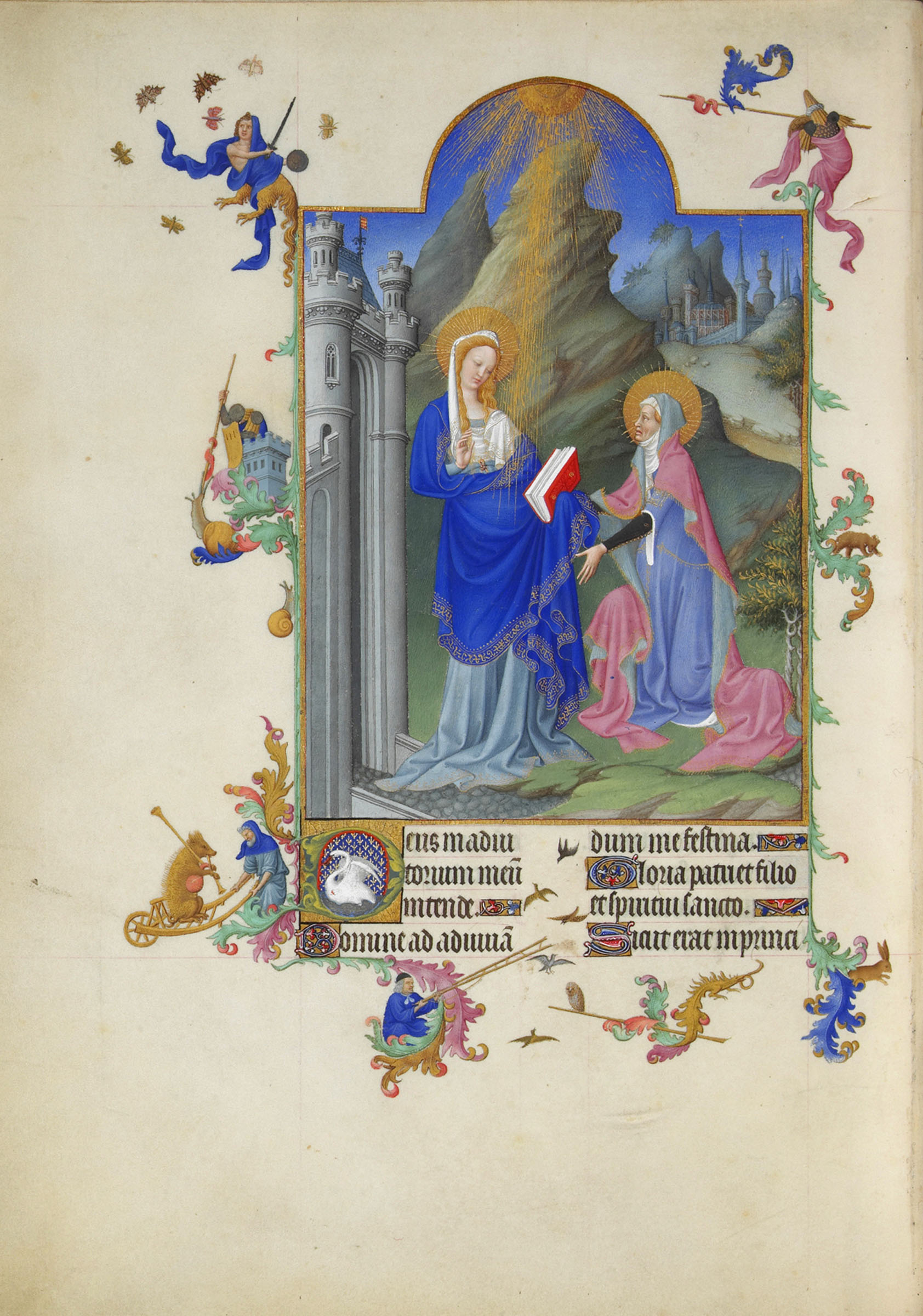
type 1: f38v, De visitatie, Maria bezoekt haar nicht Elizabeth
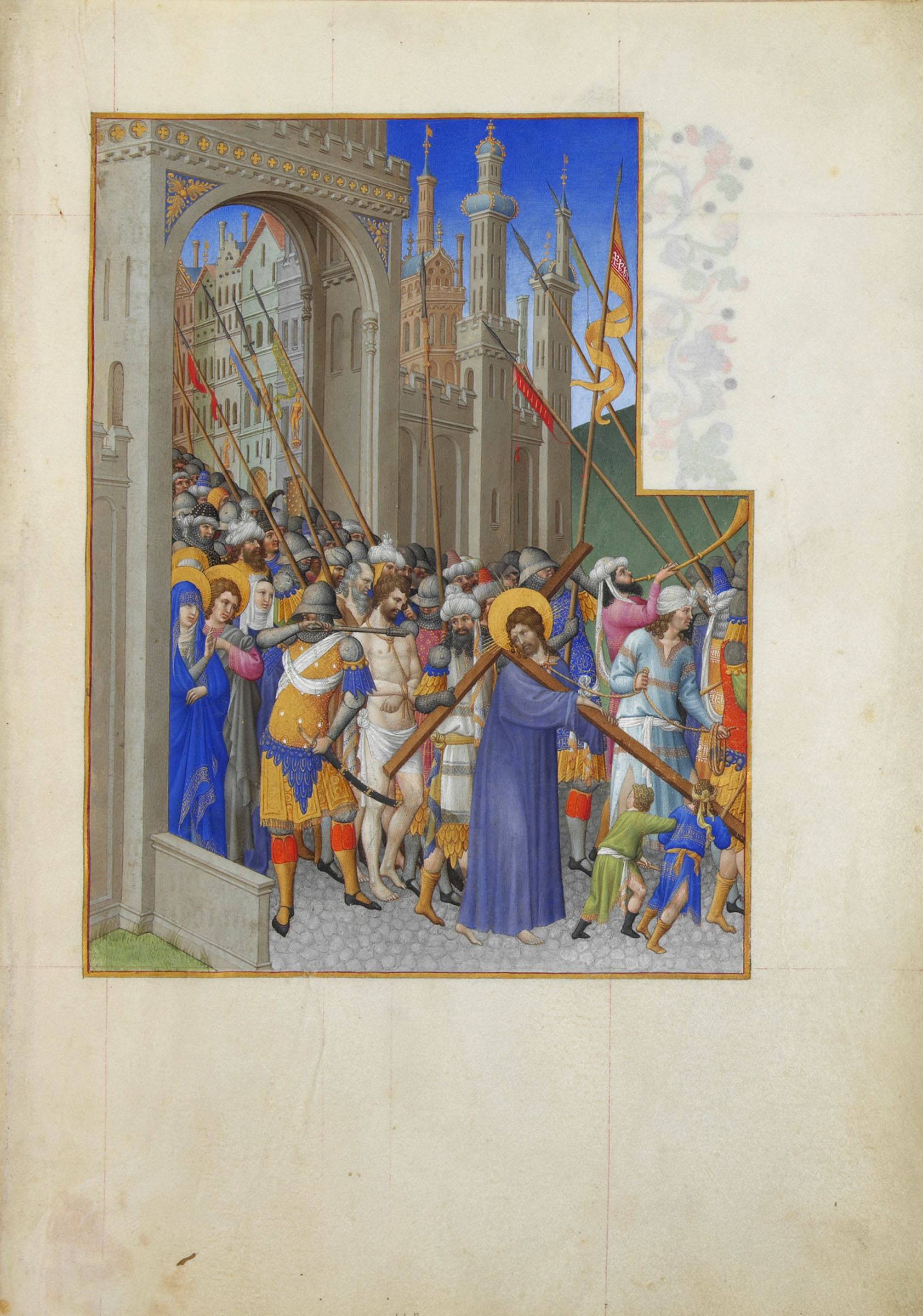
type 2: f147r, Christus wordt naar de Kalvarieberg gebracht
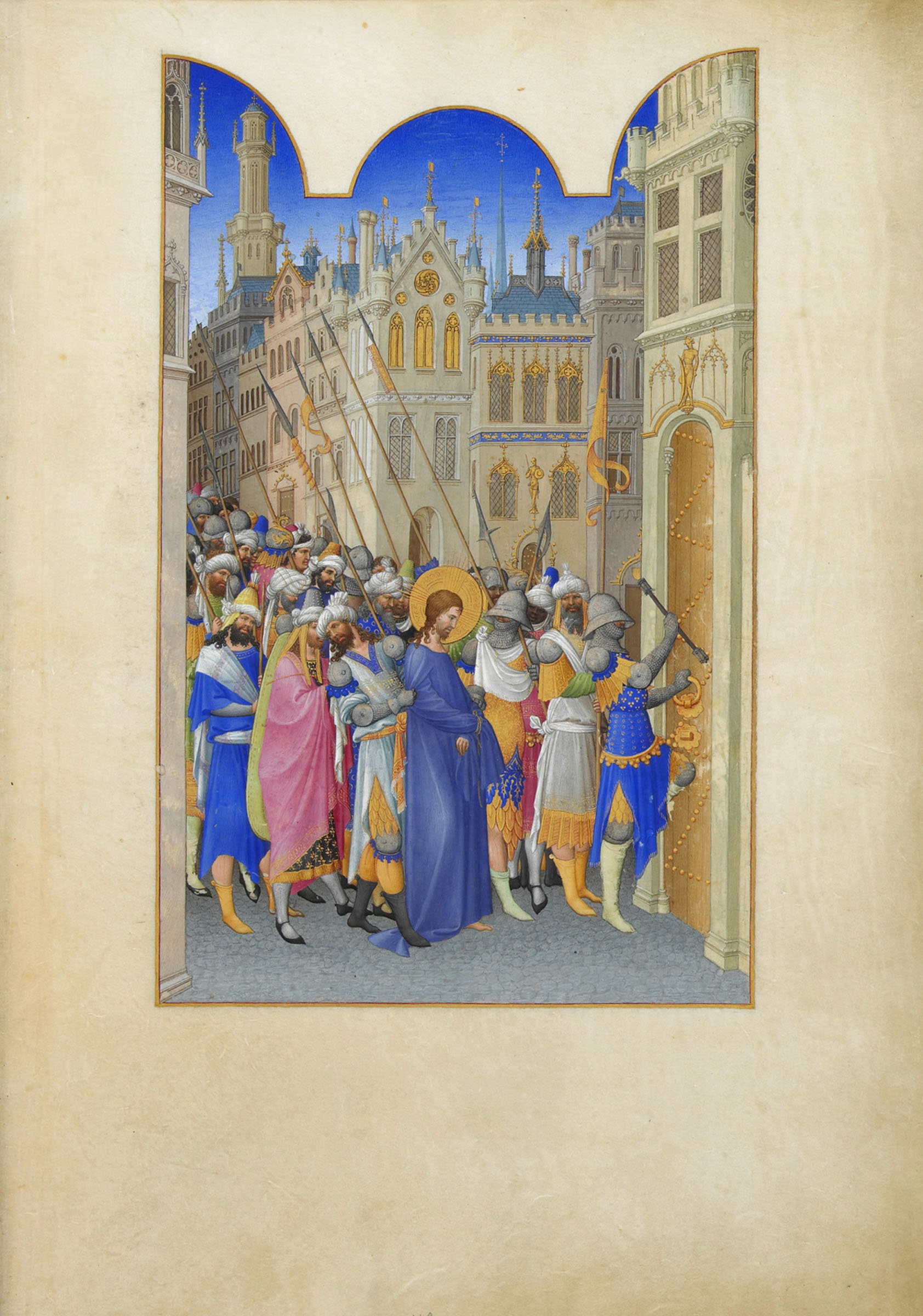
type 2: f143r, Christus wordt naar het praetorium gebracht
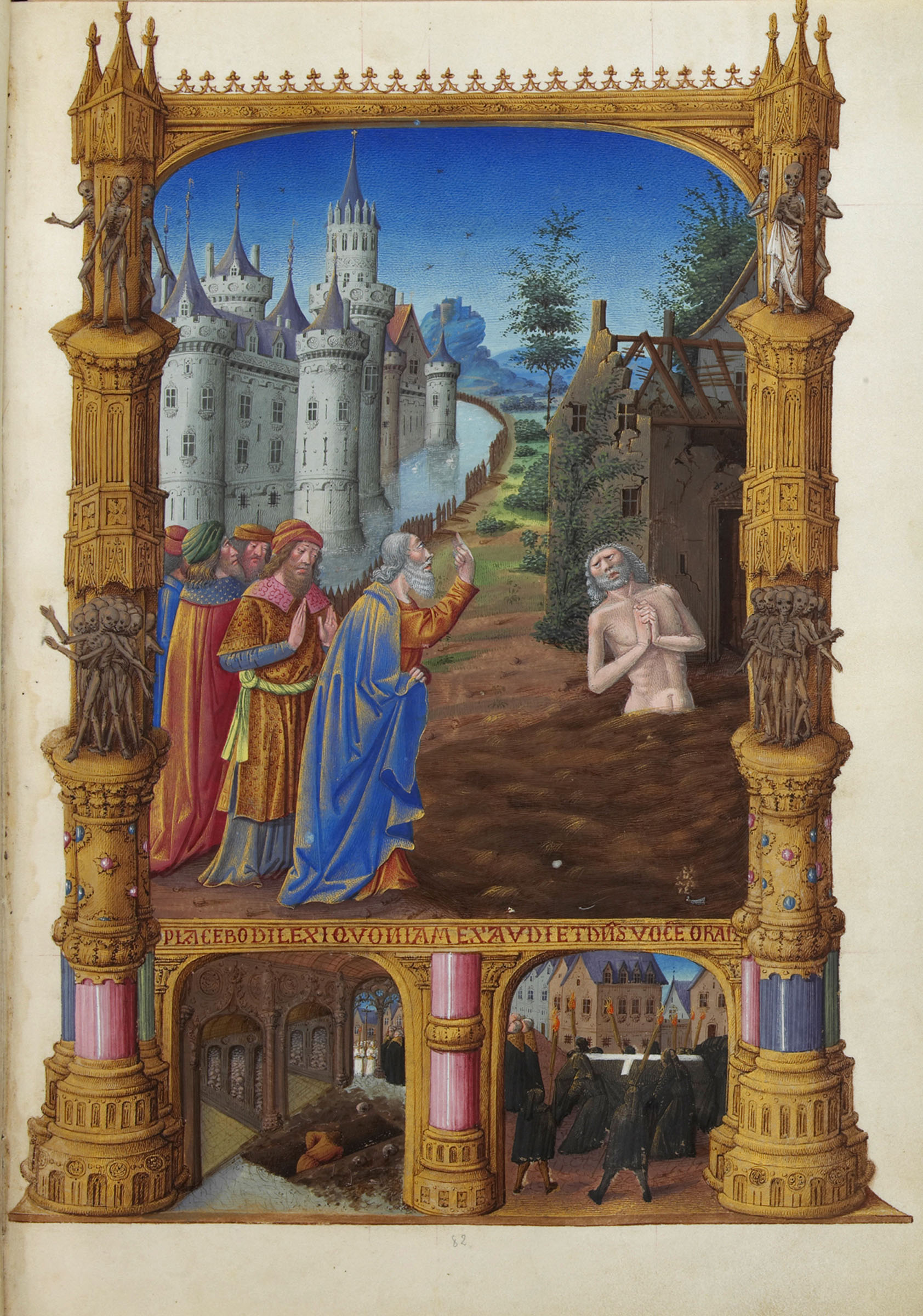
type 3: f82r, Job op de mestvaalt voor de ruïne van zijn huis
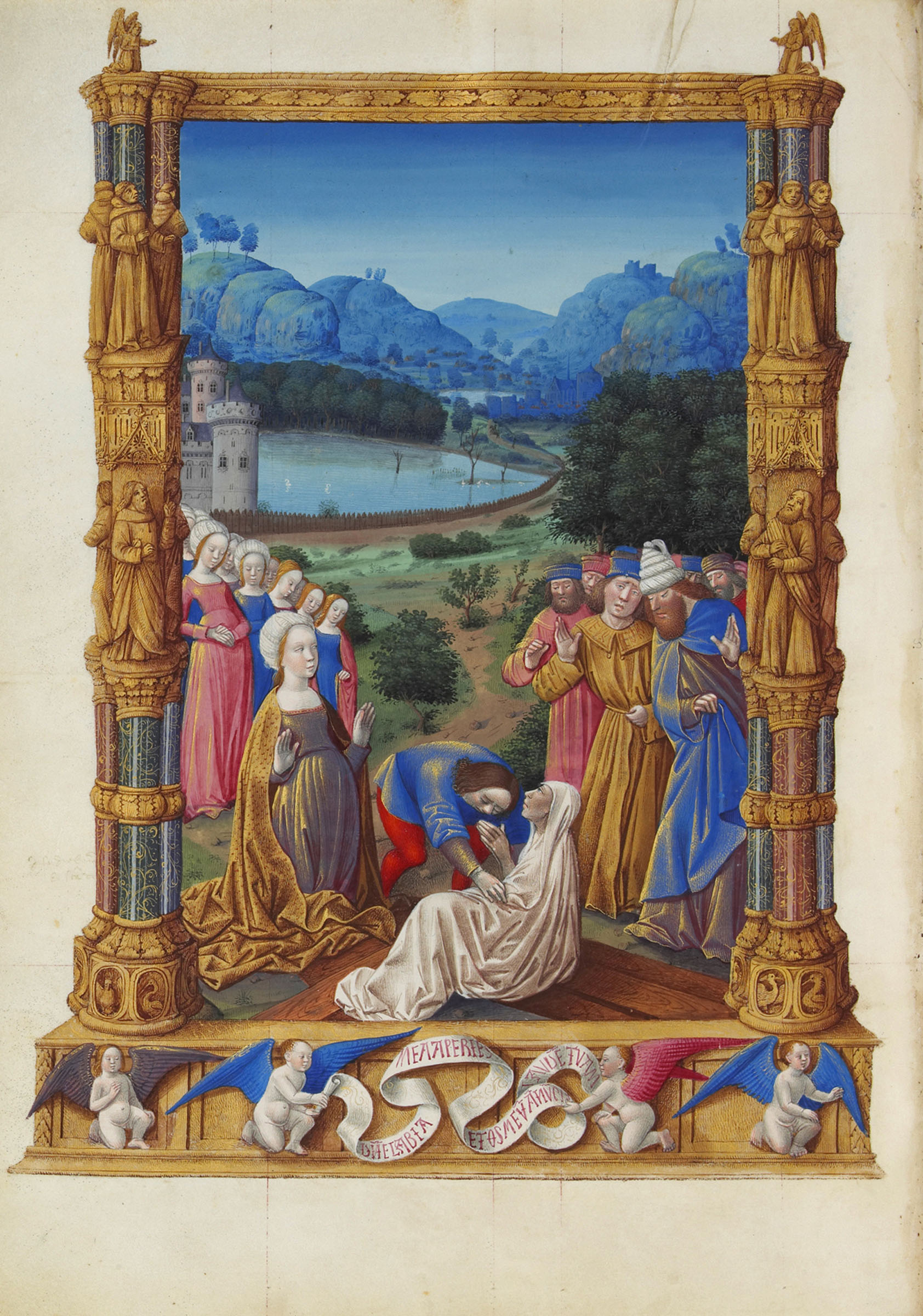
type 3: f133v, Kruisvinding
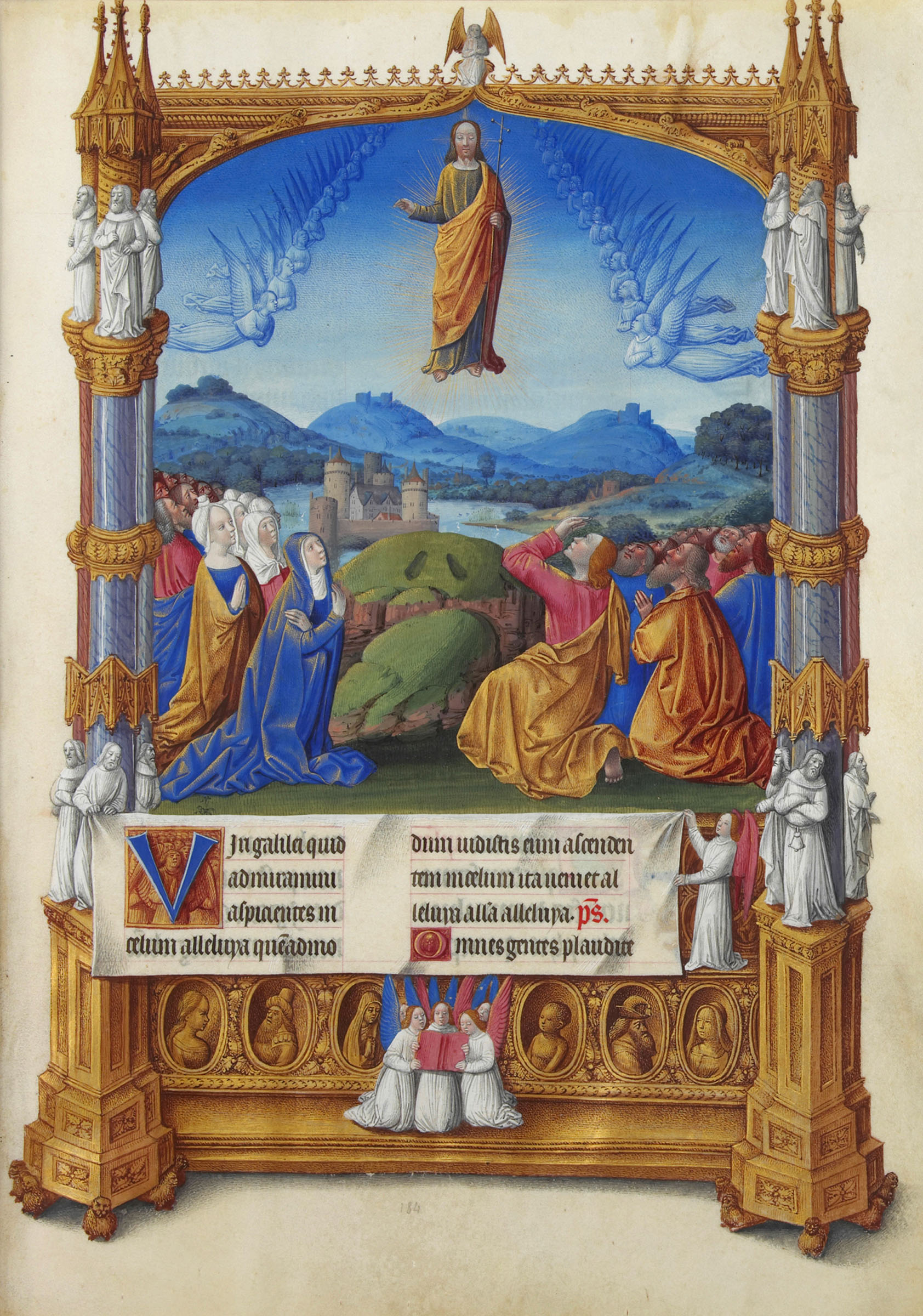
type 3: f184r, De hemelvaart van Christus
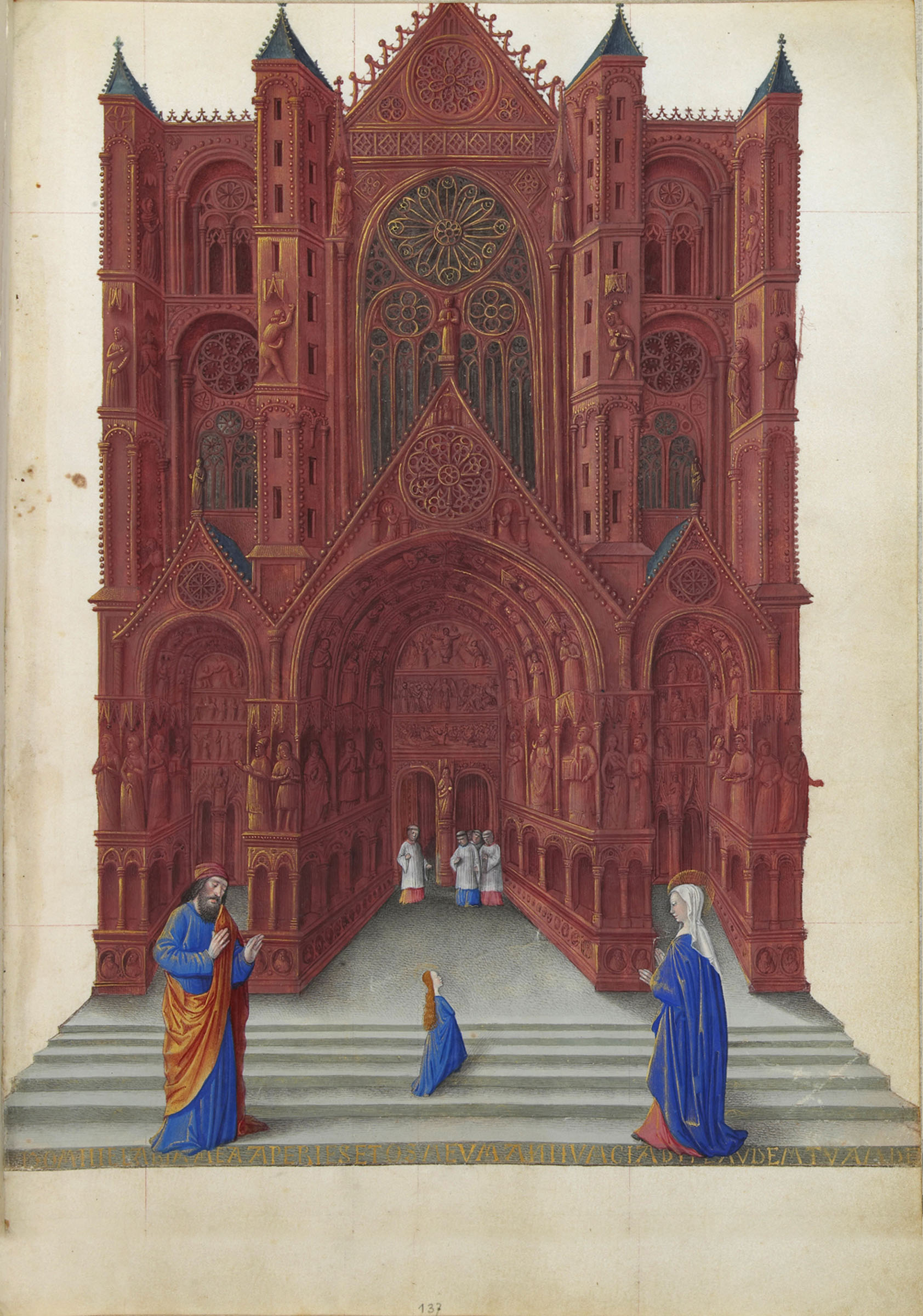
uitz.: f137r, Opdracht van Maria in de tempel

#### Kleine miniaturen
De kleine miniaturen zijn steeds een kolom breed en voor het overgrote deel 10 of 11 lijnen hoog. Ze werden voornamelijk gebruikt om binnen een gebedsstonde het begin van de belangrijke psalmen te merken. Drieëndertig van de vijfenzestig kleine miniaturen werden gebruikt om de gebedsstonden van de Mariagetijden te illustreren, de zeven boetepsalmen worden elk aangekondigd door een kleine miniatuur. In het dodenofficie worden ook kleine miniaturen gebruikt om de tekst in te delen maar hier worden niet systematisch alle psalmen en lezingen met een miniatuur aangekondigd, er komen slechts negen miniaturen voor. In de passiegetijden vindt men vier kleine miniaturen terug eerder vrij willekeurig en in het gedeelte met de misvieringen worden vijf kleine miniaturen gebruikt om het begin van een misviering aan te wijzen terwijl de twaalf overige missen worden aangekondigd met een volbladminiatuur en één met een gehistorieerde initiaal. Er werden ook nog twee kleine miniaturen gebruikt bij de indeling van de evangelieteksten en drie kleine miniaturen bij de gebeden tot Maria.
Voorbeelden van kleine miniaturen

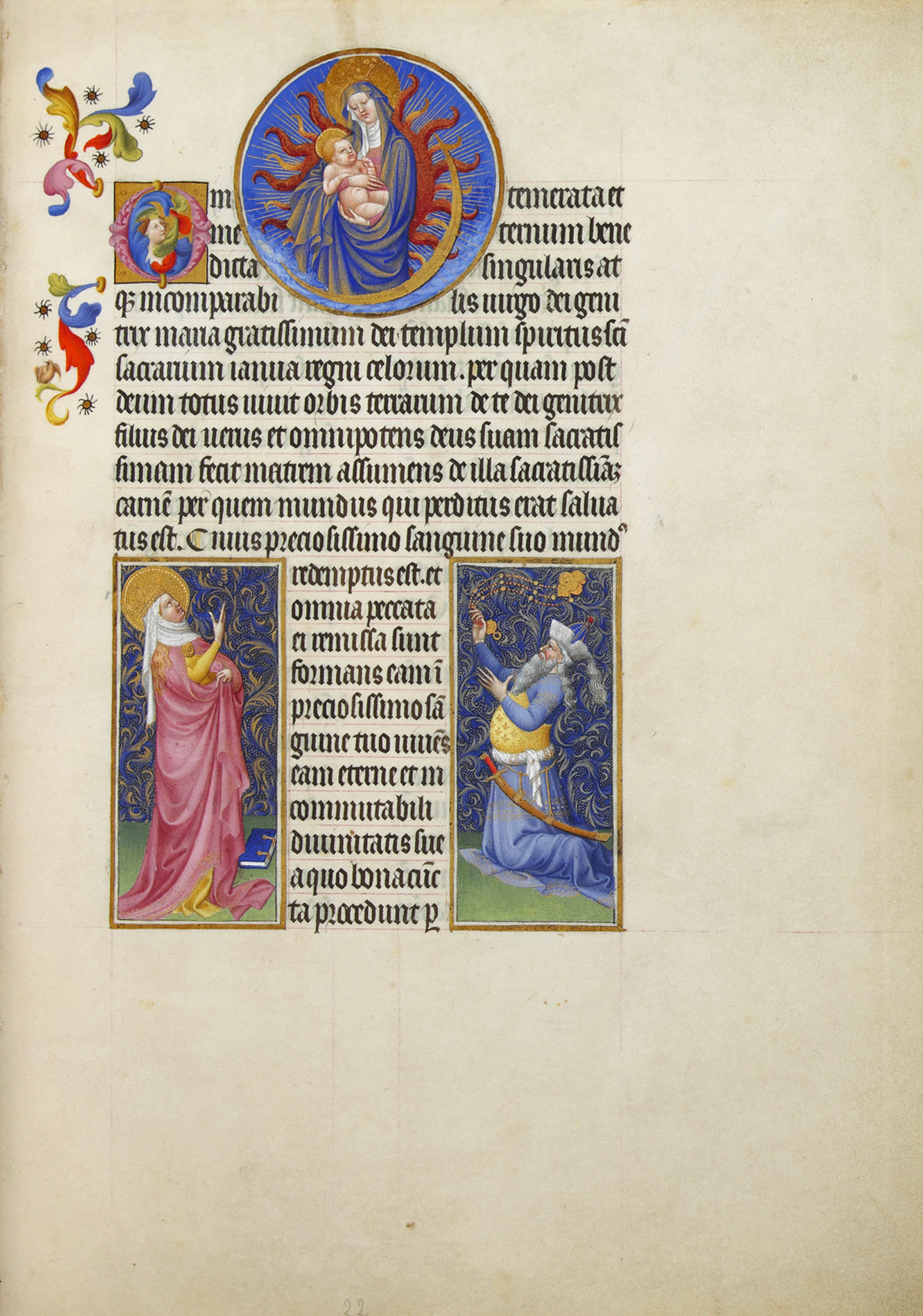
f22r – O intemerata
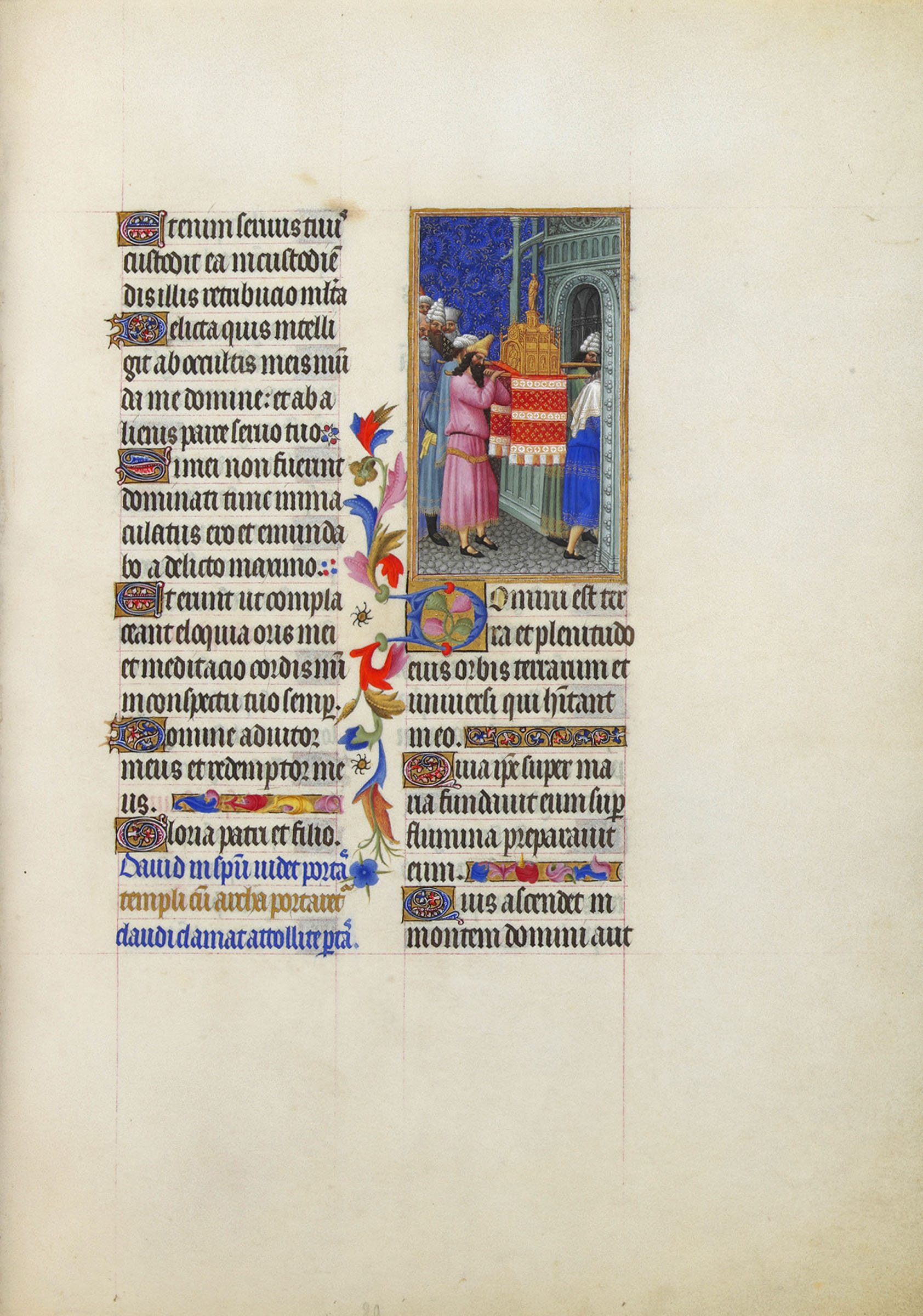
f29r – Ark van het Verbond
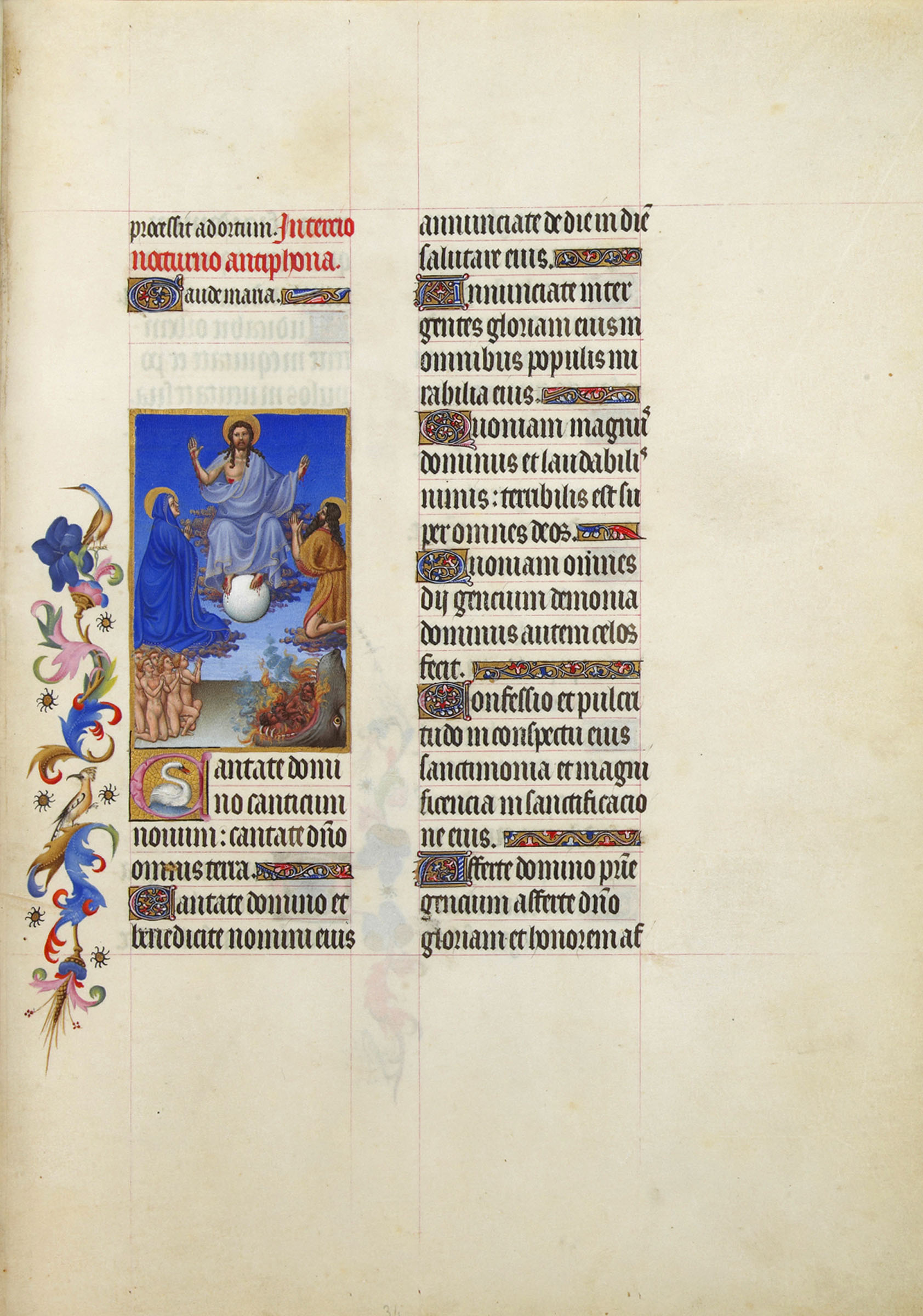
f34r – Laatste oordeel
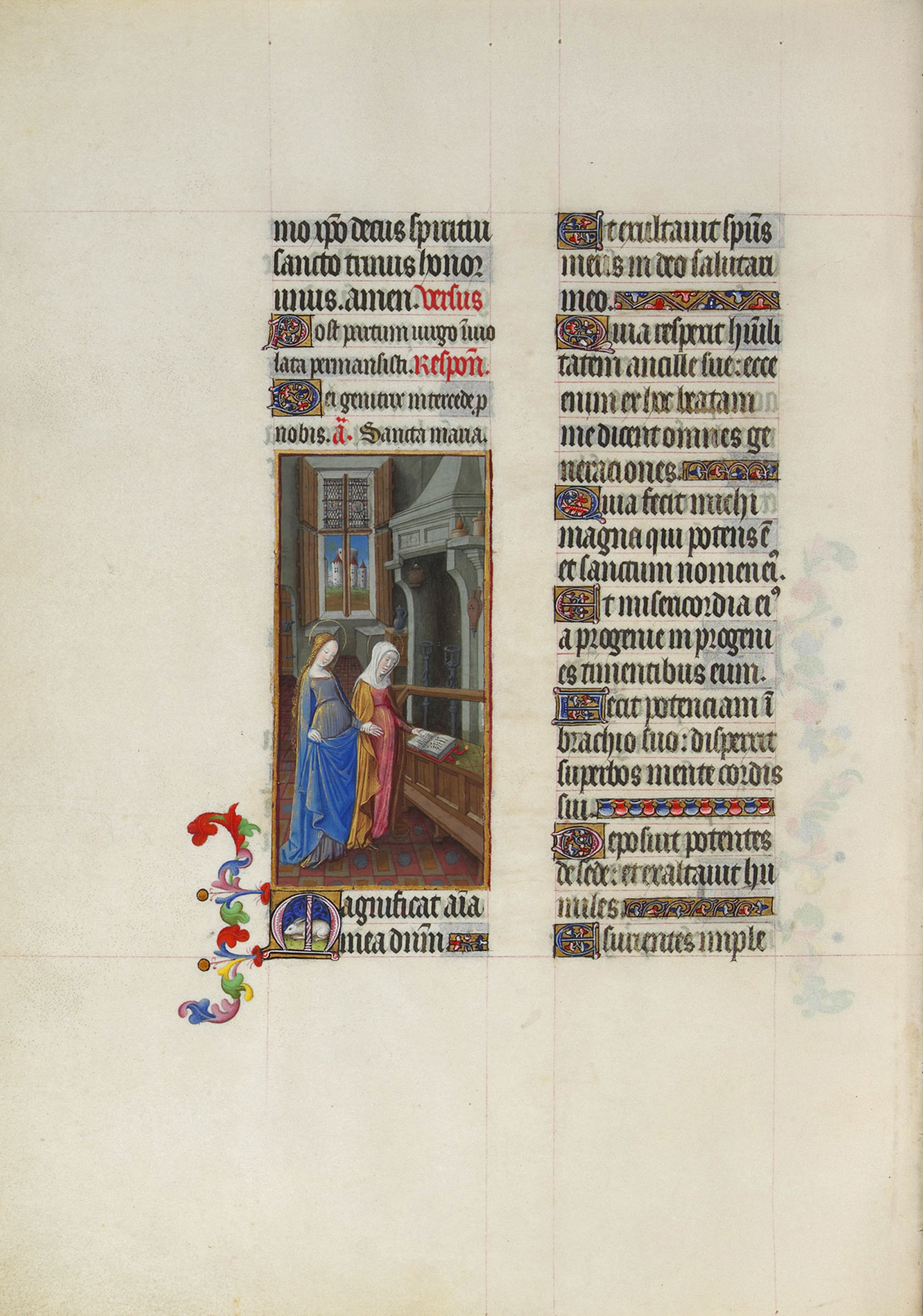
f59v – Visitatie

#### Initialen
De versierde initialen die in het manuscript gebruikt werden zijn één, twee of drie lijnen hoog.
De versierde initialen van één lijn hoog zijn geschilderd op een gouden achtergrond in het wit, blauw en roze met hier en daar een toets rood. Ze worden gebruikt om de versalen (eerste letter van een vers) in de tekst te beklemtonen. In teksten die niet in verzen geschreven zijn zoals de evangelies worden ze dus niet gebruikt. Zo kan men zien dat van folium 174 verso tot folium 181 recto geen enkele initiaal in de tekst voorkomt. Dit is natuurlijk het uitzonderlijk lange evangelie van palmzondag waarin het passieverhaal is beschreven.
Voor het indelen van de tekst wordt in dit handschrift gebruikgemaakt van initialen van meestal twee, soms drie lijnen hoog. Alle initialen van twee of drie lijnen hoog zijn versierd, ze bevatten dus een klein schilderijtje. Heel dikwijls is dit een gezicht of een dier, in andere gevallen zijn het bladeren, florale motieven of vruchten. Populaire dieren zijn de zwanen en de beren, de symbolen van Jean de Berry, maar daarnaast vindt men ook vlinders, slakken, honden, konijnen, draakjes en hier en daar grotesken. Als we de versalen niet mee rekenen bevat het manuscript 476 initialen, waarvan 401 van 2 lijnen hoog en 75 van drie lijnen. De initialen van drie lijnen hoog met zoömorfe of menselijke figuren worden meestal gebruikt bij het begin van een gebedsstonde. De andere initialen van drie lijnen hoog zijn allemaal initialen van de letter “i” waarvoor bijna altijd drie lijnen gebruikt worden.

#### Margeversiering
De aanpak van de margeversiering was een totale stijlbreuk met wat voorafging, ook voor de gebroeders van Limburg zelf. Van een volledig uitgewerkte marge met klimopblaadjes en Drôleries stappen ze over naar een zeer sobere versiering met enkele gekleurde acanthusbladeren en een paar bloemen en hier en daar een vogel tussen de planten. De planten ontspruiten altijd uit de versierde initiaal of uit de hoekpunten van de miniatuur. Bladzijden die geen versierde initialen of miniaturen hebben, tonen ook steeds een volledige blanco marge. Figuren in de marge worden zeer spaarzaam gebruikt, men vindt ze bijna uitsluitend terug op de volbladminiaturen van type 1 hoewel een zeldzame vogel soms verdwaald is naar een pagina met een kleine miniatuur.
Hier en daar grijpt men terug naar de oude stijl zoals op folium 86 verso waar in vignetten in de marge omheen de grote miniatuur de legende van Diocres en stichting van de Kartuizers door Bruno van Keulen wordt verteld.
Voorbeelden van margeversiering en diverse initialen

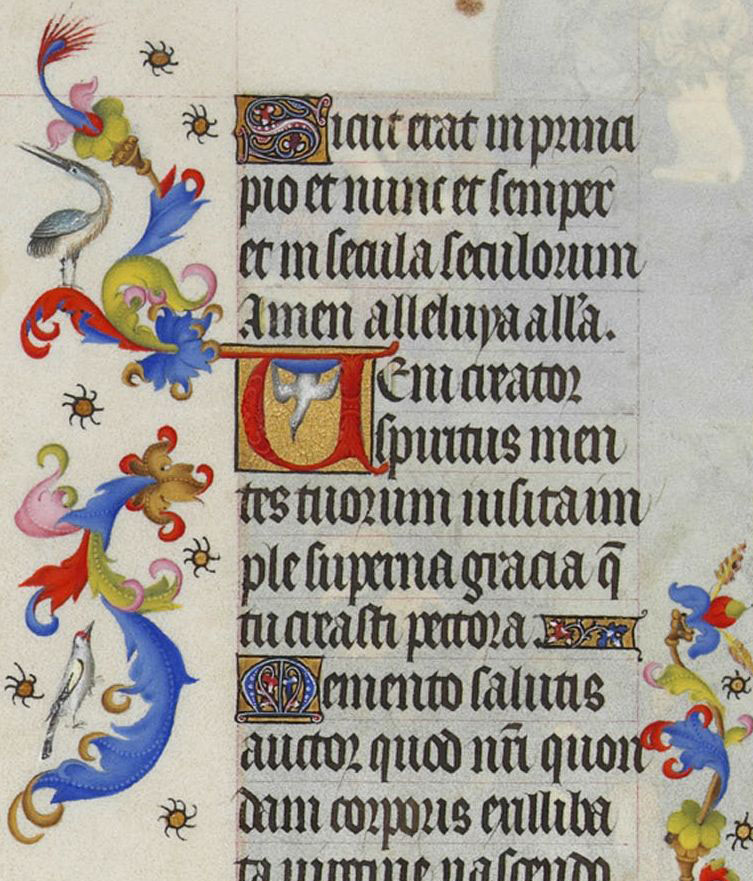
Versierde initiaal met de H. Geest, margeversiering, versalen en lijnvullers
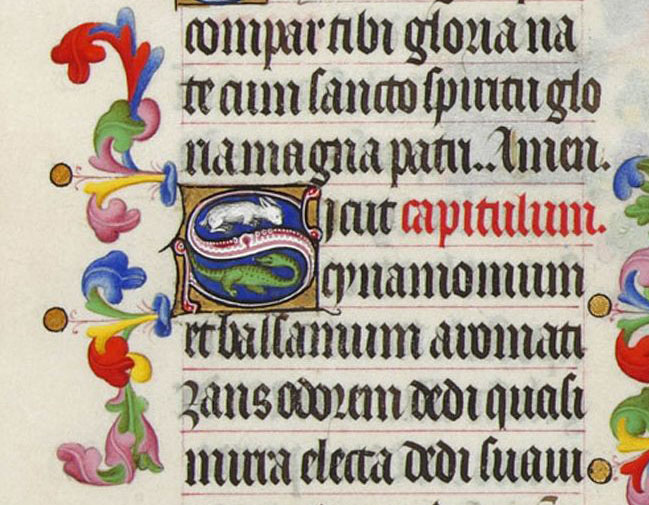
Versierde initiaal met dieren en margeversiering
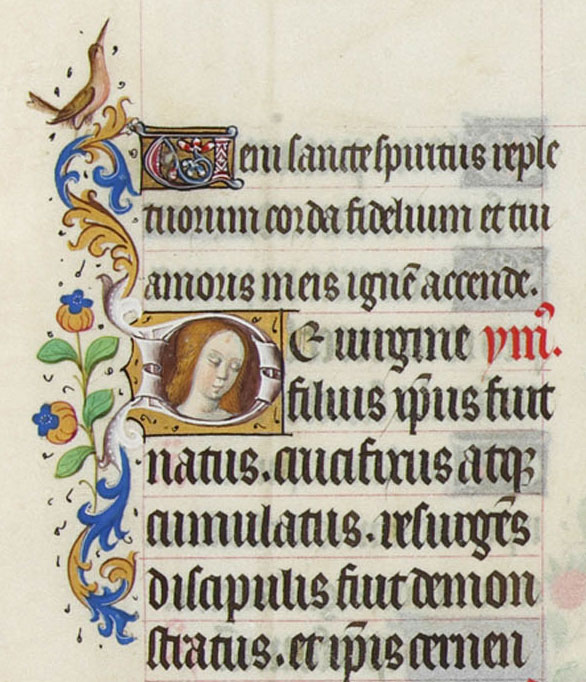
Versierde initiaal, versaal, margeversiering
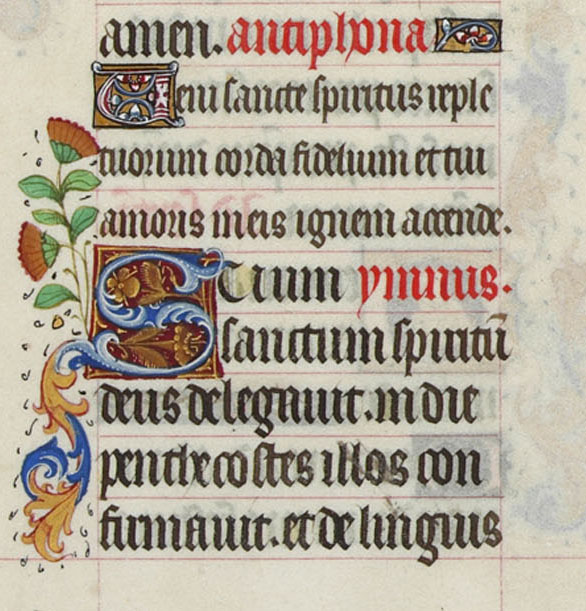
Versierde initiaal, bladversiering met acanthus en bloemen
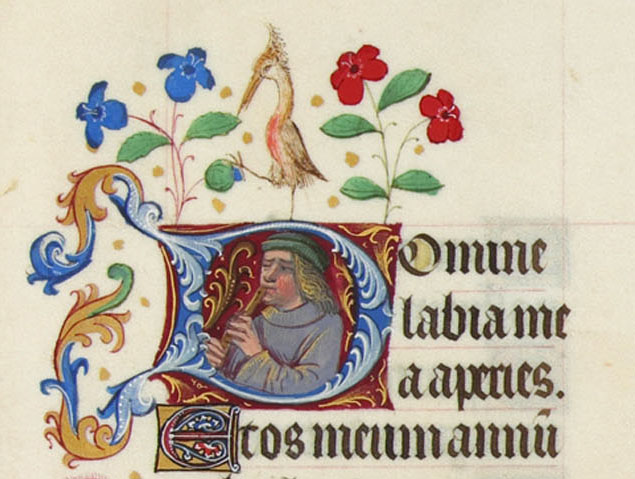
Versierde initiaal van drie lijnen hoog
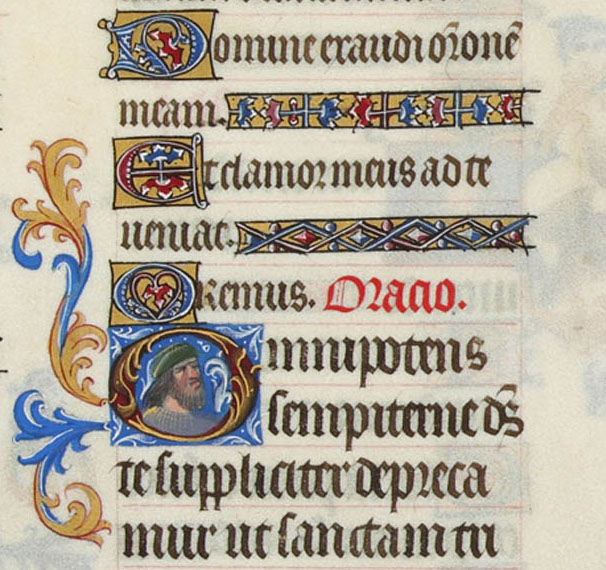
Lijnvullers, versaal, initiaal en margeversiering

#### Kunstenaars
De verschillen in stijl van de randversiering en de versierde initialen zijn zeer goed merkbaar als men door het handschrift bladert. Patricia Stirnemann herkende in een recente studie acht verschillende kunstenaars die aan de randversiering en de versierde initialen van het handschrift hebben meegewerkt naast negen andere artiesten die verantwoordelijk zouden zijn voor de versalen en de lijnvullers. Als men daar nog de vijf kopiisten en de vijf miniaturisten bijtelt komt men op een totaal van 27 kunstenaars.
Hieruit blijkt, dat in tegenstelling tot wat dikwijls geponeerd wordt, dit handschrift niet het resultaat is van een weloverwogen en geplande campagne onder de leiding van één belangrijke persoon, zij het de kunstenaar of de opdrachtgever. Het werk is veeleer het resultaat van verscheidene wijzigingen in de doelstelling en uitvoering van het werk met talrijke onderbrekingen, herzieningen en aanpassingen van wat al gemaakt was.

### Verluchtingsprogramma

#### De evangelies

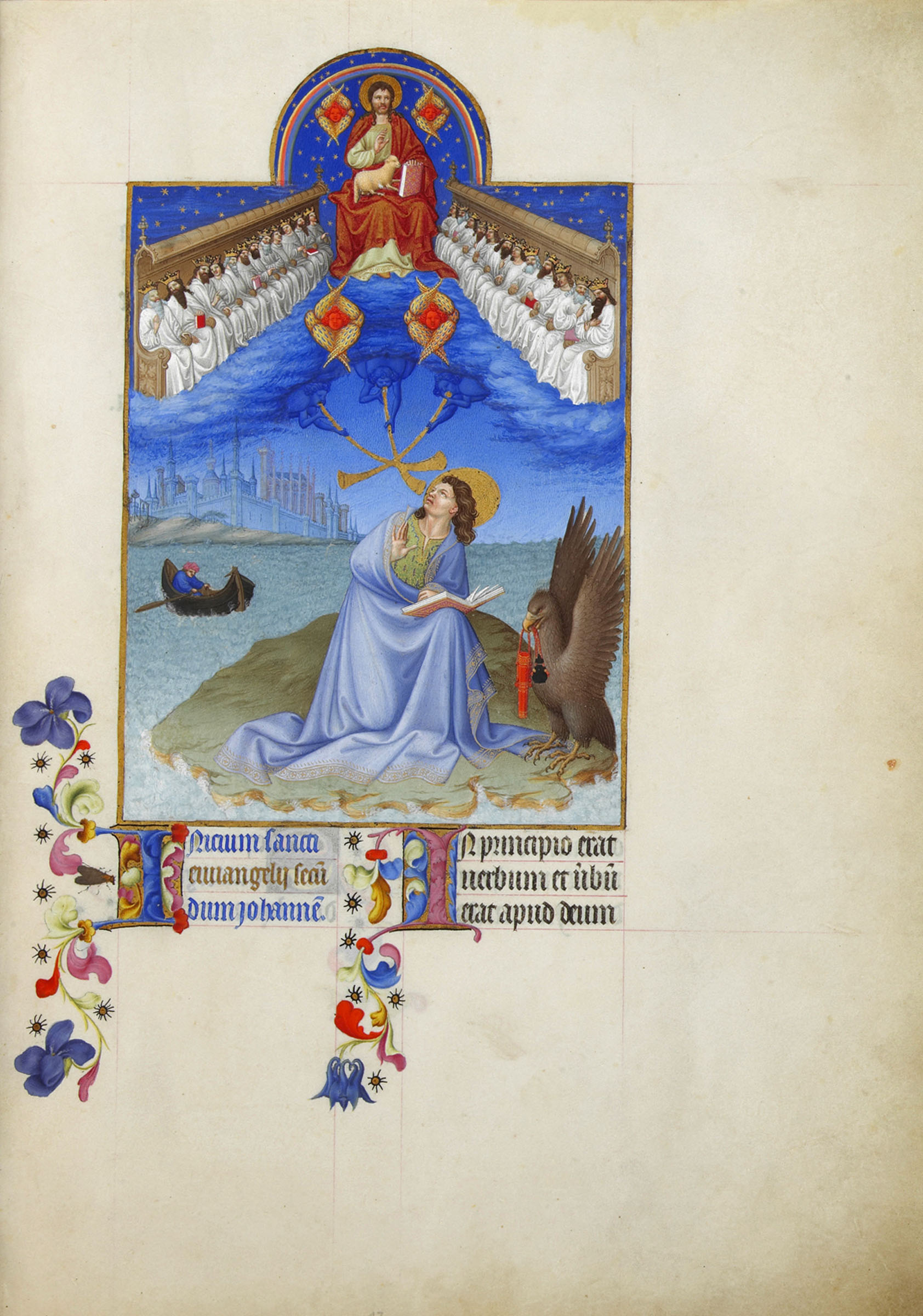
f17r, Johannes op het eiland Patmos

| Sectie | Folium | Omschrijving | Artiest |
| ------ | ------ | --- | ------- |
| vb     | f17r   | Evangelie volgens Johannes, Johannes op Patmos | GvL     |
| km     | f18r   | Evangelie volgens Lucas, Lucas aan het schrijven. Boven de miniatuur staat het symbool van de evangelist, maar de engel is foutief het zou de os moeten zijn | GvL     |
| km     | f18v   | Evangelie volgens Mattheus, Mattheus schrijft zijn evangelie. Zoals bij Lucas is het symbool foutief.                                                        | GvL     |
| vb     | 19v    | Evangelie volgens Marcus, De marteldood van Marcus | GvL     |

#### Gebeden tot de Heilige Maagd
Het "O intemerata" het eerste van de twee gebeden in de "Très Riches Heures" wordt verlucht met twee kleine miniaturen onderaan op de bladzijde en bovenaan in het midden van de kolommen een medaillon met de maagd Maria met het Christuskind. In de onderste miniaturen zien we rechts keizer Augustus en links de Tiburtijnse Sibylle die aan keizer Augustus de geboorte van Christus voorspeld.

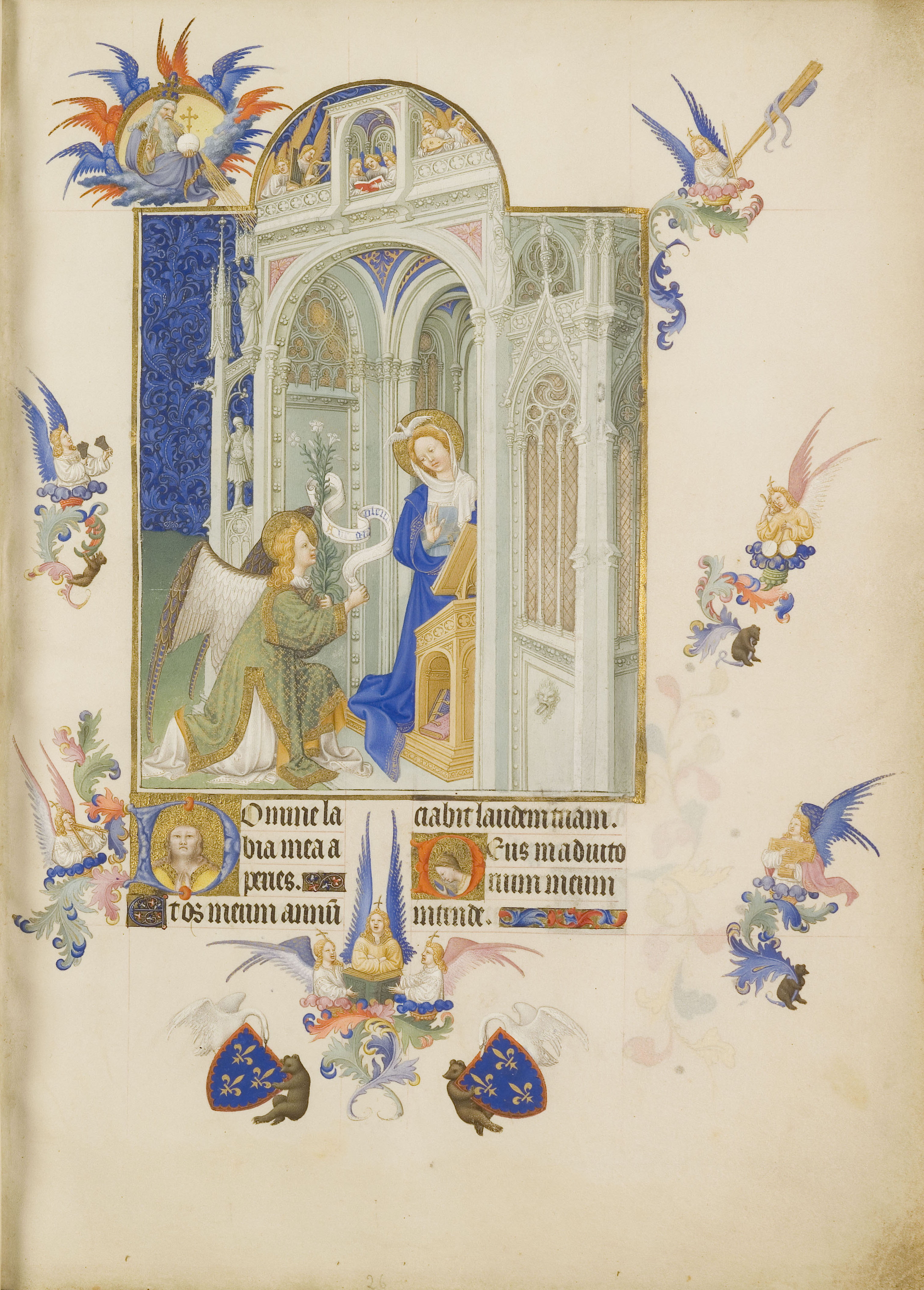
f26r, Mariagetijden, annunciatie.

#### Mariagetijden
Verluchtingscyclus
In de standaard verluchtingscyclus voor de Mariagetijden worden de specifieke gebedsstonden meestal ingeleid met een miniatuur. Het gebruikelijke (Franse) verluchtingsprogramma is:
- Metten: De annunciatie
- Lauden: De visitatie
- Priem: De geboorte van Christus
- Terts: De aankondiging aan de herders
- Sext: De aanbidding der wijzen
- None: De opdracht in de tempel
- Vespers: De vlucht naar Egypte
- Completen: De kroning van Maria

Deze cyclus noemt men de ‘gebruikelijke Franse versie’, volgens de Vlaamse traditie werden de vespers meestal aangekondigd met de ‘Moord op de onnozele kinderen’ en de completen met de ‘Vlucht naar Egypte’. De Très Riches Heures volgt deze Franse cyclus alleen werd een extra miniatuur toegevoegd voor die van de ‘aanbidding der wijzen’ namelijk de miniatuur met de ‘ontmoeting der wijzen’ (f51v). De folia 51v, 52r en 54r worden gerekend tot de acht ‘bijzondere’ miniaturen hoewel ze hier perfect in het verluchtingsprogramma passen. De Mariagetijden worden ingeleid met een van de andere bijzondere miniaturen namelijk de prent met de tuin van Eden. Alle miniaturen in de Mariagetijden zouden van de hand van de gebroeders Van Lymborch zijn.
Hiërarchie
In de Mariagetijden zien we een mix van kleine miniaturen en initialen voor het indelen van de tekst. De gebedsstonden (metten, lauden etc.) worden aangekondigd met een bladgrote miniatuur en een versierde initiaal van drie lijnen hoog. De psalmen en hymnen worden gemerkt met een kleine miniatuur en een versierde initiaal van twee lijnen hoog en de lessen of lezingen met een versierde initiaal van twee lijnen hoog. De andere korte gebeden worden niet speciaal gemerkt maar alleen aangeduid met een rubriek. De slotgebeden in de laatste gebedsstonde (completen) worden ook met een versierde initiaal aangekondigd.
In de volgende tabellen beduidt
- 'type' het type van miniatuur: vb=volblad; km=kleine miniatuur
- 'folium' de nummer van het blad verso of recto
- 'artiest' de maker: Gvl=gebroeders Van Lymborch: JC=Jean Colombe

| Sectie    | Type | Folium | Omschrijving | Artiest |
| --------- | ---- | ------ | --- | ------- |
| Metten    | vb   | f26r   | De annunciatie | GvL     |
| Metten    | km   | f26v   | David voorziet de komst van Christus; psalm 94 (Venite exultemus) | GvL     |
| Metten    | km   | f 27v  | David toont Christus ‘verheven boven alle volkeren’ aan een groep zwarten; psalm 8 (Domine dominus noster). De miniatuur sluit aan bij de tekst van de psalm: Heer onze Heer hoe wonderlijk is uw naam boven heel het aardrijk. | GvL     |
| Metten    | km   | f 28r  | David voorziet de prediking van de apostelen voor alle volkeren; psalm 18 (Celi enarrant). Het onderwerp van de miniatuur sluit aan bij vers 4.                                                                                 | GvL     |
| Metten    | km   | f 29r  | De Ark van het Verbond verbond wordt in de tempel binnengedragen; psalm 23 (Domini est terra). Onderwerp gerelateerd met vers 7.                                                                                                | GvL     |
| Metten    | km   | f 31r  | Het mystieke huwelijk tussen Christus en de kerk; psalm 44 (Eructavit cor meum) | GvL     |
| Metten    | km   | f 32r  | De zonen van Korach danken God voor hun redding; psalm 45 (Deus noster refugium). |         |
| Metten    | km   | f 32v  | David toont de militante triomferende kerk; psalm 86 (Fundamenta eius). | GvL     |
| Metten    | km   | f 34r  | Laatste oordeel; Psalm 95 (Cantate Domino canticum novum). De illustratie hoort bij vers 10: Hij zal de volkeren oordelen in gerechtigheid.                                                                                     | GvL     |
| Metten    | km   | f 34v  | Opstanding van de doden met Christus die zijn wonden toont; psalm 42 (Dominus regnavit) | GvL     |
| Metten    | km   | f 35v  | David kijkt toe bij de bouw van de tempel; psalm 97 (Cantate domino canticum novum). Er is geen tekstueel verband tussen de miniatuur en de psalm.                                                                              | GvL     |
| Metten    | km   | f 37v  | Het doopsel van de heilige Augustinus. Deze miniatuur hoort bij de tekst van het Te Deum dat volgens de legende door Augustinus en Ambrosius van Milaan als beurtzang zou gezongen zijn bij het doopsel van Augustinus.         | GvL     |
| Lauden    | vb   | f26r   | De visitatie | GvL     |
| Lauden    | km   | f 39r  | God regeert over de wereld en zegent koningen en priesters, geknield voor zijn troon; psalm 98 | GvL     |
| Lauden    | km   | f 39v  | David in gebed voor een altaar met daarop de stenen tafelen van de wet; Psalm 45 (Iubilate deo omnis terra) | GvL     |
| Lauden    | km   | f 39r  | David heeft een visioen van de verrijzenis van Christus; psalm 42 (Deus Deus meus) | GvL     |
| Lauden    | km   | f 40v  | De drie vrienden van Daniël in de vurige oven. (Daniël 3:8-28). | GvL     |
| Lauden    | km   | f 41v  | God in de hemel boven de aarde en de zeeën als illustratie van psalm 148 | GvL     |
| Lauden    | km   | f 43v  | De aartsengel Gabriël verschijnt aan Zacharias om hem de geboorte van een zoon aan te kondigen. De illustratie hoort bij de Lofzang van Zacharias.                                                                              | GvL     |
| Priem     | vb   | f38v   | De geboorte van Christus | GvL     |
| Priem     | km   | f 45r  | David spelend op een harp in een kerkgebouw als illustratie bij Psalm 1 (Beatus vir) | GvL     |
| Priem     | km   | f 45v  | David met zijn verslagen vijanden als illustratie bij Psalm 2 (Quare fremuerunt) | GvL     |
| Priem     | km   | f 46v  | David bidt tot God in de tempel als illustratie bij Psalm 5:7 (Verba mea auribus) | GvL     |
| Terts     | vb   | f48r   | De aankondiging aan de herders | GvL     |
| Terts     | km   | f 48v  | David in gebed tot God voor een burcht; de relatie met psalm 119 (Ad Dominum cum tribularer) is onduidelijk | GvL     |
| Terts     | km   | f 49r  | David bevrijdt gevangenen; ook hier geen tekstuele relatie met psalm 120 (Levavi oculos meos) | GvL     |
| Terts     | km   | f 49v  | David biddend tot God bij de opbouw van Jeruzalem bij psalm 121 (Letatus sum) | GvL     |
| Sext      | vb   | f51v   | De ontmoeting der wijzen | GvL     |
| Sext      | vb   | f52r   | De aanbidding der wijzen | GvL     |
| Sext      | km   | f 52v  | David biddend tot God met achter hem een gevangenis. Psalm 122 (Ad te levavi); de afbeelding heeft geen tekstuele relatie met de psalmtekst                                                                                     | GvL     |
| Sext      | km   | f 53r  | David en enkele andere personen biddend in een kerkgebouw; psalm 123 (Nisi quia Dominus) | GvL     |
| Sext      | km   | f 53v  | David in gebed voor een lezenaar met een boek; psalm 124 (Qui confidunt) | GvL     |
| None      | vb   | f54v   | De opdracht in de tempel | GvL     |
| None      | km   | f 55r  | David en enkele andere personen die uit een gebouw komen bidden tot God; psalm 125 (In convertendo: Toen de Heer de gevangenschap van Sion keerde)                                                                              | GvL     |
| None      | km   | f 55v  | David kijkt met enkele andere toe op de bouw van een kerk; psalm 126. | GvL     |
| None      | km   | f 56r  | David op een troon gezeten in een zaal spreekt mensen rondom hem verzameld toe; anderen zien dit als een patriarch die zijn familie rondom hem verzameld, wat overeenkomt met psalm 127 (Beati omnes qui timent).               | GvL     |
| Vespers   | km   | f57r   | De vlucht naar Egypte | GvL     |
| Vespers   | km   | f 59v  | De visitatie gesitueerd in een huiskamer. Grappig is de met een konijntje versierde initiaal bij de miniatuur met twee zwangere vrouwen. De miniatuur staat bij de lofzang van Onze Lieve Vrouw, het Magnificat.                | GvL     |
| Completen | vb   | f60v   | De kroning van Maria | GvL     |
| Completen | km   | f 61r  | David en het volk van Israël bedreigd door vijanden; psalm 12 (Usquequo Domine) | GvL     |
| Completen | km   | f 61v  | David in gebed voor een altaar met rechts een burcht met mensen opgesloten achter de getraliede vensters; psalm 42 (Iudica me Deus.)                                                                                            | GvL     |
| Completen | km   | f 62r  | David biddend in het portaal van een kapel met achter hem zijn vijanden; psalm 28 (Sepe expugnauerunt.) | GvL     |
| Completen | km   | f 62v  | David geknield biddend voor een kapel; psalm 10 (Domine non est exaltatum) | GvL     |
| Completen | km   | f 63r  | De presentatie in de tempel wordt gebruikt als illustratie bij de Simeonszang | GvL     |

#### Boetepsalmen
De boetepsalmen worden ingeleid met een volbladminiatuur en verder hebben ze voor elk van de zeven psalmen een kleine miniatuur. De litanie die erop volgt wordt ingeleid met een bijzondere dubbelminiatuur op twee tegenover elkaar liggende bladzijden. Wat de hiërarchie betreft komen in de boetepsalmen behalve in het eerste vers van de psalm geen versierde initialen voor.
| Type | Folium    | Omschrijving | Artiest |
| ---- | --------- | --- | ------- |
| vb   | f64v      | De val van de engelen | GvL     |
| km   | f65r      | David zit geknield voor zijn troon en heeft zijn kroon afgelegd, een aantal mensen kijken toe. Psalm 6 (Domine ne in furore). | GvL     |
| km   | f65v      | David wordt door de profeet Nathan berispt; psalm 31 (Beati quorum remisse). | GvL     |
| km   | f66v      | Davids vijanden die tegen hem optrekken en gelegerd zijn voor Jeruzalem. Psalm 37 (Domine ne in furore). | GvL     |
| km   | f67v      | David stuurt Uria, de man van Batseba, terug naar het front met een brief voor diens bevelvoerder, waarin hij opdracht geeft om Uria in de voorste gelederen te laten strijden zodat hij vrijwel zeker zou sneuvelen. Psalm 50 (Miserere mei Deus). | GvL     |
| km   | f68v      | Een leger valt een stad aan. Psalm 51 (Domine exaudi orationem). | GvL     |
| km   | f70r      | David smeekt God om vergeving; psalm 129 (De Profundis). | GvL     |
| km   | f70v      | David in gebed voor een altaar met wapenlui op de achtergrond. Psalm 142 (Domine exaudi) | GvL     |
| vb   | f71v-f72r | Litanie: Processie van Gregorius de Grote tegen de pest in Rome | GvL     |

#### De korte kruisgetijden en getijden van de H. Geest
In de "Korte Kruisgetijden" en de "Getijden van de Heilige Geest" worden geen kleine miniaturen gebruikt. Voor de indeling van de tekst heeft men uitsluitend gebruikgemaakt van versierde initialen van 2 lijnen hoog. De getijden zelf worden aangekondigd met een volbladminniatuur.
| Sectie              | Folium | Omschrijving | Artiest |
| ------------------- | ------ | --- | ------- |
| Korte kruisgetijden | f75r   | Man van Smarten met links hertog Karel I van Savoye en rechts zijn vrouw Blanche de Montferrat. Op de achtergrond het kasteel Ripaille aan het Lac Leman bij Thonon en daarachter Genève. In de bas de page twee cherubs met de wapenschilden van Blanche van Montferrat links en van het huis van Savoye rechts. | JC      |
| H. Geest getijden   | f79r   | Pinkstervoorstelling | JC      |

#### Het dodenofficie
Inleiding
Het dodenofficie ook de dodenvigilie of de vigilie van negen lezingen genoemd bestaat uit gebeden voor de afgestorvenen in de vorm van Metten en Lauden, maar het werd ook gebeden om voor zichzelf een goede dood af te smeken.
De dodenvigilie werd van het brevier overgenomen naar het getijdenboek. Oorspronkelijk was de dodenvigilie bedoeld als uitvaartdienst voor een medebroeder in het klooster. De tekst werd door de geestelijken rond de baar van de overledene gereciteerd. Hij bestond uit vespers, metten en lauden en werd dan normalerwijze gevolgd door een requiemmis en de bijzetting op het kerkhof.
In het getijdenboek werd de tekst naast de dodenwake gebruikt om door het bidden van het dodenofficie de tijd te bekorten die de afgestorven geliefden in het vagevuur moesten doorbrengen. In het getijdenboek werden slechts de metten en de lauden bewaard. Het was gewoonte om het dodenofficie te lezen op de derde, de zevende en de dertigste dag na het overlijden en bij de jaargedachtenissen.
Hiërarchie
De metten van het dodenofficie zijn samengesteld uit een inleiding met een aantal psalmen, gevolgd door drie ‘nocturnes’ die op hun beurt twee psalmen en telkens drie lezingen uit het boek Job bevatten. De lauden bestaan uit een aantal psalmen gevolgd door een aantal collectae (slotgebeden). In de Très Riches Heures zijn het begin van de metten, het begin van de lauden en het begin van de nocturnes gemerkt met een volbladminiatuur. Enkele van de tussenliggende psalmen krijgen een kleine miniatuur als inleiding maar het overgrote deel ervan wordt aangeduid met een versierde initiaal.
| Sectie            | Type | Folium | Omschrijving | Artiest |
| ----------------- | ---- | ------ | --- | ------- |
| Metten            | vb   | f82r   | Job op de mestvaalt voor de ruïne van zijn huis, links de mooie burcht van de ‘rijken’. In de bas de page een teraardebestelling en een begrafenisstoet | JC      |
| id.               | km   | f84r   | Een priester geeft een gelovige de absolutie; psalm 137 (Confitebor) | JC      |
| id.               | km   | f85r   | David in gebed voor een altaar; psalm 145(Lauda anima mea) | JC      |
| * eerste nocturne | vb   | f86v   | De begrafenis van Raymond Diocres met in de bas de page een voorstelling van ‘de drie doden en de drie levenden’. De legende vertelt dat Diocres, kanunnik en professor aan de Sorbonne en bekend als een rechtschapen en devoot man, tijdens het lezen van het dodenofficie plots recht veerde en uitschreeuwde dat hij door God was geoordeeld en verdoemd. Daarna viel hij terug neer en bleek inderdaad goed en wel dood. Sommige verhalen vertellen dat dit tot driemaal toe gebeurde. | JC      |
| id.               | km   | f88r   | David bidt tot God in een landschap met een leeuw erin; psalm 7 (Domine Deus meus). De afbeelding is geïnspireerd op vers 2. | JC      |
| * tweede nocturne | vb   | f90v   | De vierde ruiter van de Apocalyps. De ruiter is vergezeld van een leger van doden | JC      |
| id.               | km   | f91v   | In overeenstemming met vers 1 van psalm 24 (Ad te domine levavi) zien we een geknielde monnik in een kerk die zijn ziel offert aan God. | JC      |
| id.               | km   | f92v   | David biddend in een landschap; psalm 26 (Dominus illuminatio mea) | JC      |
| * derde nocturne  | vb   | f95r   | Illustratie bij psalm 29 (Exaltabo te Domine), een gevecht tussen twee legers | JC      |
| id.               | km   | f96r   | David bedankt God voor zijn redding uit de hel;psalm 39 (Expectans expectavi) vers 2 | JC      |
| id.               | km   | f97v   | De miniatuur toont David in gebed voor een rivier waaruit een hert aan het drinken is. Psalm 41 (Quemadmodum desiderat) vers 1 ‘Zoals een hert dorst naar levend water’ | JC      |
| Lauden            | vb   | f100v  | David bidt tot god om vergeving van zijn zonde in verband met Batseba en de moord op haar man Uria. In de bas de page zien we de slag waarbij Uria geveld werd | JC      |
| id.               | km   | f101v  | David in gebed; psalm 64 (Te decet hymnus) | JC      |
| id.               | km   | f103v  | De miniatuur toont Hizkia bij de poorten van de hel ter illustratie van het kantiek van Hizkia. | JC      |
| Buiten categorie  | vb   | f108r  | Bijzondere miniatuur van de hel | GvL     |

#### Getijden voor de weekdagen
Deze getijden zijn, op dat van de maandag na, van het korte type. Ze bevatten uitsluitende een hymne, een beurtzang (vers en respons) en een slotgebed. Het officie van de doden, het maandaggetijde, heeft de normale structuur van een dodenofficie zoals hoger beschreven.
In de Getijden voor de weekdagen worden geen kleine miniaturen gebruikt. Het getijde van elke dag begint met een volbladminiatuur en voor de indeling van de tekst heeft men uitsluitend gebruikgemaakt van versierde initialen van 2 lijnen hoog. Het begin van elk weekdaggetijde wordt aangeduid met een gehistorieerde of versierde initiaal van drie lijnen hoog.

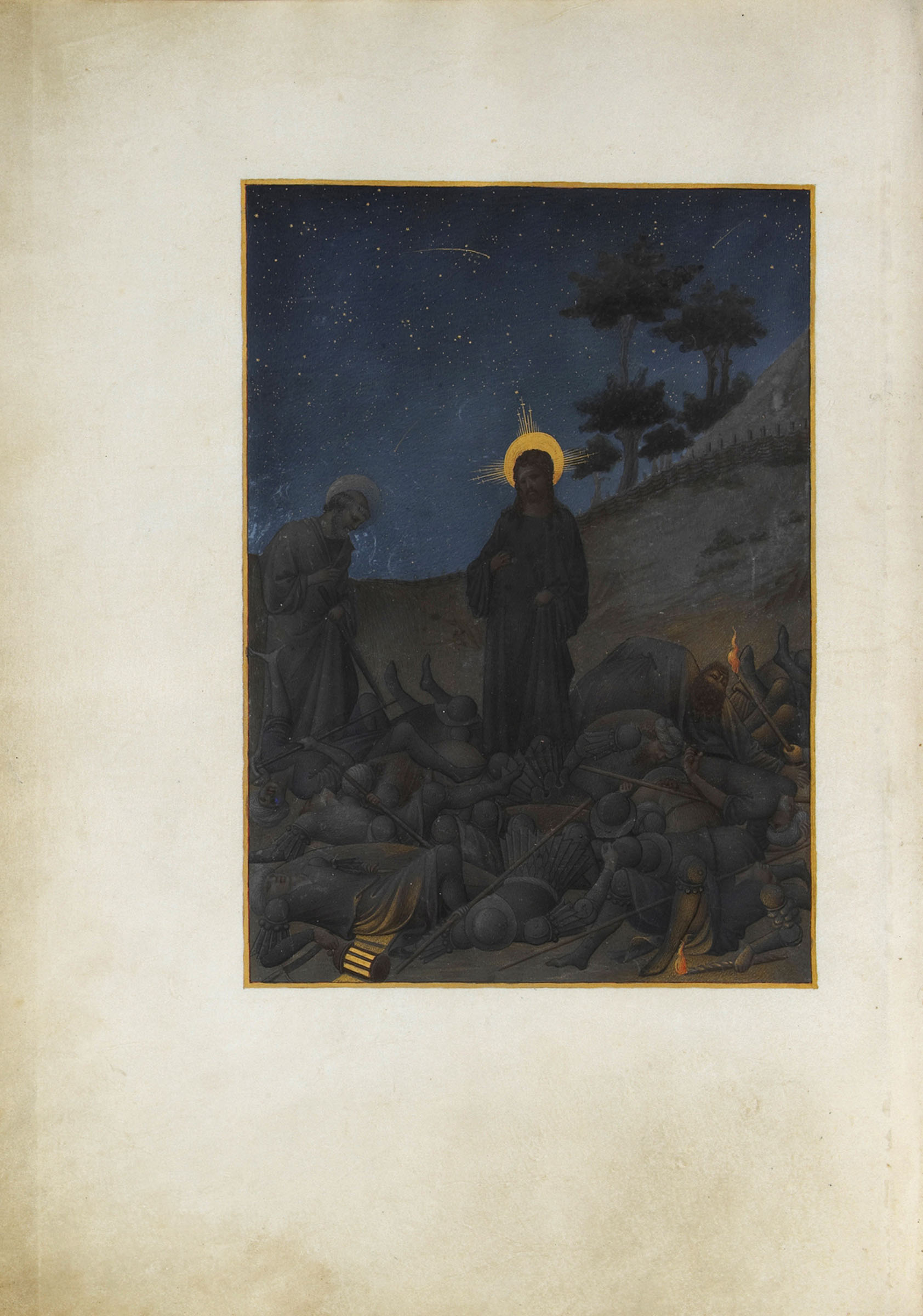
f142v, Passiegetijden, Christus in Gethsemane, Ego sum.

| Dag       | Folium | Omschrijving | Artiest |
| --------- | ------ | --- | ------- |
| Zondag    | 109v   | Officie van de heilige Drievuldigheid: Het doopsel van Jezus in de Jordaan | JC      |
| Maandag   | 113v   | Officie van de doden: Voorstelling van het vagevuur, met zielen die door de engelen meegenomen worden naar de hemel | JC      |
| Dinsdag   | 122v   | Officie van de Heilige Geest: De apostelen worden uitgezonden om de blijde boodschap te verkondigen. | JC      |
| Woensdag  | 126r   | Officie van alle heiligen:Jezus en Maria op een troon gezeten in de hemel en omringd door engelen en heiligen. In de bas de page ziet men musicerende engelen. | JC      |
| Donderdag | 129v   | Officie van het heilig sacrament: Kerkinterieur met gelovigen die het heilig sacrament komen aanbidden. In de bas de page zien we het wonder van de ezel die, hoewel uitgehongerd, het sacrament aanbidt in plaats van zich op het aangeboden voedsel te storten.                                                              | JC      |
| Vrijdag   | 133v   | Officie van het Heilig Kruis: Afbeelding van de kruisvinding door keizerinmoeder Helena, in de afbeelding zien we hoe een dode verrijst als hij op het ware kruis wordt gelegd. Op de banderol zien we de tekst uit psalm 50 vers 15 waarmee elk getijde begint: Domine, labia mea aperies et os meum annunciabit laudem tuam. | JC      |
| Zaterdag  | 137r   | Officie van de Heilige Maagd: een voorstelling van de opdracht van Maria in de tempel, Maria wordt als kind naar de tempel gebracht waar ze zal opgevoed worden. De tempel is een afbeelding van de kathedraal van Bourges. | JC      |

#### Passiegetijden
Verluchtingscyclus
Ook voor de passiegetijden is er een gebruikelijke cyclus namelijk:
- Metten: De gevangenneming van Christus
- Lauden: Christus voor Pilatus
- Priem: De geseling van Christus
- Terts: De doornenkroning
- Sext: De kruisdraging
- None: Jezus sterft aan het kruis
- Vesper: Kruisafname of bewening
- Completen: De graflegging

De passiegetijden zijn onvolledig in het handschrift, de metten en de lauden ontbreken maar blijkbaar zijn de miniaturen bewaard gebleven. Ook de tekst van de vespers van de passiegetijden ontbreekt en er is er maar één tekstbladzijde bewaard gebleven van de completen. In de Très Riches Heures vinden we dus het volgende verluchtingsprogramma:
- Metten:Christus in Getsemane, het zogenoemde Ego sum tafereel. – f142v – GvL
- Lauden: Chistus wordt naar het praetorium geleid. – f143r – GvL
- Priem: Christus wordt gegeseld. – f144r – GvL
- Terts: Christus verlaat het praetorium. – f146v – GvL
- Terts: De kruisdraging, Christus op weg naar Kalvarie. – f147r – GvL
- Sext: geen volbladminiatuur.
- None: De kruisiging van Christus. – f152v – JC
- None: Christus sterft aan het kruis. – f153r – GvL
- Vespers: Kruisafname. – f156v – GvL
- Completen: Graflegging. – 157r – JC

De Ego sum miniatuur die hierboven getoond wordt, is een zeer subtiel geschilderd nachtelijk tafereel. De enige verlichting komt van de halo van Christus, van een paar toortsen die nog flauwtjes branden en van de omgevallen lantaarn. Het tafereel toont de troep die naar de olijfhof kwam om Christus gevangen te nemen en ter aarde valt als hij zich kenbaar maakt. Dit tafereel wordt zelden gebruikt bij de passiegetijden, meestal toont men een tafereel met de judaskus en Petrus die het oor van Malchus afslaat. De sext heeft alleen een kleine miniatuur ter illustratie van psalm 21, f149v eindigt met de rubriek ‘ad sextam’ en f150r begint met de tekst ‘Deus in adiutorium meum ...’. De volbladminiatuur van de kruisdraging die normaal bij de sext zou horen, is als een diptiek gekoppeld aan de eerste miniatuur van de terts, ze horen trouwens qua stijl en opbouw duidelijk bij elkaar. Voor de overige uren hebben de Limburgs blijkbaar het standaardprogramma gevolgd.
Hiërarchie
In de passiegetijden, die incompleet zijn, is de structuur minder duidelijk. Psalmen worden aangekondigd met zowel een miniatuur als met versierde initialen. Ook hymnen, kantieken en slotgebeden worden met versierde initialen aangekondigd.
| Sectie    | Type | Folium | Omschrijving | Artiest |
| --------- | ---- | ------ | --- | ------- |
| Terts     | km   | 147v   | Judas verhangt zich; Psalm 108 (Deus laudem meam). De tekst van de psalm handelt over verraad en laster en sluit goed aan bij de daad van Judas.                                                                                      | JC      |
| Sext      | km   | 150r   | David bidt voor een kapel terwijl achter hem jonge mannen worden terechtgesteld. Psalm 21 vers 20 luidt ‘God verlos mijn ziel van het zwaard ...’. Verder werd deze psalm aanzien als een voorspelling van de kruisdood van Christus. | JC      |
| None      | km   | 153v   | Een leger dat optrekt tegen David als illustratie van vers 4 van psalm 68 (Salvum me fac Deus). Deze illustratie is vrij ongebruikelijk bij deze psalm, meestal wordt hierbij David getoond die door God gered wordt uit het water.   | JC      |
| Completen | km   | 157v   | David verbergt zich voor Saul, maar in deze miniatuur bij een kapel in plaats van in een grot, psalm 56 (Miserere mei Deus miserere).                                                                                                 | JC      |

#### Misvieringen
In de misvieringen worden vijf kleine miniaturen gebruikt om het begin van een misviering aan te wijzen terwijl twaalf overige missen worden aangekondigd met een volbladminiatuur en één met een gehistorieerde initiaal. De tekst van de mis begint steeds met een gehistorieerde initiaal van drie lijnen hoog. Versierde initialen van twee lijnen hoog worden gebruikt om onderdelen van de mis zoals het Gloria, de evangelielezing, het Credo etc. aan te merken.
| Misviering voor             | Type | Folium | Omschrijving | Artiest |
| --------------------------- | ---- | ------ | --- | ------- |
| Kerstmis                    | vb   | 158r   | De viering van het kerstofficie. In een kerkgebouw. Boven de glasramen zien we engel met het wapenschild van Savoye. Deze miniatuur is nog van het eerste volblad type, maar de marge is veel uitbundiger versierd dan dit bij de Van Lymborchs het geval was. | JC      |
| 1e zondag van de vasten     | vb   | 161v   | In de miniatuur zien we een tafereel dat de bekoring van Christus voorstelt. Hij werd door de duivel op een berg gebracht van waar hij de wereld kon overschouwen die van hem zou worden als hij de duivel aanbad. Het kasteel van Mehun-sur-Yèvre is afgebeeld op deze miniatuur | GvL     |
| 2e zondag van de vasten     | vb   | 164r   | Het verhaal van het mirakel van de genezing van de dochter van de Kanaänitische vrouw wordt afgebeeld op deze miniatuur ( Marcus 7:24-30 en Matt. 15:21-28). Het verhaal wordt verteld in meerdere delen. In de grote miniatuur zien we links Christus die de smeekbede van de vrouw negeert en zijn apostelen die zeggen ‘stuur ze weg Heer’, rechts zien we het zieke kind thuis in bed liggen. In de bas de page zien we Christus die uiteindelijk de vrouw aanhoort en zegt dat omwille van haar groot geloof haar dochter genezen is. | JC      |
| 3e zondag van de vasten     | vb   | 166r   | De afbeelding toont de uitdrijving van een boze geest bij een jongen (o.m. Marcus 9:14-29). We zien de vader die zijn zoon recht houdt en de duivel die wegvlucht. Het tafereel is gesitueerd in een opengewerkt gotisch tempeltje en de achtergrond is gevuld met gouden ranken. Dit hoort waarschijnlijk bij de oudste miniaturen van de Van Lymborchs in de Très Riches Heures. | GvL     |
| 4e zondag van de vasten     | vb   | 168v   | Hier zien we het verhaal van de vermenigvuldiging van de vissen en de broden afgebeeld (o.m. Marcus 6:30-44). Ook hier is de achtergrond is gevuld met gouden ranken | GvL     |
| 5e zondag van de vasten     | vb   | 171r   | De miniatuur toont de opwekking van Lazarus uit de dood (Joh 11:1-44). Op de miniatuur kunnen we zien dat een aantal van de aanwezigen de neus dicht houdt. Uit het evangelie weten we dat Lazarus al vier dagen dood was en dat Martha waarschuwde voor de stank. Ook hier zien we een goudranken achtergrond. | GvL     |
| Palmzondag                  | vb   | 173v   | Jezus rijdt op een ezelin vergezeld van haar veulen de stadspoort van Jeruzalem binnen. We zien dat de toeschouwers hun mantels voor hem op de grond uitspreiden en er worden bebloemde takken uitgespreid, maar echte palmen zijn niet te zien. | GvL     |
| Pasen                       | vb   | 182v   | Op de afbeelding ziet men de verrezen Christus met een kruisstaf in gezelschap van een engel boven op zijn graftombe staan. Om het graf heen is een klein legertje Romeinse soldaten door elkaar op de grond gevallen. De iconografie is vrij ongebruikelijk voor de verrijzenis in het begin van de 15e eeuw, meestal werd een leeg graf afgebeeld als zinnebeeld van de verrijzenis. De heilige vrouwen die het graf kwamen bezoeken zijn niet afgebeeld in de miniatuur maar in de marge                                                | JC      |
| Ons heer Hemelvaart         | vb   | 184r   | De miniatuur toont Christus die ten hemel opstijgt tussen twee rijen engelen. Moeder Maria, andere heilige vrouwen, de apostelen en leerlingen kijken hem na. Volgens de oude iconografie werden de voetafdrukken van Christus afgebeeld op de rots vanwaar hij ten hemel was gestegen. Op de achtergrond zien we een burcht midden in een meer. | JC      |
| Pinksteren                  | km   | 186r   | Nederdaling van de Heilige Geest | JC      |
| Drievuldigheidszondag       | km   | 188r   | Christus zegent de wereld | JC      |
| Sacramentsdag               | km   | 189v   | Christus reikt de communie uit aan de apostelen | JC      |
| Mis voor Onze Lieve Vrouw   | km   | 191v   | Madonna met kind | JC      |
| Kruisverheffing             | vb   | 193r   | We zien een aantal oosters aandoende personen rondom een altaar waarop een reliekhouder prijkt in de vorm van een Lorreins kruis dat steunt op een groene hagedis waarvan de staart omheen het kruis kronkelt. Links zien we een gekroonde man en vrouw die Constantijn en Helena zouden kunnen voorstellen of Heraclius en zijn tweede vrouw keizerin Martine. Rechts zien we drie zwarte monniken biddend voor de reliek en achter het altaar staan twee gebaarde mannen met een staf waarvan er een geld lijkt te tellen.               | GvL     |
| Mis voor de heilige Michaël | vb   | 195r   | Het gevecht tussen Michaël en de draak in de lucht boven de Mont Saint-Michel gaat terug op het twaalfde hoofdstuk van de Apocalyps. Een vurige Michaël staat op het punt de al gewonde draak de genadestoot te geven. Rechts in de verte ziet men het getijdeneiland van Tombelaine. Waarschijnlijk werd de mis voor St. Michaël begeleid door een volbladminiatuur omdat Michaël een populaire heilige was bij Jean de Berry en bij de Franse koninklijke familie.                                                                       | GvL     |
| Allerheiligen               | km   | 197r   | De paus gezeten op een troon omringd door gelovigen en kardinalen | JC      |
| Dodenmis                    | km   | 199v   | Dodenmis | JC      |
| Mis voor de heilige Andreas | vb   | 201r   | Ook Andreas was een van de favoriete heiligen van de hertog van Berry en de misviering ter zijner gedachtenis wordt dan ook begeleid met een volbladminiatuur. We zien de marteldood van Andreas die ter dood was veroordeeld omdat hij weigerde de Romeinse goden te aanbidden. Volgens de Legenda aurea van Jacobus de Voragine vond zijn executie plaats voor een menigte van zeker 20.000 mensen, wat ook op de miniatuur wordt afgebeeld. In de bas de page zien we scènes uit het leven van Andreas.                                 | JC      |
| Maria lichtmis              | in   | 203r   | Gehistorieerde initiaal van drie lijnen met Simeon | ??      |

## Stijlkenmerken
De Van Lymborchs waren duidelijk exponenten van de internationale gotiek. Op vele punten verrichtten ze baanbrekend werk, vooral met hun laatste onafgewerkte manuscript de Très Riches heures. Zo introduceerden ze de volblad miniatuur voor de kalender, verbeterden de landschapschildering en waren bij de eersten die het meteorologische aspect van de seizoenen in hun landschappen betrokken.
Men heeft tevergeefs gezocht naar een Gelderse stijlcomponent in het werk van de Van Lymborchs, maar die blijkt zeer moeilijk aan te duiden hoewel Colenbrander in zijn studie een miniatuur uit de Très belles heures de Notre-Dame die als apart blad bewaard wordt in het Louvre en de Keurvorstentekening uit het Wapenboek van Gelre als duidelijk van dezelfde hand onderkent, maar daarmee is natuurlijk nog niet gezegd of het over Jan Maelwael of een van zijn neven gaat of over een andere Gelderse schilder die voor Jean de Berry werkte.
De Italiaanse kunst van het trecento daarentegen is zeer duidelijk aan te wijzen in het werk van de Van Lymborchs hoewel het al bij al vrij onzeker is of ze ooit een voet in Italië gezet hebben. Naast de miniaturen die we hoger besproken hebben zijn er miniaturen in de passiegetijden die duidelijk terug te voeren zijn op het Orsini retabel van Simone Martini zoals de kruisdraging en de kruisafname. De Van Lymborchs kunnen hun voorbeelden gehaald hebben van tekeningen of modellen of uit schetsboeken, maar ongetwijfeld hebben ook verluchte manuscripten een rol gespeeld in de stijloverdracht van Italië naar Frankrijk. Kleine paneeltjes van bijvoorbeeld Simone Martini waren in die tijd ook al de Alpen overgestoken, dus aan inspirerend materiaal was er geen gebrek, bovendien werkten talrijke Italiaanse kunstenaars aan het pauselijk paleis in Avignon en elders in Frankrijk wat trouwens aan de basis lag van het ontstaan van de internationale gotiek. Samenvattend kan men zeggen dat de Van Lymborchs geput hebben uit Italiaans werk voor composities en individuele motieven zonder echt stilistisch beïnvloed te zijn door de Italiaanse kunst. De modellering van personages en de drapering is niet echt Italiaans te noemen.

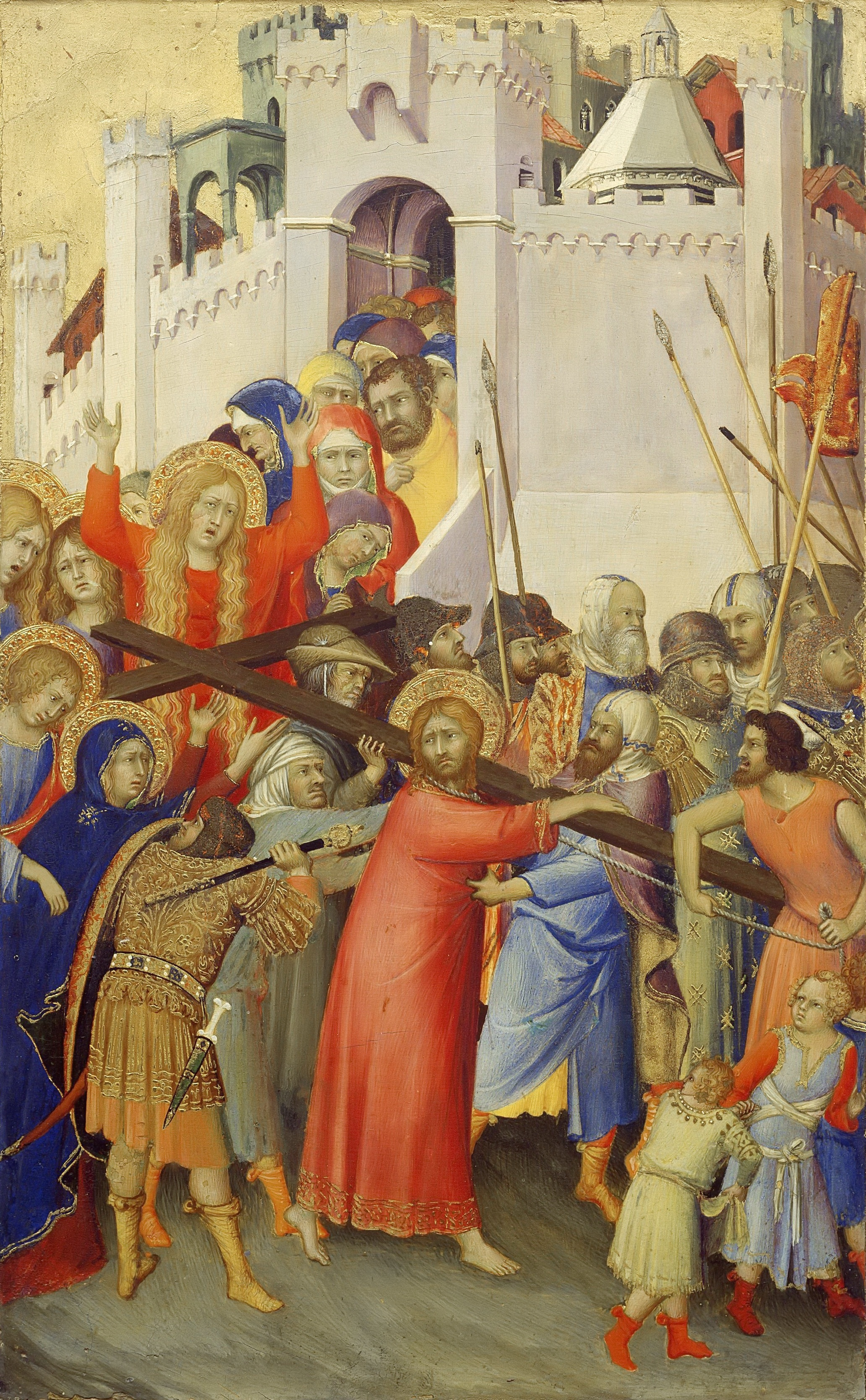
Simone Martini – Orsini polyptiek – kruisdraging
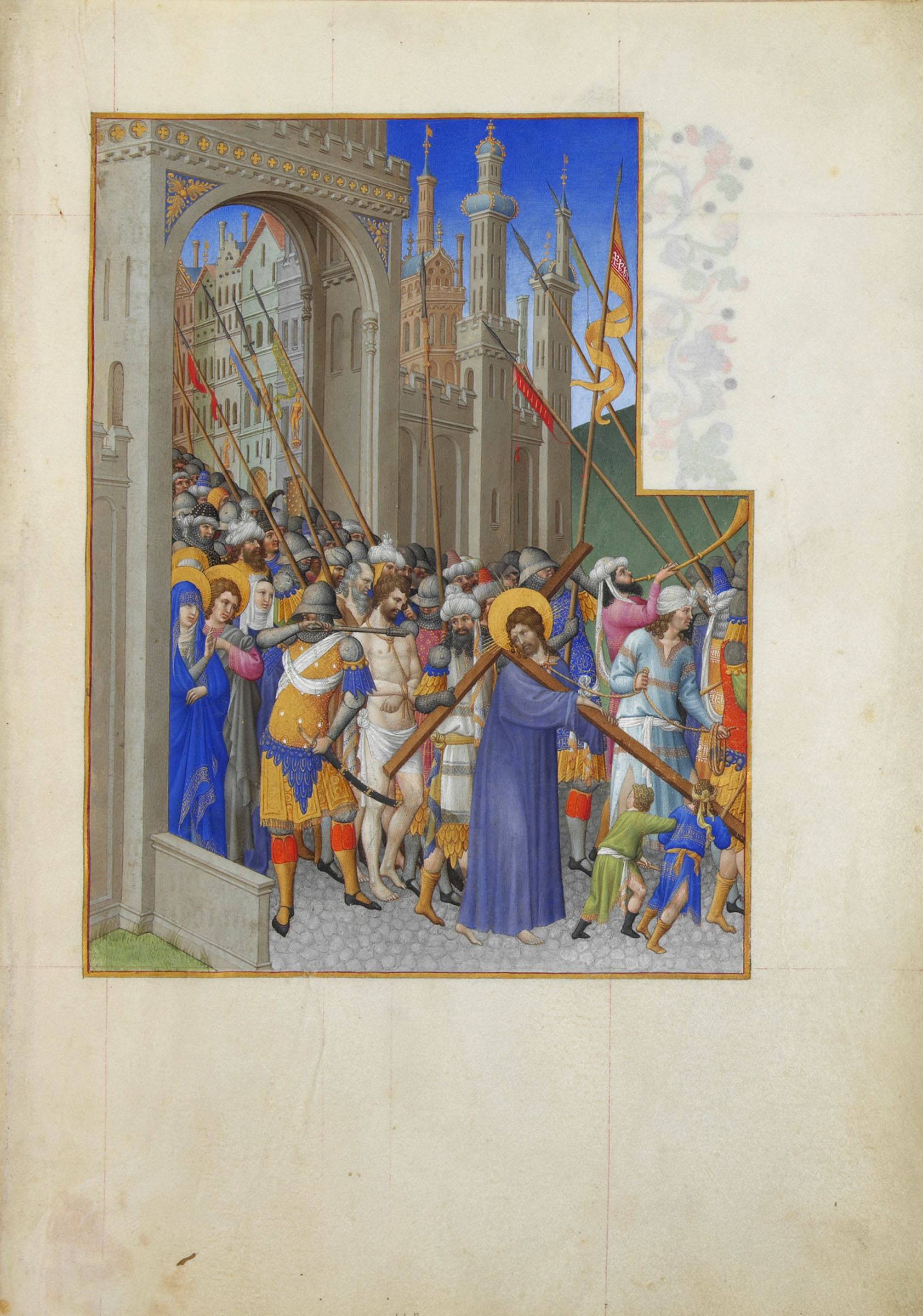
Gebroeders van Limburg – kruisdraging
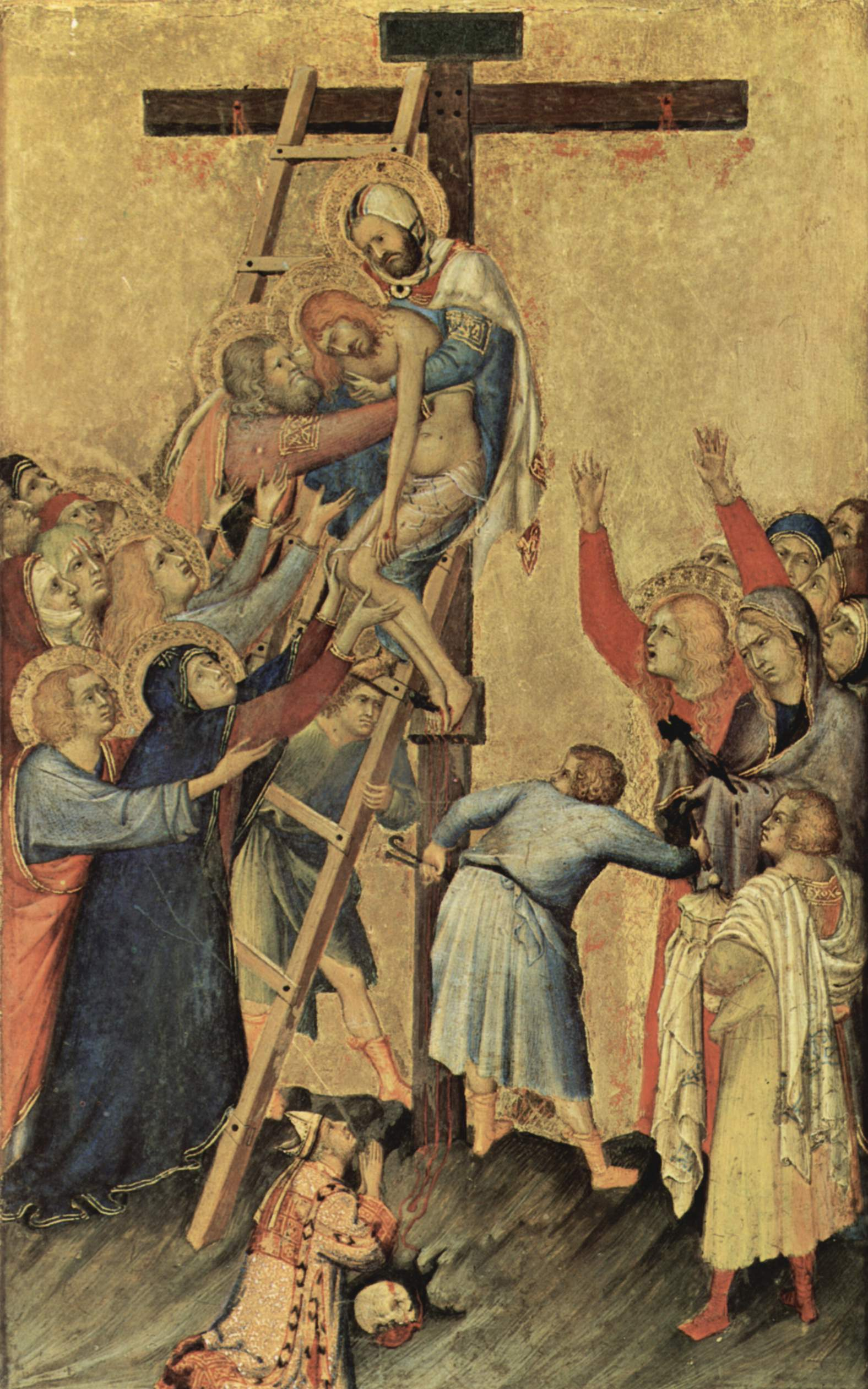
Simone Martini – Orsini polyptiek – kruisafneming
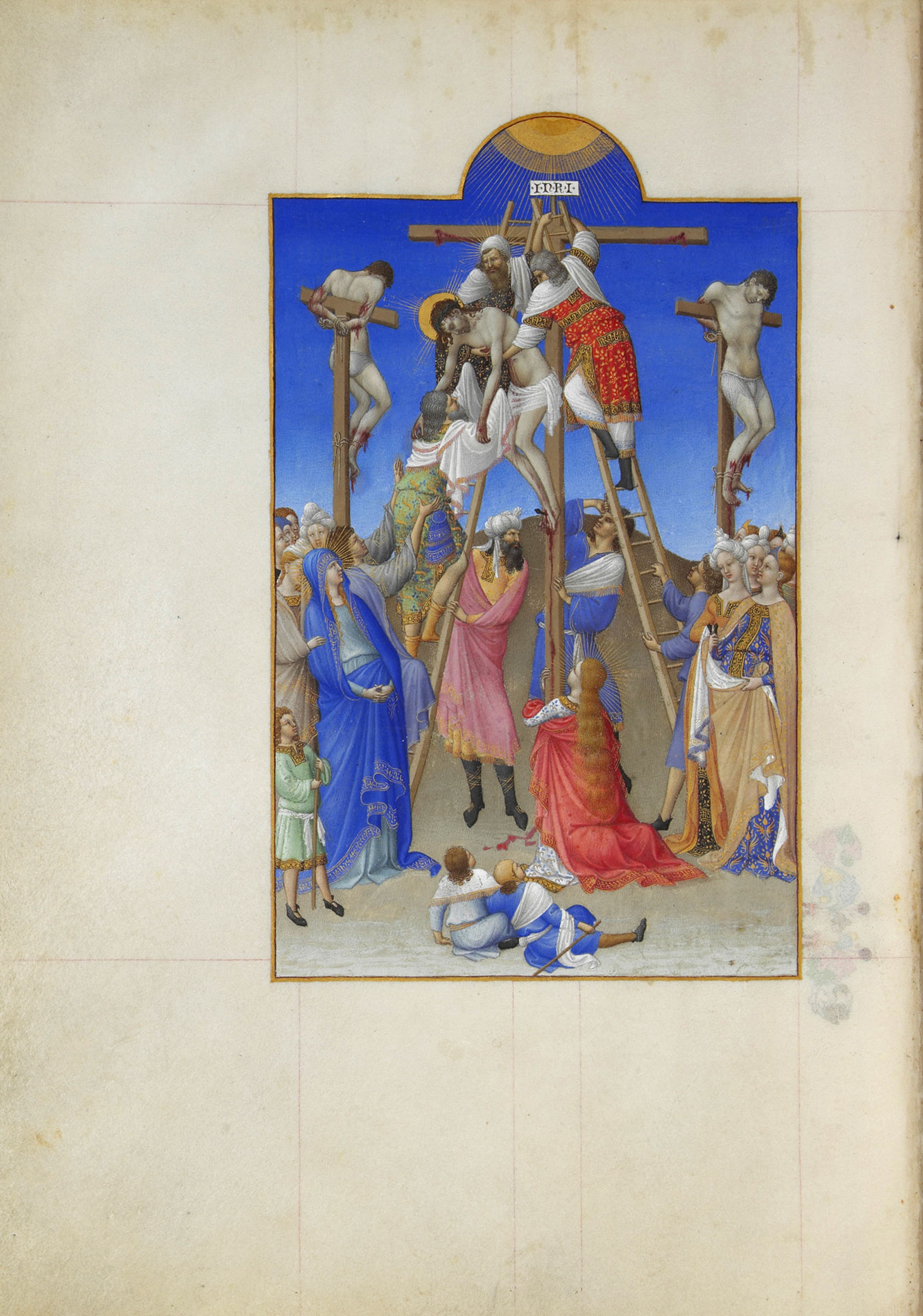
Gebroeders van Limburg – kruisafname

Ze ontwikkelden een zeer eigen stijlversie die weliswaar kadert in de internationale gotiek maar uitstijgt boven de gewone verluchting, ze maakten als het ware paneelschilderijtjes op perkament en men mag hun werk op hetzelfde niveau zetten dan dat van Jan van Eyck (als miniatuurschilder), Jean Fouquet en Barthélemy d’Eyck.

## Invloed van de Gebroeders van Lymborch
De gebroeders van Lymborch werkten in een bevoorrechte situatie, ze werkten in opdracht van een rijke, goed betalende opdrachtgever en hadden geen eigen atelier dat zichzelf moest bedruipen en nieuwe krachten moest vormen en opleiden al was het maar om op die wijze te voorzien in goedkope hulp. De gebroeders van Lymborch hebben dus zelf geen generatie van opvolgers gevormd die hun stijl voortzetten zoals dat wel het geval was voor tijdgenoten zoals de Boucicaut-meester, de Bedford-meester en Jacquemart de Hesdin.
Niettemin kunnen de kunsthistorici verscheidene werken van Franse en Vlaamse miniaturisten aanduiden waarin motieven of ontwerpen van de gebroeders van Lymborch  zijn gebruikt. In het begin van de 15e eeuw was de boekproductie volledig op commerciële leest geschoeid en werden de boeken geproduceerd in seculiere ateliers in de steden. Zo een atelier moet men niet in de strikte zin interpreteren als een plaats waar een aantal kunstenaars samenwerkten, het was veeleer een los samenwerkingsverband tussen een aantal vakmensen die elk in hun eigen huis werkten. De librariër, al of niet zelf een miniaturist, was een soort uitgever die de creatie van handschriften plande en liet uitvoeren door een ganse ploeg van gespecialiseerde ambachtslui of kunstenaars. Naast de kopiisten en miniaturisten waren er de vakmensen die het ondergeschikte werk zoals het schilderen van de versalen, de initialen, het filigraanwerk, de randversieringen, het plaatsen van bladgoud en zelfs het inkleuren van grote vlakken van de ondertekening realiseerden. Ook de gebroeders van Lymborch , ook al werkten ze dan in een beschermde omgeving, deden voor het versieringswerk noodzakelijkerwijze beroep op dit commerciële circuit. Die assistenten werkten zeker niet altijd onder directe controle van de gebroeders en meestal ook niet op dezelfde locatie. Daardoor was er voldoende gelegenheid om ontwerpen van de kunstenaars die het miniatuurwerk deden, te kopiëren. Het feit dat er in totaal, buiten de Lymborchs  zelf, veel anderen aan het manuscript werkten geeft aan dat er meer dan voldoende gelegenheid was om ontwerpen te kopiëren en dat het waarschijnlijk op die wijze was dat de ontwerpen van de gebroeders bekend en verspreid raakten.

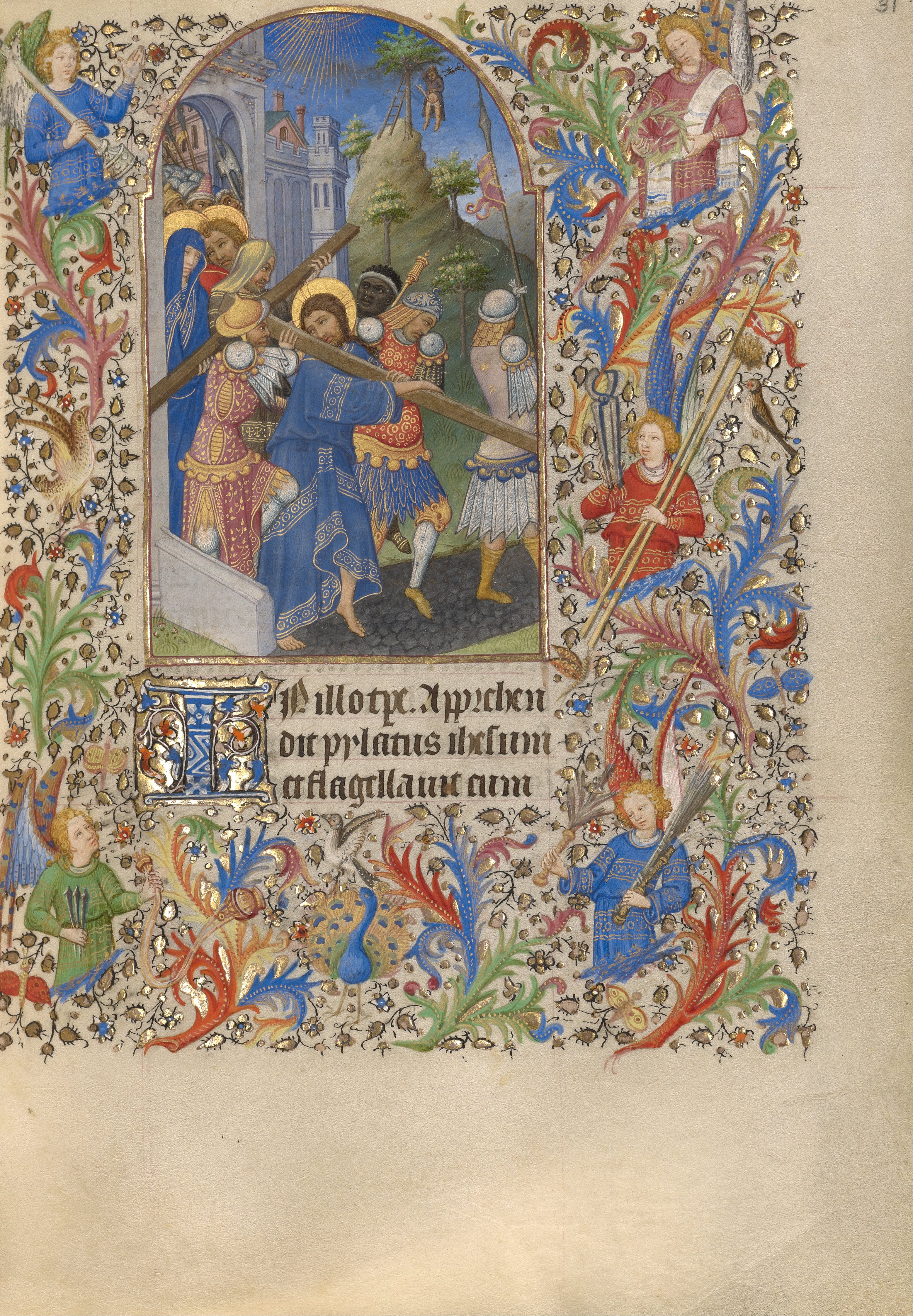
Meester van Spitz, Kruisdraging

Naast de kopieën die op die manier ontstonden waren er ook de kopieën die ontstonden op basis van inzage in afgewerkte manuscripten. Zo kon men vaststellen dat toen de Belles Heures na de dood van Jean de Berry terechtkwamen bij Yolande van Aragón het boek als inspiratiebron ging dienen voor miniaturisten die voor haar werkten zoals onder anderen de Rohan-meester. Van in die tijd kent men verscheidene getijdenboeken afkomstig uit het westen van Frankrijk waarvoor de Belles Heures model stonden. Zoals beschreven bij de geschiedenis van het handschrift was dit ook waarschijnlijk het geval voor de makers van het Breviarium-Grimani en de Henessy-getijden die toegang zouden gehad hebben tot de Très Riches Heures toen het handschrift zich in Mechelen bevond in het bezit van Margareta van Oostenrijk.
Nochtans zijn er ook twee miniaturisten gekend die ook de stijl van de gebroeders van Lymborch gebruikten in hun werk en dus zouden kunnen gezien worden als navolgers. De eerste is de zogenaamde Meester van Seilern. Hij wordt zo genoemd naar een getijdenboek dat hij zou verlucht hebben in het begin van de 15e eeuw en waarvan de laatst gekende eigenaar graaf von Seilern was. De aanbidding der wijzen in het Seilern manuscript lijkt als twee druppels water op die in de Belles Heures. Deze Meester van Seilern heeft dezelfde stijl, hetzelfde palet en hij gebruikt dezelfde compositie en margeversiering als de gebroeders van Lymborch. Hij was waarschijnlijk afkomstig uit Vlaanderen en werkte in dezelfde periode als de gebroeders van Lymborch. Het Seilern manuscript is het enige werk dat van hem bekend is.
De tweede 'navolger' is de Meester van Spitz die actief was van 1415 tot 1425. Zijn noodnaam dankt hij aan een getijdenboek dat hij verlucht heeft en dat voorheen in het bezit was van de familie Spitz. Dat getijdenboek wordt nu bewaard in het Getty Museum met signatuur MS. 57. Ook van deze meester was de stijl gebaseerd op die van de Lymborchs en hij nam verschillende van hun composities over uit de Belles Heures maar ook uit de Très Riches Heures. Voor de achtergrond gebruikte hij wel een rijkere aankleding dan wat we bij de Lymborchs aantreffen. Van deze meester kennen we naast zijn naamboek, Livre d'Heures de Spitz, nog twee andere handschriften waaraan hij meewerkte namelijk het Getijdenboek van Charlotte van Savoye nu in de Morgan Library als M.1004 en een getijdenboek dat nu bewaard wordt in het Musée Condé in Chantilly als Ms. 66. Het getijdenboek in het Musée Condé werd volledig verlucht door de Meester van Spitz, in de andere getijdenboeken werkte de Meester van Spitz samen met andere miniaturisten. Dat wijst erop dat hij deel uitmaakte van het commerciële circuit.
Het is dus onduidelijk of de gebroeders van Lymborchs opvolgers hebben gehad die ze zelf hadden opgeleid of die met hen hadden samengewerkt. Ze hebben duidelijk minder invloed gehad op de volgende generaties miniatuurschilders dan sommigen van hun tijdgenoten. Het werk waarvoor ze nu befaamd zijn, de volbladminiaturen bij de kalender van de Très Riches Heures, zijn in hun tijd of kort daarna, verborgen in hun layette, weinig of niet bekend geweest bij hun collega’s; het zou bijna honderd jaar duren voor hiervan de eerste kopieën opduiken. Hun ander werk in de Belles Heures en in de Très Riches Heures kadert perfect in de toen geldende stijl van de internationale gotiek, het is zelfs een exponent ervan, maar dat was niet voldoende om hun stijl levend te houden.